# Сычуаньская кухня

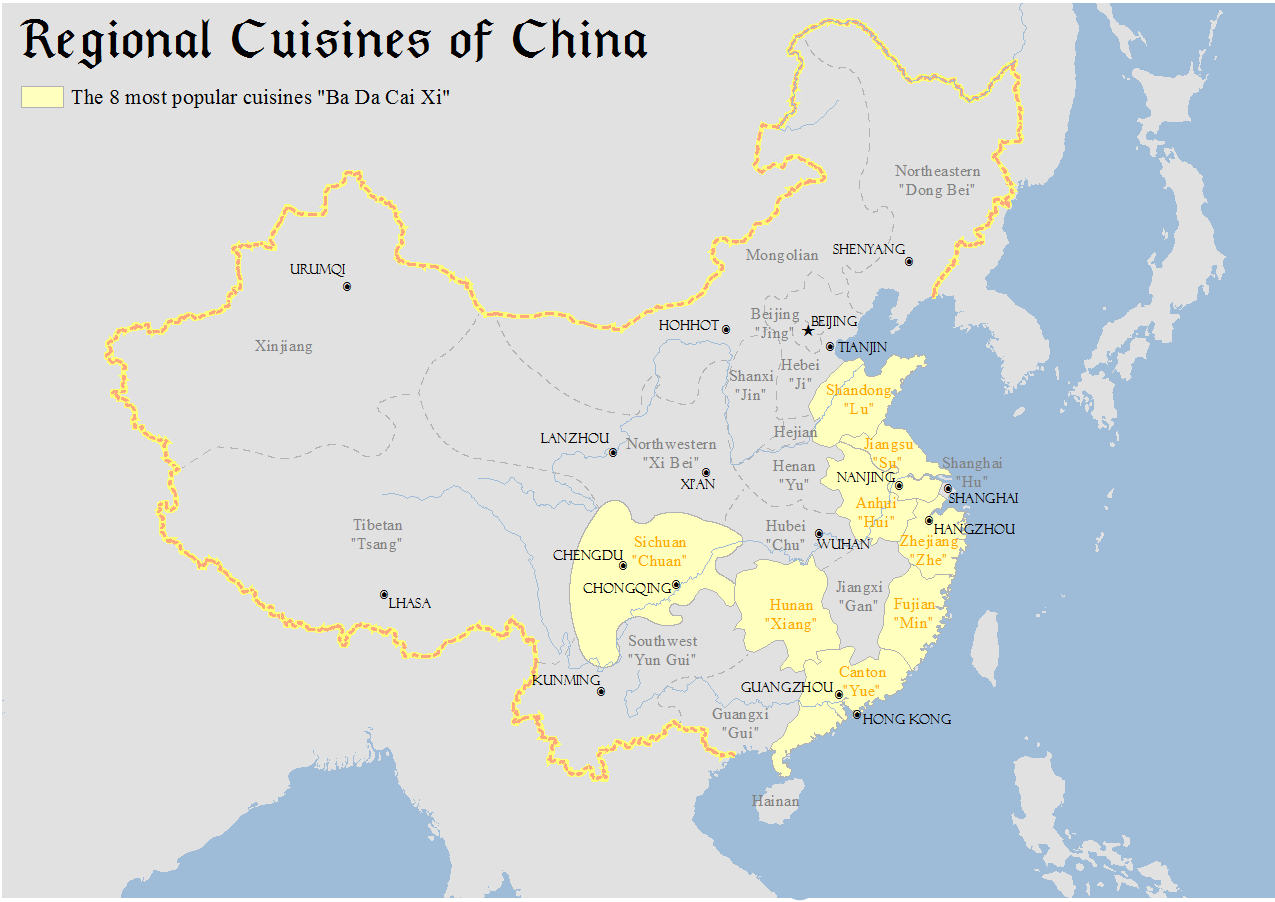
Карта региональных кухонь Китая

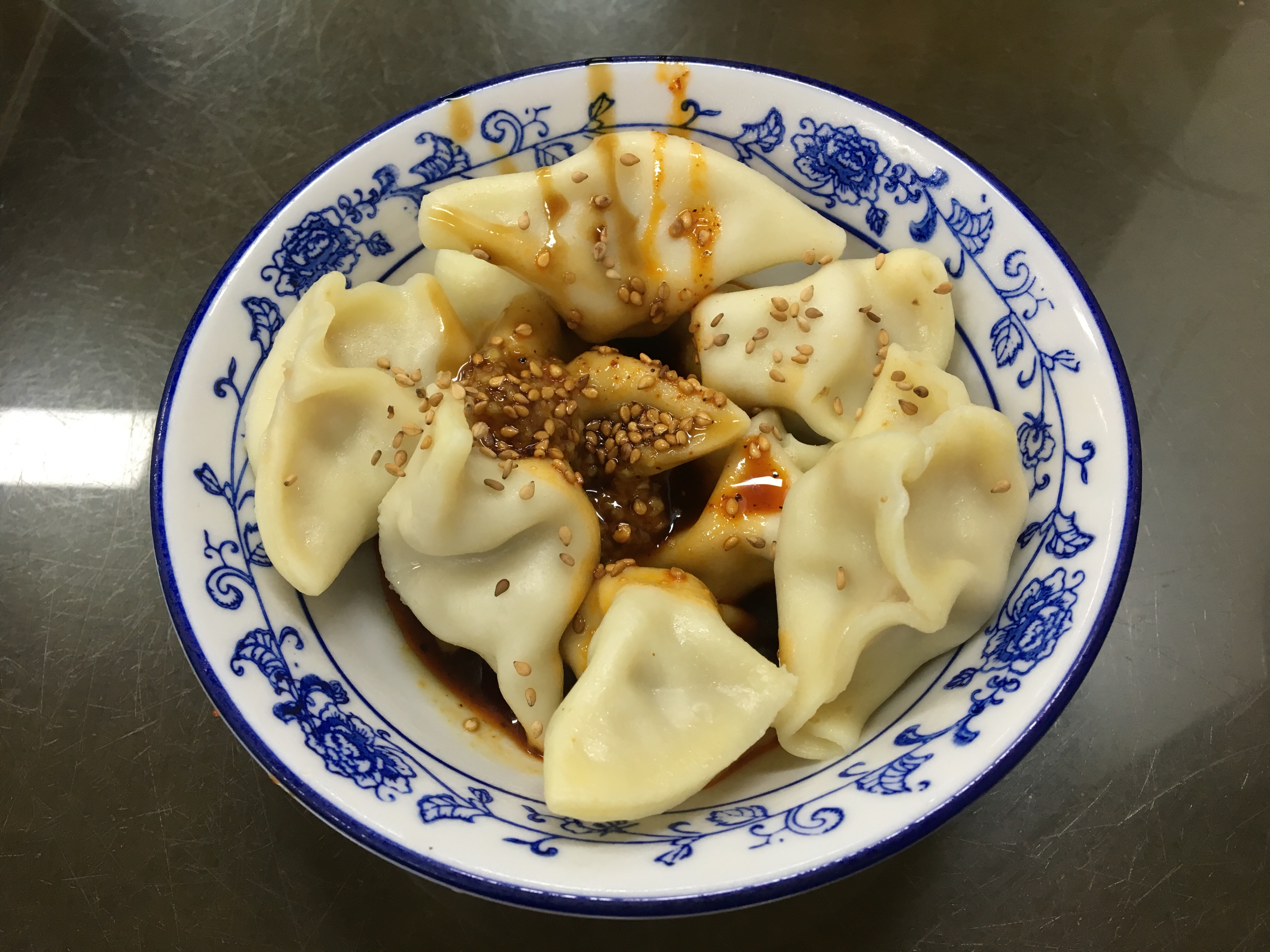
Вонтоны в масле чили

Сычуаньская кухня — одна из региональных кухонь Китая, зародившаяся и получившая наибольшее распространение в провинции Сычуань и городе Чунцин (до 1997 года входил в состав этой провинции, после чего стал самостоятельной административной единицей). Отличается изысканностью, разнообразием (около 5 тыс. блюд), остротой и обильным применением таких приправ и пряностей, как сычуаньский перец, перец чили, чеснок и имбирь. Хотя сычуаньская кухня заметно акцентирует внимание на остроте и жгучести, местные блюда в первую очередь характеризуются наличием множества вкусов и смелыми комбинациями различных вкусов и ароматов в одном блюде. Большое влияние на сычуаньскую кухню оказали традиции буддийского вегетарианства, а также кулинарные традиции и предпочтения соседних регионов — Хунани, Гуйчжоу и Тибета.
Сычуань по праву считается культурным и кулинарным «плавильным котлом», который на протяжении веков адаптировал различные вкусы и традиции (местные жители называют это явление баожун — «открытость» или «инклюзивность»). Со временем сычуаньская кухня вышла за пределы Юго-западного Китая, а с конца XX века, благодаря многочисленным диаспорам хуацяо, популярным рестораторам и гастрономическим блогерам, стала известной в Юго-Восточной Азии, Западной Европе и Северной Америке. Сегодня многие блюда сычуаньской кухни входят в число наиболее популярных блюд как в Китае, так и в мире, а сама сычуаньская кухня несколько потеснила кантонскую кухню, которая ранее доминировала в Западном мире.

## История

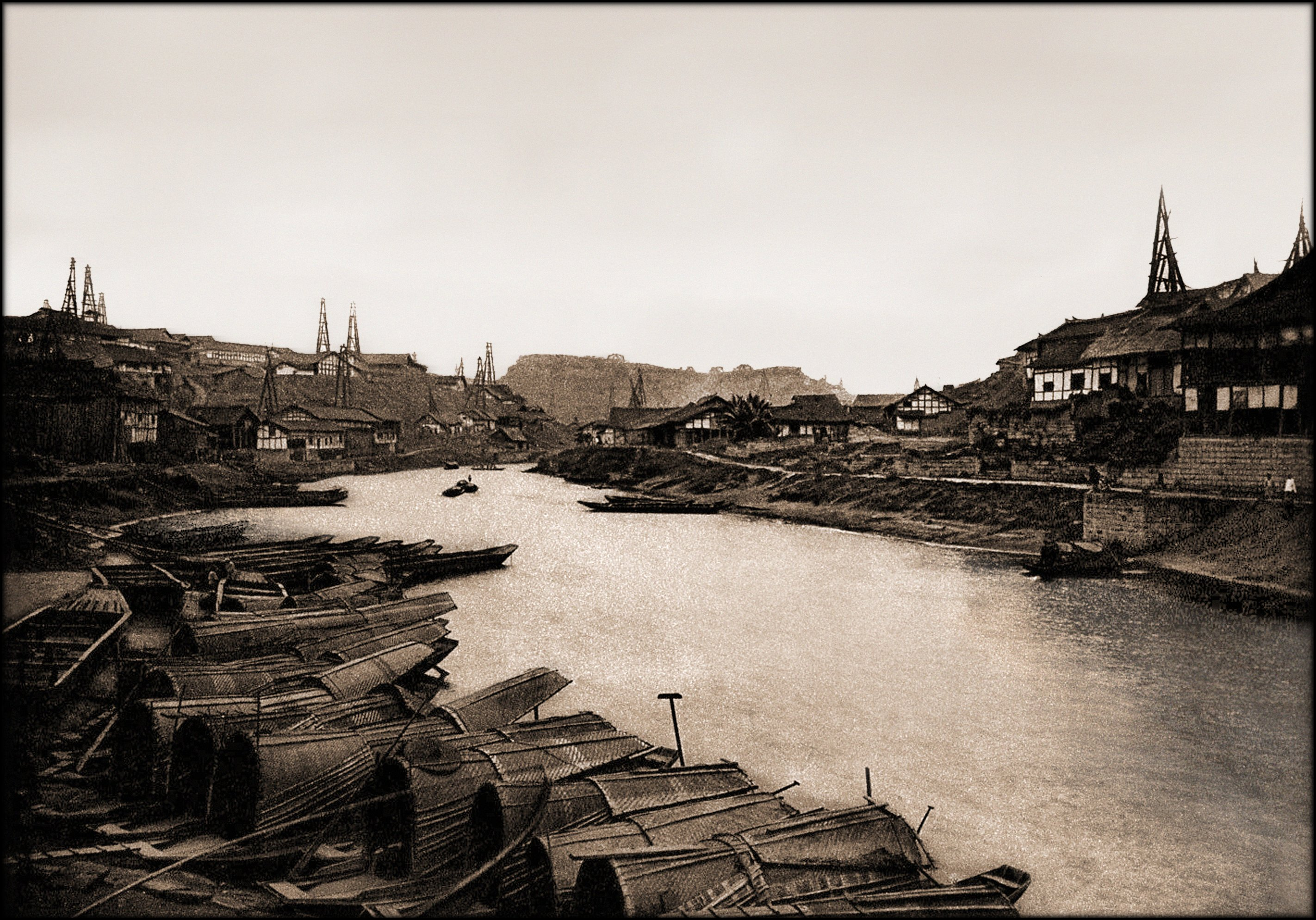
Соляные скважины в Цзылюцзине. 1906 год

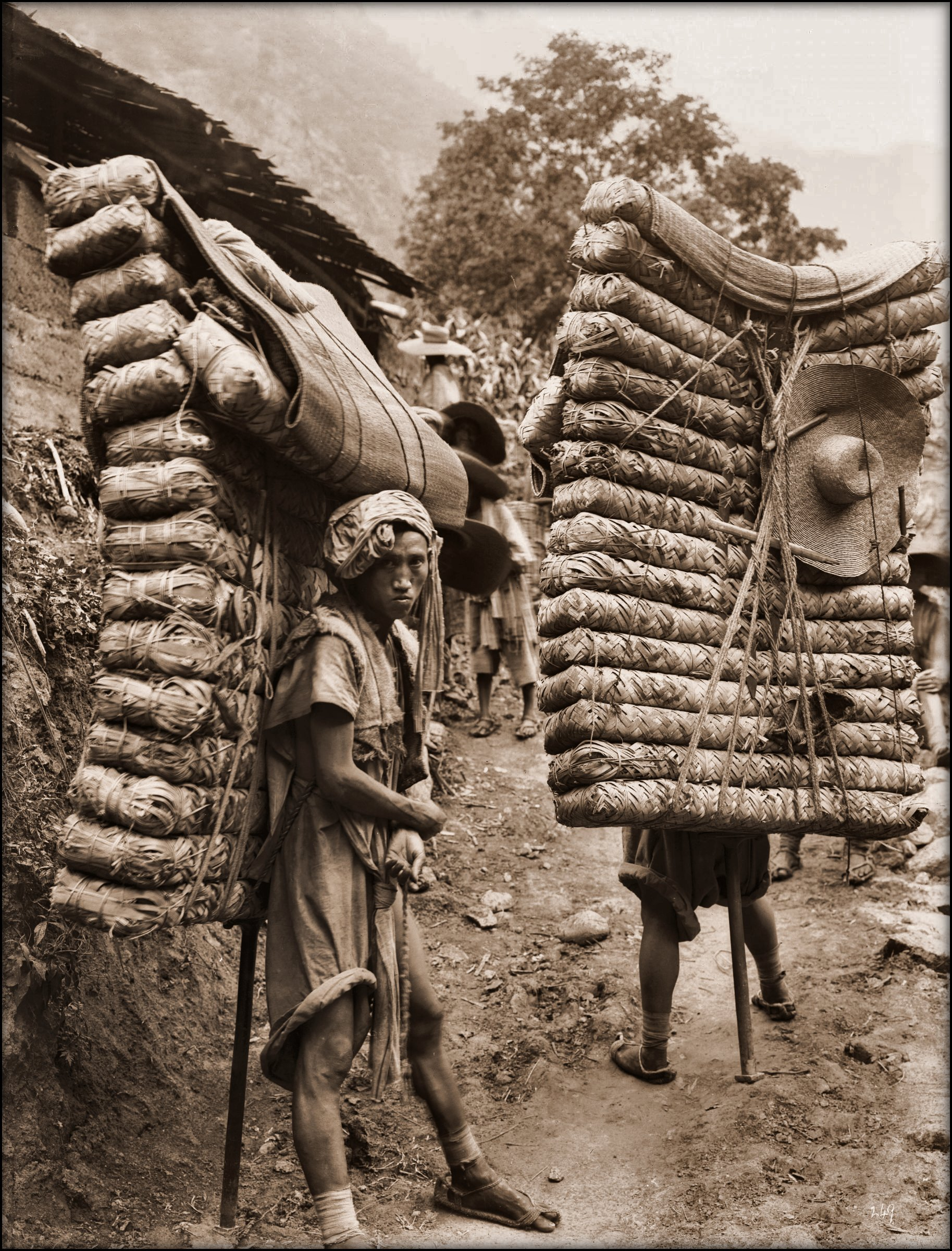
Носильщики чая в Сычуани. 1908 год

Сычуань издревле славилась сытной и вкусной едой. Начиная с эпохи династии Шан в этом регионе практиковали ферментацию овощей, которые позже стали известны как паоцай. Придворная кухня начала формироваться в периоды царств Шу и Ба. Один из самых ранних китайских гастрономических трактатов, «Корень вкусов» (Бэньвэй пянь), написанный в III веке до н.э., упоминает имбирь из Сычуани. На резных кирпичных панелях, найденных вокруг Чэнду и датированных эпохой династии Хань, изображены сцены охоты, приготовления пищи и пышных банкетов. Ханьский писатель Ян Сюн описывал, как сычуаньские повара «смешивали пять вкусов, создавая гармонию сладости и готовя тонизирующие супы из китайского пиона».
Китайский историк IV века Чан Цюй отмечал, что жители Сычуани любят «интересные вкусы, горячие и ароматные вкусы». К началу XII века в сунской столице Бяньлян существовали рестораны сычуаньской кухни, что предполагает наличие в Сычуани отличительного стиля питания, который уже был известен за пределами провинции. В ту эпоху острота достигалась наличием в блюдах трёх приправ — имбиря, сычуаньского перца и юэцзяо (последний с веками был полностью вытеснен перцем чили).
В эпоху позднего Средневековья купцы, прибывавшие в Сычуань из государств Среднего Востока, познакомили местных китайцев с бобами, кунжутом и грецкими орехами. Кроме того, в Средние века из Тибета на Сычуань распространилась культура потребления йогурта, а в эпоху империи Юань из Монголии в южные провинции пришёл обычай готовки продуктов в огненном горшке.
С конца XVI века в письменных источниках восточных прибрежных провинций Чжэцзян и Цзянсу начинают появляться первые упоминания о новом декоративном растении — перце чили. Вероятно, его привезли из Индии португальские купцы, поэтому растение было известно как фаньцзяо («варварский перец»). К концу правления династии Мин в Сычуань стали приезжать европейские и американские торговцы и миссионеры, которые привозили с собой различные сорта перца чили и другие специи из Индии, а также кукурузу, белый и сладкий картофель. Кроме того, большое влияние на сычуаньскую кухню оказывали переселенцы из провинций Хунань, Гуандун и Гуанси, массово бежавшие в Сычуань после начала маньчжурского завоевания и имевшие собственные кулинарные традиции. Позже цинские власти начали поощрять систематическую и крупномасштабную миграцию из этих провинций на плодородные территории Сычуани, разорённые войнами, голодом, болезнями и стихийными бедствиями; пришлые мигранты даже получили название хугуан тянь сычуань («заполнившие Сычуань из Ху и Гуана»).
К концу XVII века перец чили уже использовали в китайской кухне как кулинарную приправу; тогда же его стали активно выращивать в провинциях Цзянси и Хунань. В середине XVIII века в некоторых районах Сычуани также начали сажать перец чили, но массовой культурой он стал лишь в правление императора Цзяцина. Хроники династии Цин упоминают обычай, когда в Сычуани в состав приданого невесты включали паоцай (маринованные овощи), что свидетельствует о их ценности. В эпоху поздней династии Цин перец чили уже прочно вошёл в сычуаньскую кухню. Здесь он получил известность как хайцзяо («морской перец»), что является отсылкой к его заморскому происхождению. Однако, в прибрежных провинциях Восточного Китая, откуда перец чили попал в Сычуань, он не получил значительной популярности.
Правительственные чиновники и богатые купцы, переезжавшие в Сычуань из других провинций Китая, часто привозили с собой собственных поваров. Таким образом, с каждой новой волной миграции в Сычуань приходили новые вкусы и кулинарные техники, которые влияли на сычуаньскую кухню и впитывали её традиции. На рубеже XIX и XX веков Чэнду и Чунцин были шумными космополитическими городами с яркой и самобытной кулинарной жизнью. Здесь работали рестораны цзяннаньской кухни (большинство чиновников прибывали из Нанкина и Шанхая); существовали банкетные залы, готовившие морепродукты, птичьи гнёзда и западные блюда. Фактически, многие из тех кулинарных традиций, которые сегодня известны как сычуаньская кухня, сформировались в конце XIX — начале XX веков.
Во время японской оккупации Китая миллионы беженцев из северных и восточных провинций страны нашли приют в относительно спокойной Сычуани. Чунцин стал временной столицей Гоминьдана, сюда стекались многочисленные чиновники, преподаватели и студенты со всего Китая, а также прибывали американские военные, помогавшие китайцам оружием. К 1943 году в городе насчитывалось более 250 ресторанов на любой вкус, в том числе 30 ресторанов и кофеен западного образца. В итоге в Сычуани сформировалась кухня фьюжн, объединившая в себе множество внешних влияний: «заморский» перец чили, техники запекания и копчения придворных поваров из Пекина, изысканные традиции нанкинской гастрономии и технику фритюра, популярную у американцев. Кроме того, рецепт острой пасты из бобов и перца чили привезли в Сычуань иммигранты из провинции Фуцзянь, а чёрный баонинский уксус впервые изготовили иммигранты из северной части провинции Шаньси.
В 2011 году ЮНЕСКО объявил Чэнду «городом гастрономии». К концу 2010-х годов в таких больших мегаполисах как Чунцин, Чэнду, Мяньян, Наньчун и Лучжоу заметно сократился рынок уличной еды, исчезли многие популярные ночные рынки и влажные рынки. Им на смену пришли сетевые рестораны международных и китайских корпораций, а также фуд-корты в торговых центрах. Сычуаньские повара начали экспериментировать с такими новыми для себя продуктами, как стейк, лосось или окра.
По состоянию на 2022 год на общекитайском рынке были широко представлены многие сычуаньские торговые марки, в том числе сеть ресторанов в стиле хого Haidilao Hot Pot, алкогольные напитки компаний Wuliangye Yibin и Luzhou Laojiao, молочные и мясные продукты агропромышленного холдинга New Hope Group. Однако для всех этих примеров характерно тесное переплетение сычуаньской идентичности с западными технологиями.

## Особенности и предпочтения

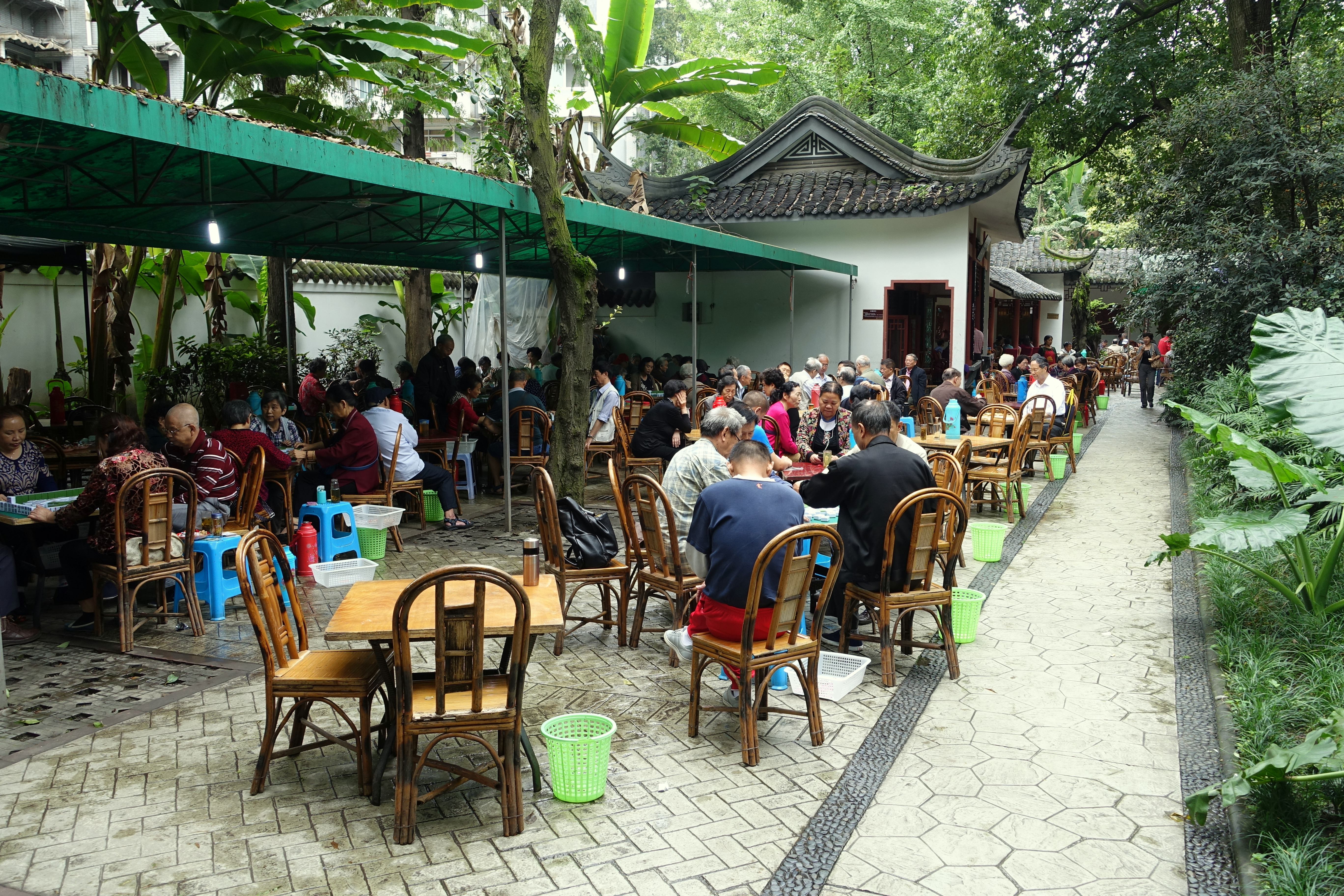
Чайный дом в Чэнду

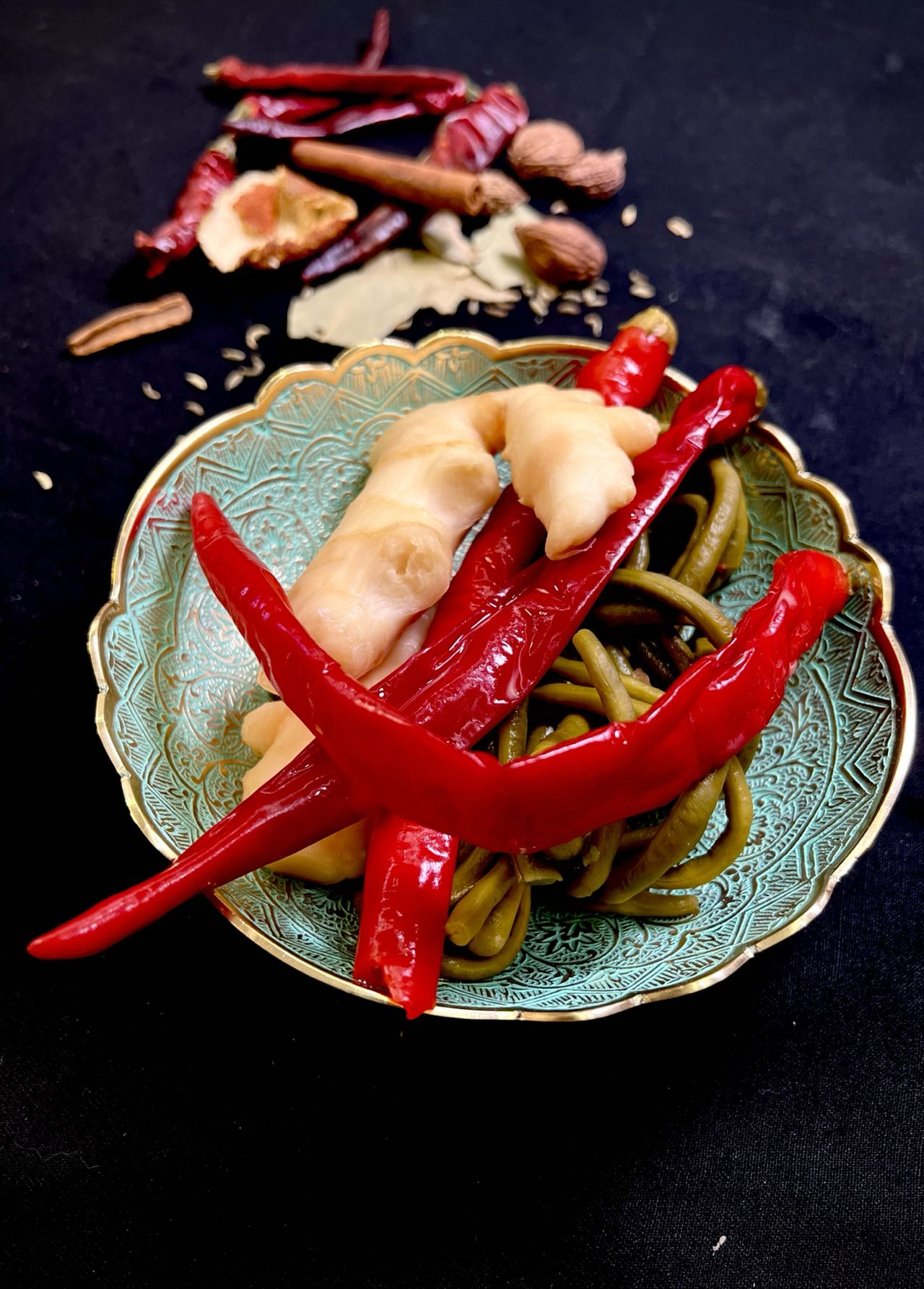
Маринованные в домашних условиях перец чили и имбирь

Сычуаньская кухня имеет много общих черт с общекитайской кулинарной традицией — использование палочек для еды, употребление лапши, риса или хлеба с мясными и овощными блюдами, техника жарки с перемешиванием ингредиентов в воке, использование соевого соуса в качестве ароматизатора. Однако южная сычуаньская кухня имеет более яркие и свежие вкусы, чем северо-китайские кухни, больше опирается на сезонные продукты. Кроме того, на местную кухню оказывает влияние и самобытная сычуаньская культура (её столпами считаются сычуаньский диалект, Сычуаньская опера и уникальная чайная культура).

### Вкусы и ароматы

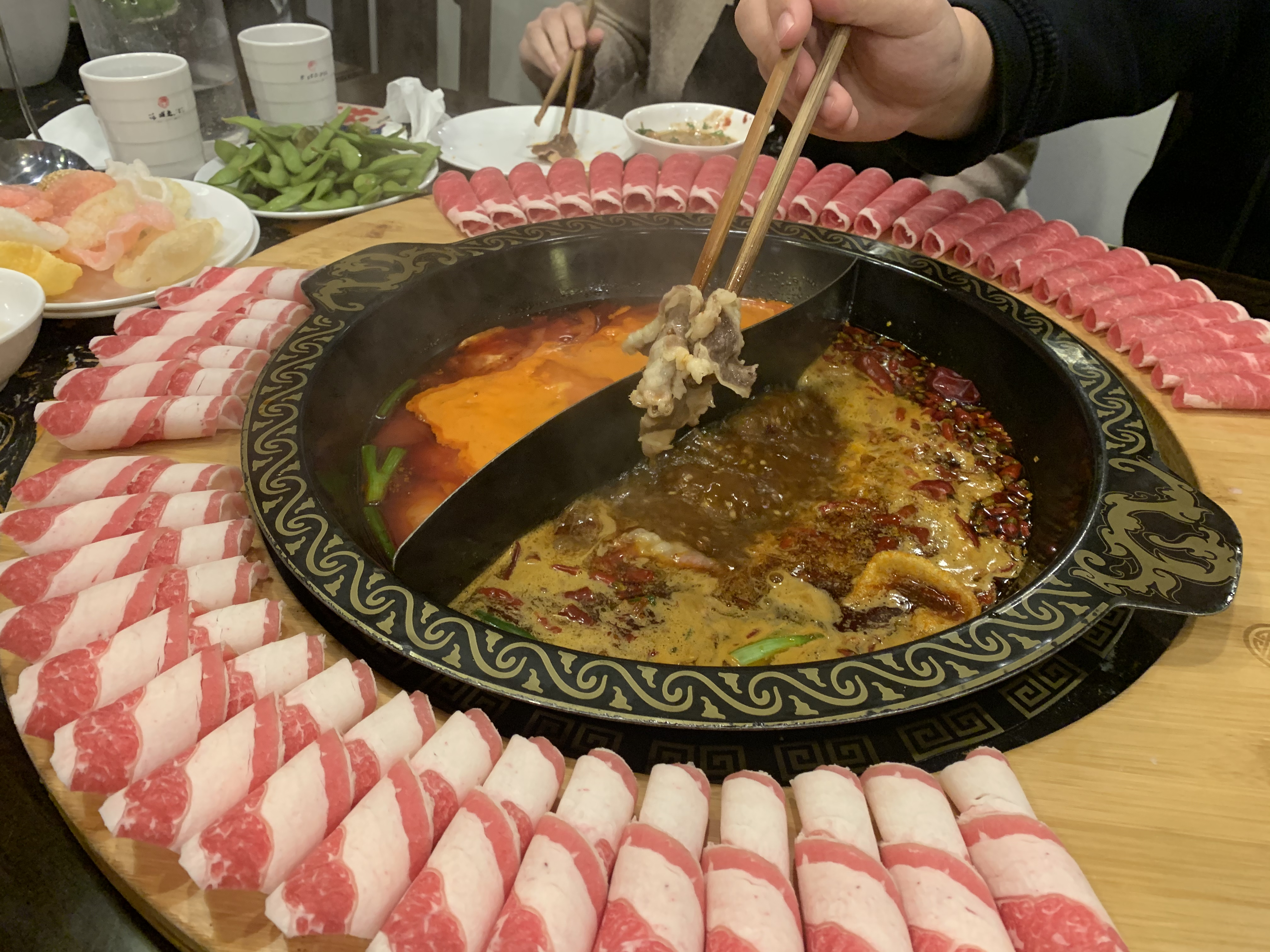
Чунцинский хого

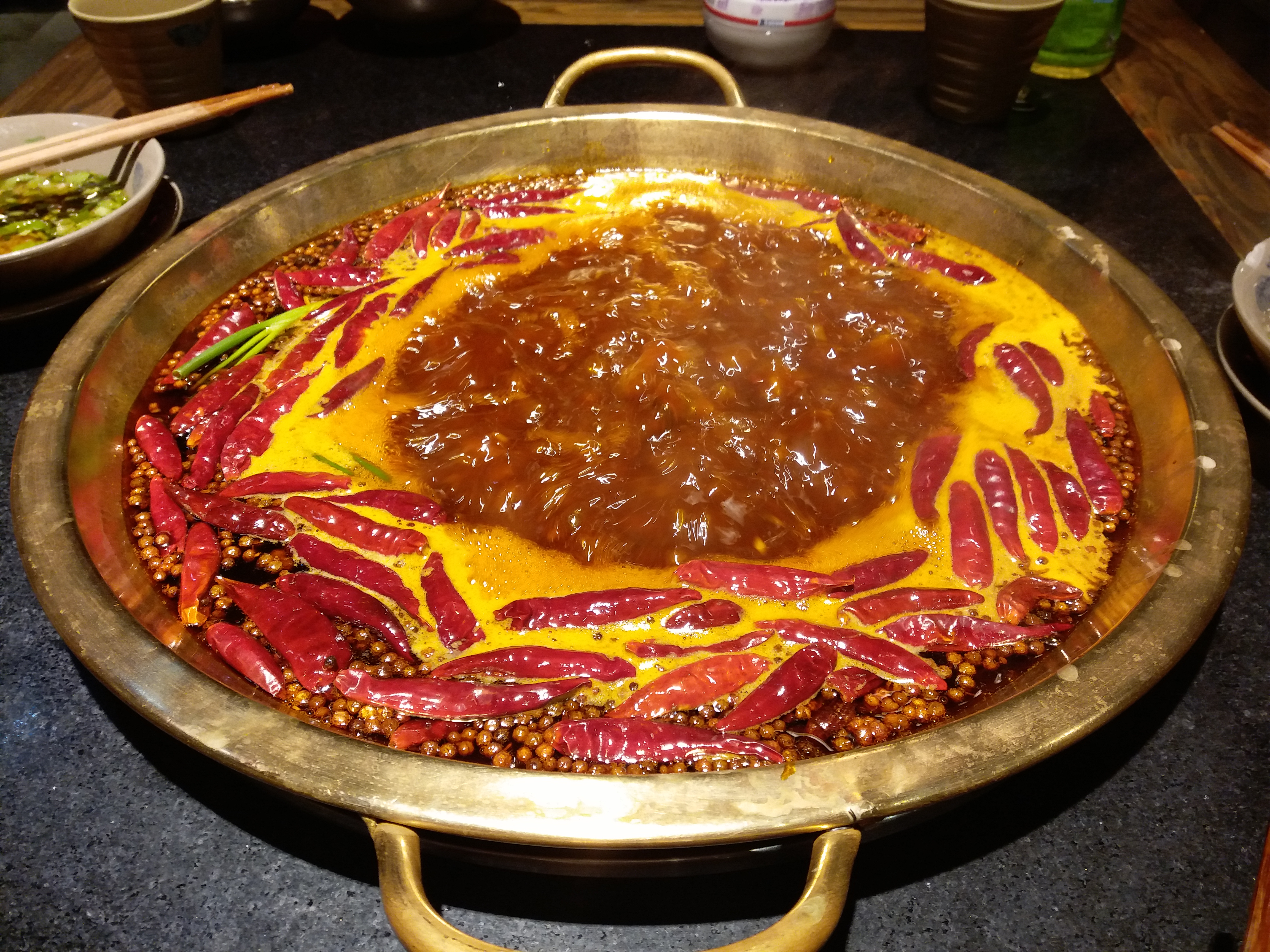
Чунцинский хого

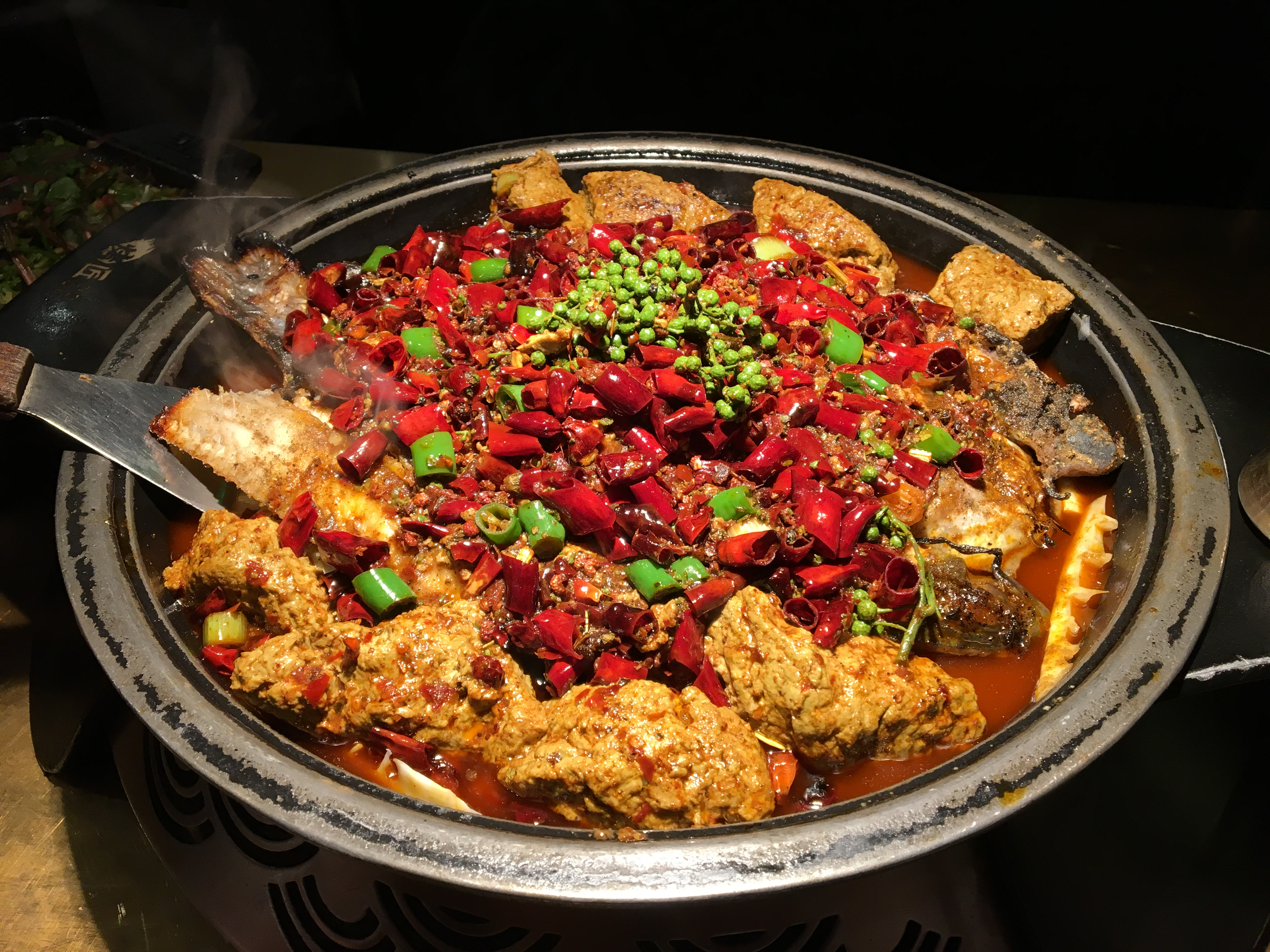
Жареная рыба с соевым пудингом

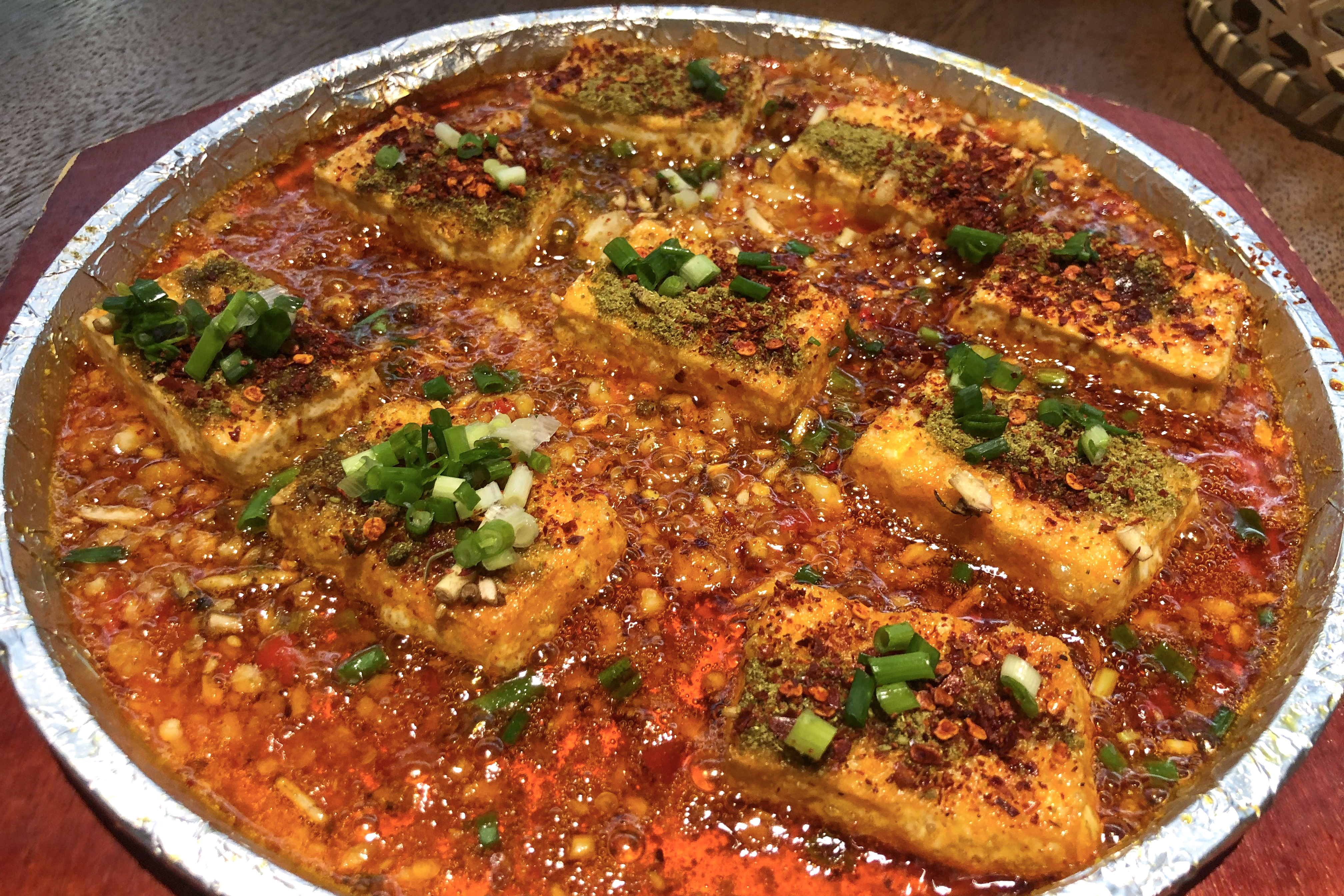
Доуфу в остром соусе

Сычуаньская впадина благодаря своему рельефу и климату имеет круглогодичное интенсивное сельское хозяйство, она издревле была известна обилием продовольствия и других природных ресурсов. Сычуаньская кухня славится своими острыми и пряными вкусами, хотя повседневная еда включает в себя и множество неострых блюд. Как гласит известная китайская поговорка: «Китай — место для еды, но Сычуань — место для вкуса». Местные повара используют 23 различные вкусовые комбинации (фухэвэй), которые, применительно к самым разным ингредиентам, создают огромное разнообразие вкусов. В сычуаньской кухне различают пять основных вкусов — солёный (咸, сянь или хань на сычуаньском диалекте); сладкий (甘, гань или 甜, тянь); кислый (酸, суань); горячий или острый (辛, синь или 辣, ла) и горький (苦, ку), а также три вспомогательных вкуса — онемевающий (麻, ма), который возникает исключительно от сычуаньского перца; душистый или ароматный (香, сян); и умами (鲜, сянь).
В основе сычуаньской кулинарии лежит красный перец чили — сушёный на солнце либо маринованный в соли, рисовом вине и уксусе. Любовь к острому настолько велика, что сычуаньских девушек даже называют ла мэйцзы («пряные девушки»), а путешественников, следующих в Сычуань, непременно спрашивают, опасаются ли они пала («жара от перца чили»). Острый перец или масло чили присутствуют во множестве блюд — от курицы до обжаренных овощей. В комбинации с сычуаньским перцем сушёный чили даёт самый популярный местный вкус — интенсивный «жаркий и онемевающий». Маринованный перец даёт более тонкий и мягкий «жар», составляющий основу другого местного вкуса — «рыбно-ароматного», который объединяет в себе солёные, сладкие, кислые и острые оттенки. Молотый чили и масло чили используются в холодных блюдах, создавая «странный вкус» (сочетание солёного, сладкого, онемевающего, горячего, кислого и орехового оттенков), а паста из бобов и чили доминирует в блюдах «домашнего стиля». Однако «жар» перца чили не подавляет вкус других ингредиентов, а помогает раскрыть разнообразие всех вкусов.
Кроме преобладающих остро-горячих вкусов в сычуаньской кухне присутствует множество других сложных вкусовых комбинаций, например, сладко-кислый «вкус личи», «рыбно-ароматный вкус» (юйсянвэй), нежный «ароматно-пьянящий вкус», свежий и лёгкий «вкус имбирного сока», популярные «вкус фруктового сока» (гочживэй) или «вкус томатного соуса» (цечживэй). У каждого сложного вкуса есть свои особенности, свой баланс кислого и сладкого, своя степень остроты, своё влияние на язык и нёбо. Хотя умами (сянь) и не входит в число фундаментальных вкусов, в сычуаньской кухне его всячески усиливают с помощью куриного жира, куриного или утиного бульона, свежего свиного сала, ароматных грибов, соевого соуса, соли и сахара.
Ароматный вкус (сян) рассматривается как средство общения с духовным миром, так как с древних времён китайцы дарили богам в виде жертвенных подношений ароматное жареное мясо. Само понятие сян используется для описания привлекательных ароматов вин, ликёров, специй, душистых цветов и трав, жареных орехов, цитрусовой цедры или хрустящей кожи жареной утки. Неприятные запахи коллективно известны как ивэй («своеобразные запахи»), они подразделяются на синвэй («рыбные запахи»), шаньвэй («овечьи запахи»), саовэй («неприятные запахи») и другие. Для подавления запаха и вкуса сырого мяса или рыбы продукты ошпаривают, очищают от крови, маринуют с добавлением соли, сычуаньского перца, имбиря, лука и шаосинского вина. Нейтрализуют также и некоторые овощные вкусы, например, «вяжущий» вкус шпината и побегов бамбука, остроту дайкона.

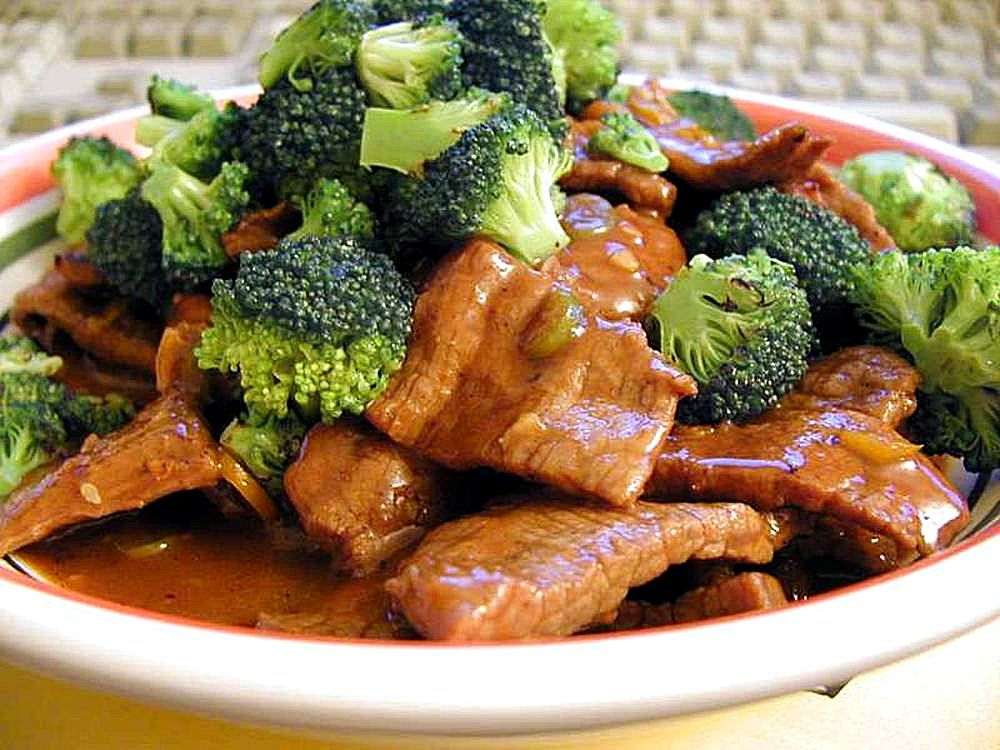
Говядина с брокколи

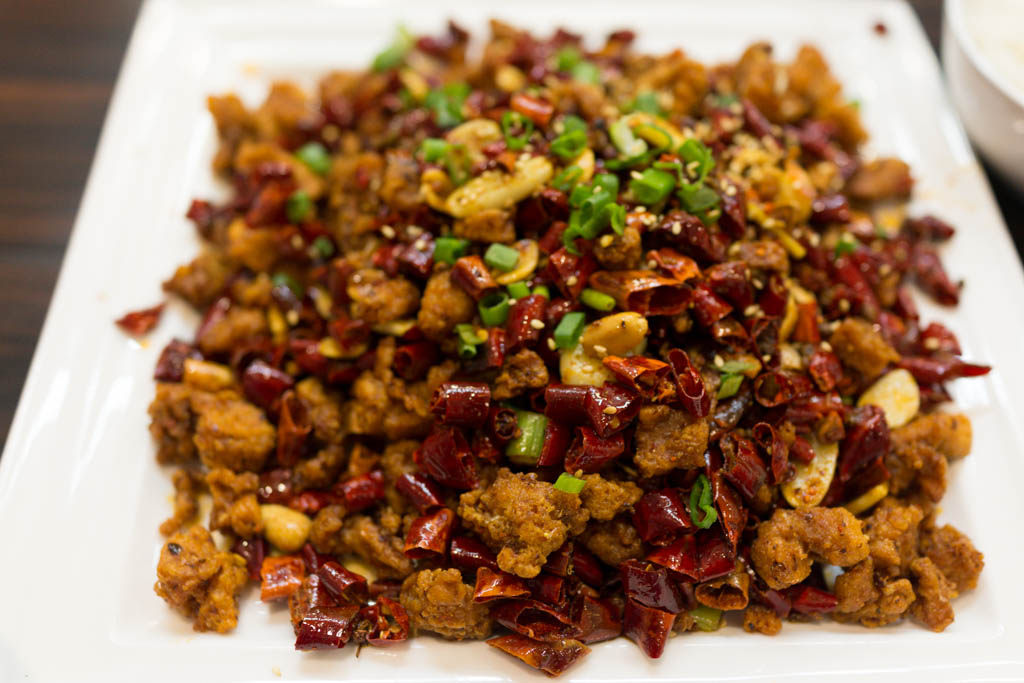
Чунцинская курица с перцем чили

Солоноватый вкус сычуаньские повара используют как фундамент или важный фон, на котором создают более сложные вкусы. Существует даже поговорка о том, что «без солёного вкуса нельзя приготовить блюдо» (у хань бу чэн цай). Среди главных источников солёности — сычуаньская соль, соевый соус, доучи, паста из бобов и чили. Для того, чтобы подсластить блюдо или «потушить» острый вкус, используют белый и коричневый сахар, мальтозный сироп, промысловый или дикий мёд.
Раньше для создания кислого вкуса использовали незрелые сливы (мэйцзы), а сейчас — уксус или маринованные овощи. Горьковаты нотки создаются с помощью мандариновой кожуры, бамбуковых побегов или горькой тыквы; для создания остро-горячего спектра вкусов (ла) используют в первую очередь перец чили, а также белый перец, имбирь, чеснок, зелёный лук и горчицу. «Рыбно-ароматный вкус» получается в результате сочетания пасты из маринованных перцев чили, имбиря, чеснока, лука, уксуса и сахара, которые можно использовать как для горячих, так и для холодных блюд. Раньше эти ингредиенты использовали для приготовления рыбы, из-за чего и возникло такое название. «Вкус домашней готовки» (цзячанвэй) получают благодаря острой смеси пасты из бобов и перца чили, доучи, соуса из сладкой муки, чеснока, имбиря и мясного фарша. Визитной карточкой сычуаньской кухни является «онемевающе-горячий вкус» (мала), который создают комбинацией перца чили и сычуаньского перца.
Имея «огненную репутацию», сычуаньская кухня старается противопоставлять острым блюдам нейтральные вкусы. Чунцинская курица с перцем чили дополняется белым рисом и нежным бульоном, а острая тушёная говядина — обжаренной в масле зеленью.

### Текстура

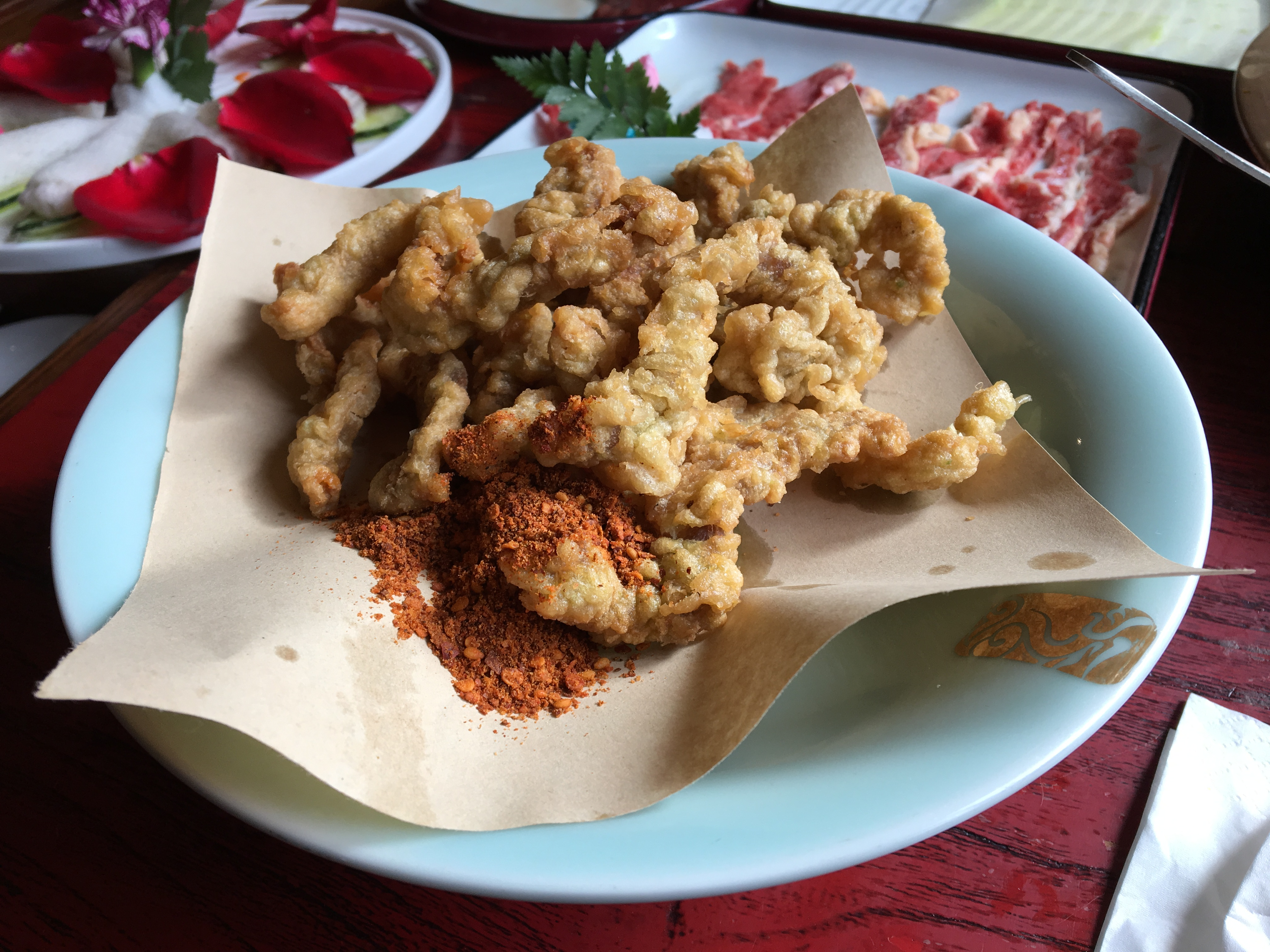
Хрустящая жареная свинина

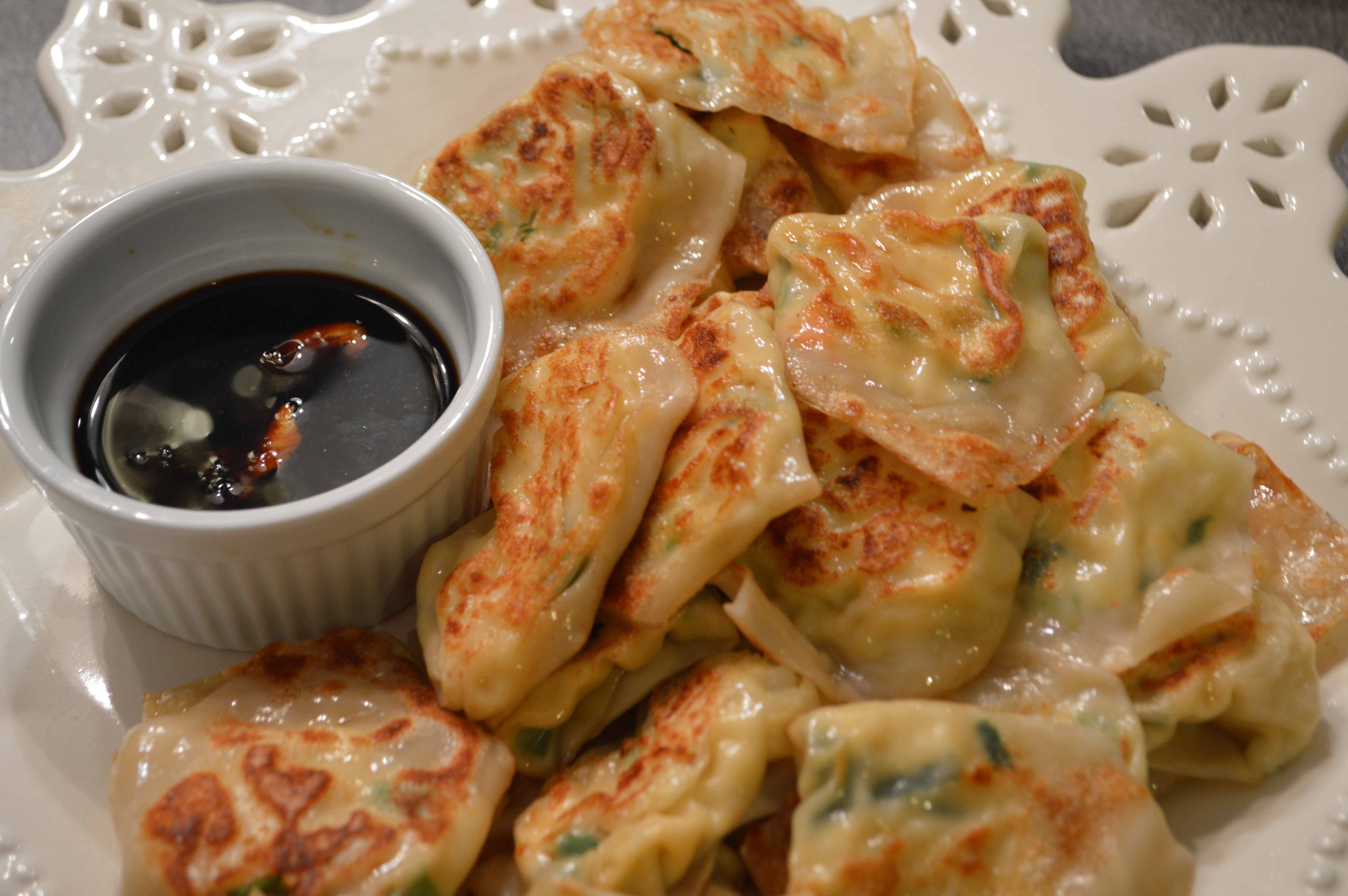
Обжаренные вонтоны с соусом

Для сычуаньцев текстура является неотъемлемой частью привлекательности любого блюда, она имеет такое же значение, как цвет, вкус и аромат. Имеется даже специальное слово, которое описывает ощущение от еды во рту — коугань. Этот термин обозначает не только непосредственно текстуру продукта (хрустящая, мягкая, тягучая), но и приятное ощущение, удовлетворение от еды. Наиболее популярными текстурами в сычуаньской кухне являются сухая хрустящая (обжаренный бекон), мягкая хрустящая (например, текстура медузы или серебряного уха), тягучая или «резиновая» (например, фрагменты требухи), шелковистая нежность мякоти (например, части рыбного филе), «скользящая» (например, желе из горохового крахмала).
Хрустящая текстура цуй получается при обжаривании мелко нарезанных почек или отваривании в хого гусиных кишок. Эта текстура дала название популярному сычуаньскому блюду — паоцзяо саньцуй или «три ингредиента цуй с маринованным чили» (острые обжаренные гусиные кишки, мускульный желудок утки и древесное ухо). Хрустящая текстура су относится к обжаренным до сухости пельменям или запечённому до корочки слоёному тесту. Текстура нэнь означает деликатную нежность молодых листьев и мякоти суккулентов (например, быстро обжаренные в кипящем масле мясо или рыба, сохранившие внутреннюю сочность).
Текстура лао («старая») передаёт противоположность нэнь — жёсткость зрелой плоти и волокнистых листьев, сухость нежных, но переваренных продуктов. Текстура па означает пищу, приготовленную в течение длительного времени, когда мясо легко отслаивается от костей, а корнеплоды становятся мягкими и кашеобразными. Текстура но — это мягкая, эластичная липкость ингредиентов, таких как клейкий рис.

### Типы приёма пищи
Приём пищи делится на пять различных типов — роскошный банкет, обычный банкет, популярная еда, домашняя еда и повседневные закуски. Однако, приготовление и употребление пищи в хого имеет в Сычуани различные культурные аспекты: это может быть и деловая встреча, и банкет для сотрудников организации, и празднование юбилея или дня рождения, и просто семейный ужин.
Банкетное меню, как правило, демонстрирует виртуозные кулинарные навыки повара и экзотические ингредиенты, известные под общим названием шаньчжэнь хайвэй («сокровища с гор и вкусы морей»). На изысканных банкетах сычуанськие повара стараются удивить и очаровать гостей. К классическим банкетным блюдам относятся чунцао яцзы (утка, тушённая с китайским кордицепсом), цзи доухуа или «куриное тофу» (измельчённая куриная грудка), кайшуй байцай (белокочанная капуста в насыщенном светлом бульоне из курицы, утки, ветчины и свиных костей), маобису или «кисти для каллиграфии» (выпечка в виде хлопьев, заправленная в стебли бамбука и политая томатным соусом), морской огурец по-домашнему, тушённые акульи плавники.
С императорских времён банкетные блюда представляли собой сложные скульптуры, изготовленные из овощей, или тарелки нарезанных разноцветных ингредиентов, собранных в форме тщательно проработанных таблиц: «павлин, расправляющий хвост» (кунцюэ кайпин) или «панда, сражающаяся с бамбуком» (сюнмао чжаньчжу). Во время банкетов экзотические блюда почти всегда дополняются классическими блюдами или простыми уличными закусками, такими как паровые пельмени или «коромысловая лапша».

### Региональные и другие течения

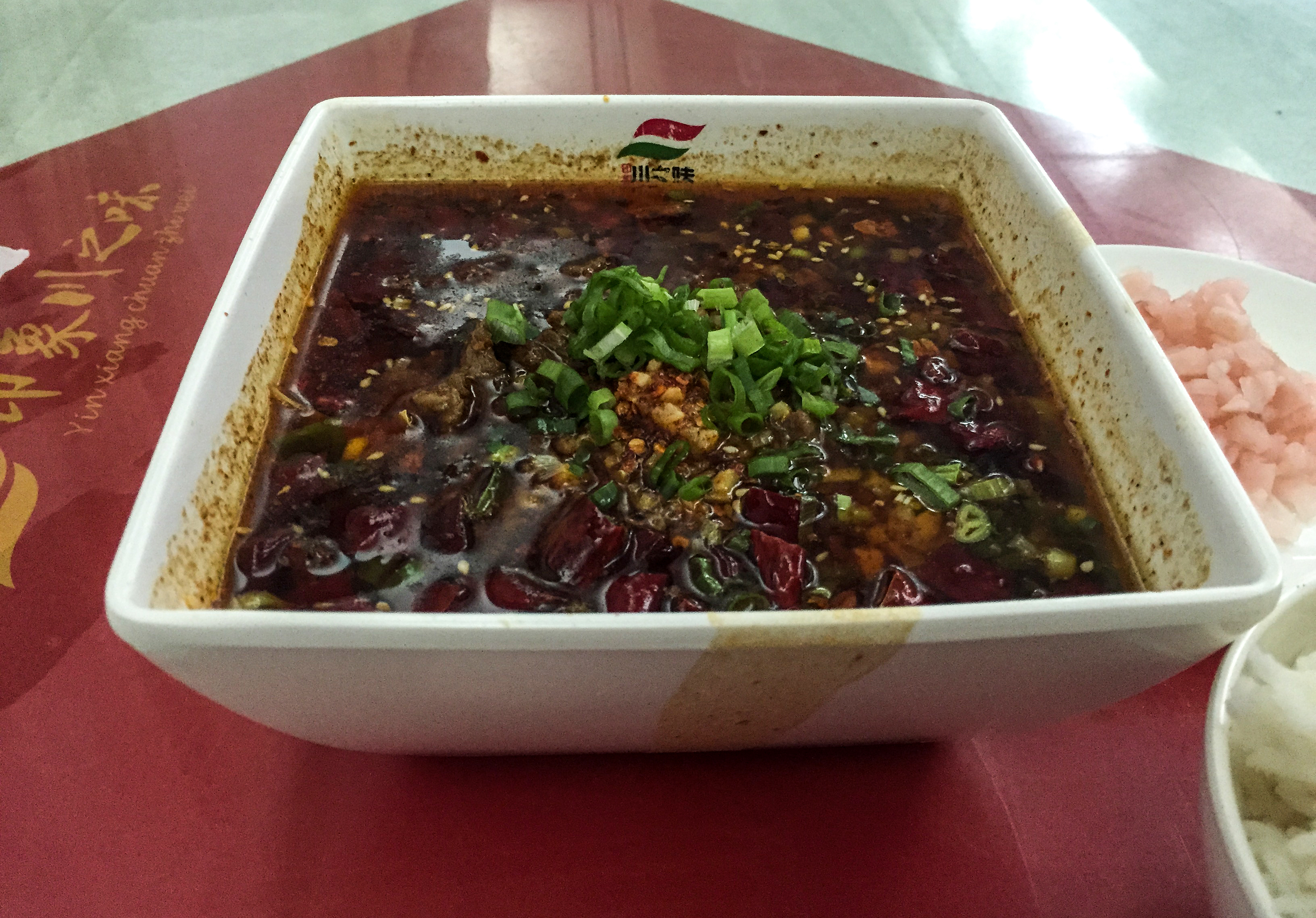
Острая варёная говядина

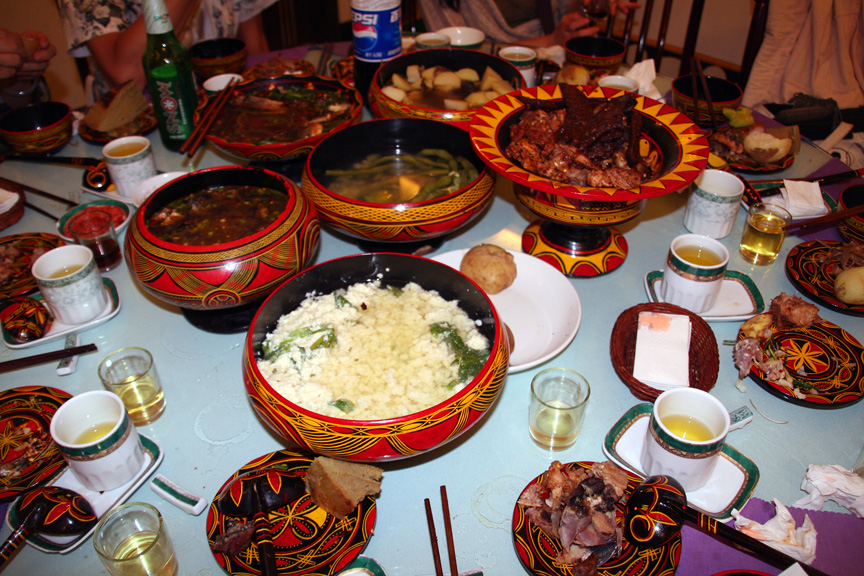
Праздничный стол народа и

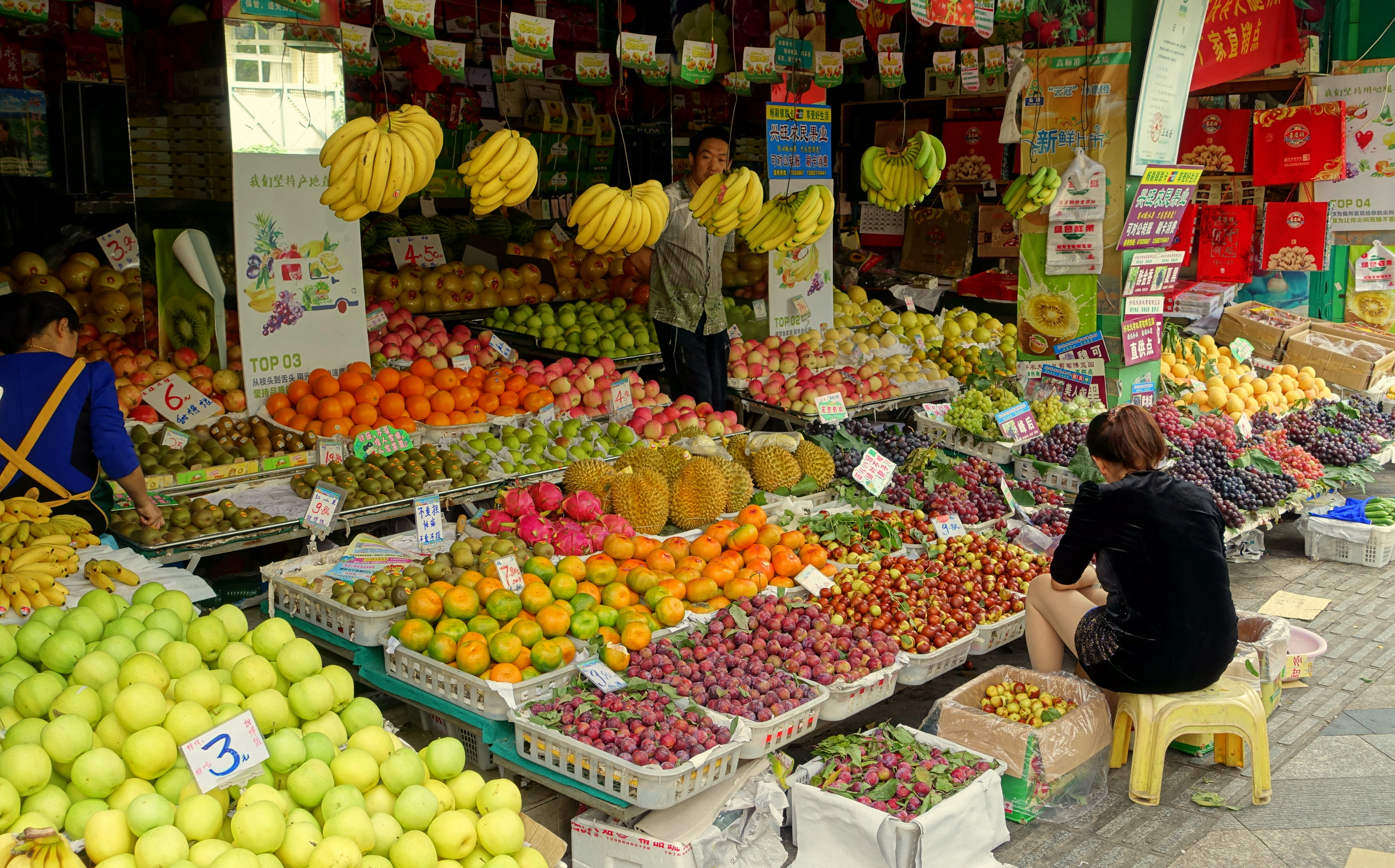
Фруктовый рынок в Чэнду

Фактически сычуаньская кухня не монолитна, она делится на четыре основных локальных направления — кухня Чэнду, кухня Чунцина, кухня Цзыгуна и буддийская вегетарианская кухня, а также на десятки более мелких ответвлений, в том числе кухни местных национальных меньшинств — и, тибетцев, цян, мяо, туцзя и хуэй (например, цяны выпекают тонкие пшеничные лепёшки саньчуйсаньда, а представители народа и готовят свинину с травами тотожоу). Наиболее острым вкусом отличается чунцинская кухня. Более мягкие варианты сычуаньских блюд широко представлены в кухне американских китайцев.
Кухня Чэнду берёт своё начало с кулинарных традиций царства Шу. Здешние богатые производители шёлка, купцы и чиновники вели роскошный образ жизни и тяготели к изысканной кухне. Даже среди простого народа было нормой собираться в чайных домах, чтоб поиграть в маджонг и пообщаться. Деловая жизнь соседнего Чунцина долгое время вращалась вокруг оживлённого речного порта. Летняя жара способствовала тому, что местные жители употребляли в пищу много перца чили и сычуаньского перца. В итоге чунцинская кухня стала известна как цзянху цай («озёрно-речная кулинария») — грубая, обильная и острая еда лодочников и грузчиков. В Сычуани кулинарную культуру Чунцина характеризуют как «шумную», а культуру Чэнду — как «умиротворённую». Жители Чунцина смотрят свысока на жителей Чэнду, считая их ленивыми и консервативными.
Помимо давнего соперничества между Чэнду и Чунцином, в сычуаньской кухне существует множество других кулинарных различий. На юге провинции повара любят быстрое и простое обжаривание, сочетают маринованные перцы чили с маринованным имбирем, используют много свежей зелени (юйсян или хуосян) и подают пищу с острыми дипами. На юго-востоке провинции кухня тяготеет к традициям Гуйчжоу. Например, здешние повара добавляют в соусы масло лицеи, которое имеет сильный аромат, похожий на аромат лемонграсса. В горных областях к западу от Чэнду (Гардзе, Нгава и Ляншань) сильно влияние на сычуаньскую кухню кулинарных традиций национальных меньшинств, а в городах не редкость халяльные рестораны (в них подают блюда хуэйцзу и уйгуров из баранины, козлятины, говядины или курятины с хрустящим рисом и соусом из личи).

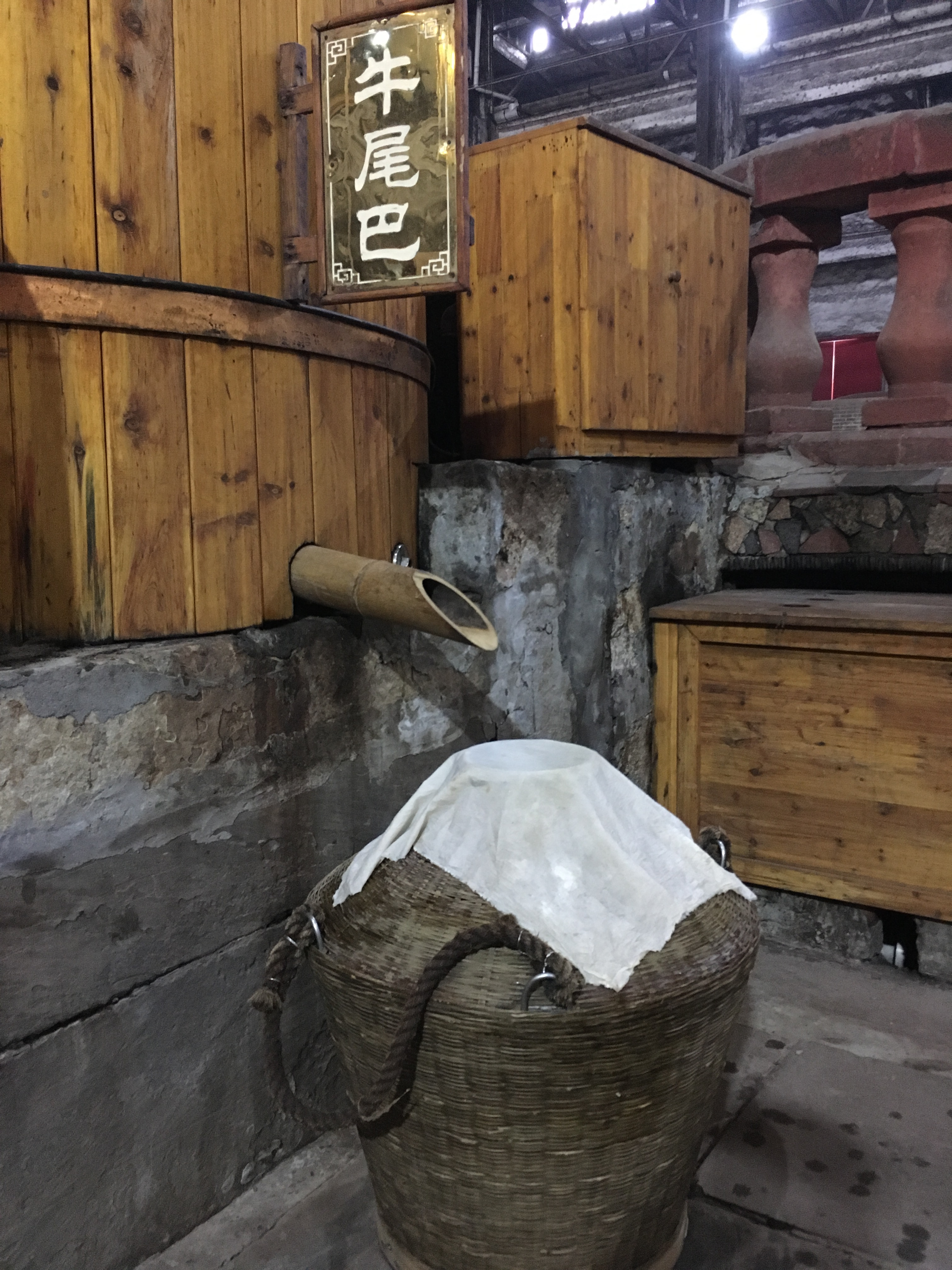
Производство байцзю из ферментированного сорго в Лучжоу

Среди региональных кулинарных течений, имеющих заметные отличия от стилей Чэнду и Чунцина, выделяются три школы — дахэбан или «школа Великой реки» (охватывает такие города вдоль Янцзы, как Лучжоу, Ибинь, Личжуан и Лэшань); сяохэбан или «школа Малой реки» (охватывает такие города вдоль Цзялинцзян, как Наньчун и Гуанъюань); цзынэйбан (охватывает города Цзыгун и Нэйцзян).
Основу школы цзынэйбан составляет кухня Цзыгуна, также известная как яньбанцай («блюда соляной клики»), которая отличается заметным своеобразием даже на фоне «лоскутного одеяла» сычуаньской кухни. Она возникла ещё в период династии Восточная Хань в столице китайской соляной промышленности и во многом ориентировалась на вкусы местных соляных магнатов (хотя многие блюда изначально готовились и для рабочих соляных промыслов). Деньги от продажи соли сделали Цзыгун процветающим городом, а приток рабочих из соседних провинций обогатил кухню новыми элементами и вкусами. В блюдах цзыгунской кухни широко применяются соль, имбирь и перец чили, в приготовлении доминируют тушение и «глубокая» жарка.
Отдельный аспект сычуаньской кухни — буддийская вегетарианская кулинария. Большинство монахов и монахинь питаются по очень скромной диете, однако в крупных монастырях работают специальные рестораны, которые готовят более сложные вегетарианские блюда. Многие из этих блюд разработаны для достоверной имитации мяса, птицы или рыбы по внешнему виду, вкусу и текстуре. Сычуаньские монастыри имеют свой региональный стиль, предлагая вегетарианские варианты таких известных локальных блюд, как «дважды приготовленная свинина», обжаренные угри и паровой рисовый пудинг со свиным брюхом.

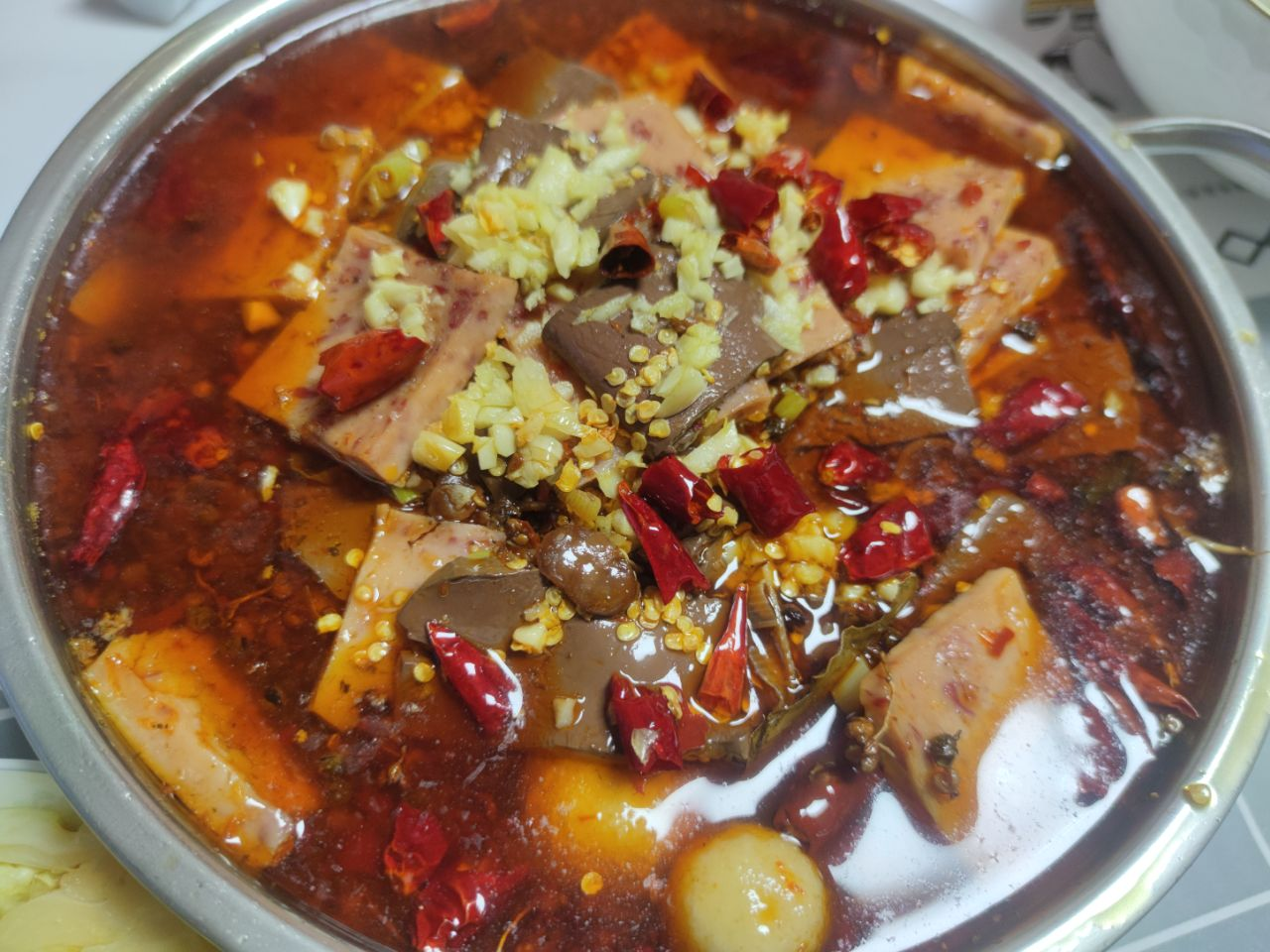
Блюдо домашней кухни: ломтики ветчины со свиной кровью, проросшими бобами, перцем и чесноком

Помимо региональных, этнических и религиозных вариаций сычуаньская кухня имеет и множество отличий в рецептах народной (домашней) кулинарии. Среди главных фаворитов провинции: «дважды приготовленная свинина», курица гунбао, мапо тофу, обжаренная зелёная фасоль, рыбное рагу, домашние соления с маслом чили, а также традиционное блюдо сельских застолий — приготовленное на пару свиное брюхо с маринованными овощами. Ещё в 1990-х годах большинство сычуаньцев готовили дома эти блюда, заготавливали овощные соленья или мариновали на зиму мясо. Однако молодое поколение китайцев предпочитает покупать готовые кулинарные полуфабрикаты в супермаркетах или питаться в сетевых ресторанах.
Традиционную кулинарию «старой» школы можно встретить лишь в дешёвых полулегальных столовых, известных как цанъин гуаньцзы («ресторан мух» — шуточная отсылка на якобы плохую гигиену). Кроме того, во многом сохраняют традиции продавцы уличных закусок — пельменей, лапши, мяса и овощей на шпажках, которые в целом известны как сяочи («мелкое кушанье»). До сих пор странствующие торговцы специализируются на одной конкретной закуске, к которой подают пару соусов. Практически в каждом городе Сычуани есть свой особый продукт, будь то вонтоны с определённой начинкой, свой стиль лапши или холодная мясная закуска. Также популярны бары и уличные кафе, в которых подают холодные закуски и пиво.
По состоянию на начало 2020-х годов, главной кузницей кадров для ресторанов сычуаньской кухни является Сычуаньский высший институт кулинарии в Чэнду, а для производственного сектора — Сычуаньская академия пищевой и консервной промышленности (Чэнду), которая готовит инженеров-технологов различных направлений. Кулинарный институт позволяет пройти долгосрочные и краткосрочные курсы классической сычуаньской кухни. Здесь можно получить степень магистра в области питания и кулинарии, имеются курсы по туризму, кейтерингу и гостинично-ресторанному управлению. Выпускницей Сычуаньского высшего института кулинарии является Фуксия Данлоп — британская повар, кулинарный критик и писательница, одна из главных популяризаторов сычуаньской кухни в западном мире.

### Подача и сервировка
В сычуаньской кухне нет жёстких правил по сервировке стола. Повара стараются включить в меню различные цвета, вкусы и текстуры, а блюда подавать максимально свежими. Обычно на столе комбинируют медленно тушенные блюда с предварительно замаринованными продуктами, быстро обжаренными в воке (например, ломтики мяса с овощами); сильно ароматизированные блюда (например, мапо доуфу) стараются подать с нежной зеленью, а сухие блюда (например, сильно обжаренная курица или рыба) дополняют супами. Основным гарниром является несолёный белый рис, который смягчает острые и солёные мясные блюда и соусы. Пельмени, лапшу и холодные блюда нередко подают как закуски. Хого считается основной трапезой, самовар помещают в середине обеденного стола, в пределах досягаемости всех гостей. Многие блюда обильно приправляют маслом для «тепла и аромата», но не всё масло в блюде предназначено для потребления (этому способствует еда палочками). В конце трапезы принято подать простой бульон. После основной трапезы нередко пьют чай со сладким десертом и свежими фруктами.

## Приготовление

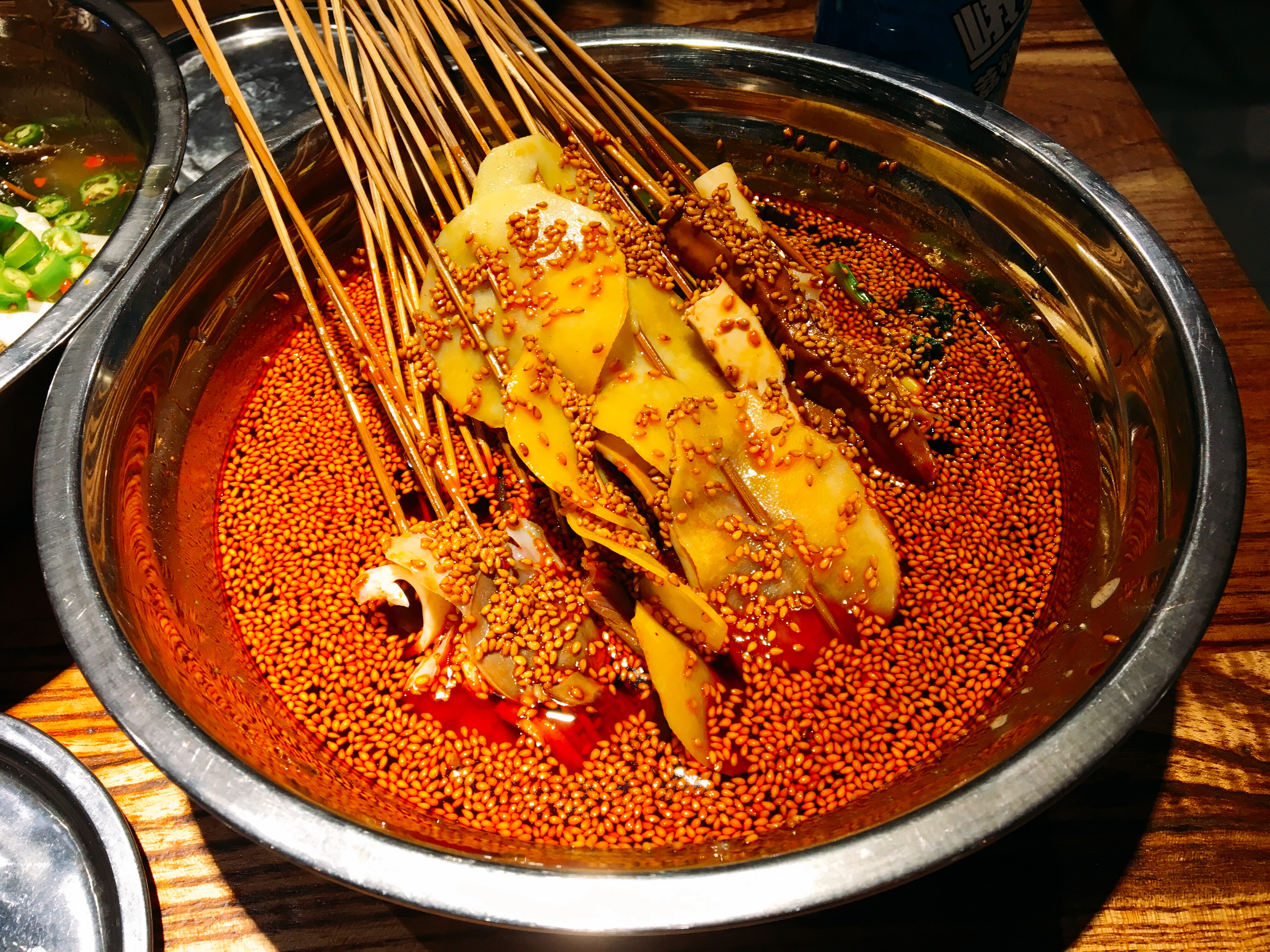
Курица в масле чили

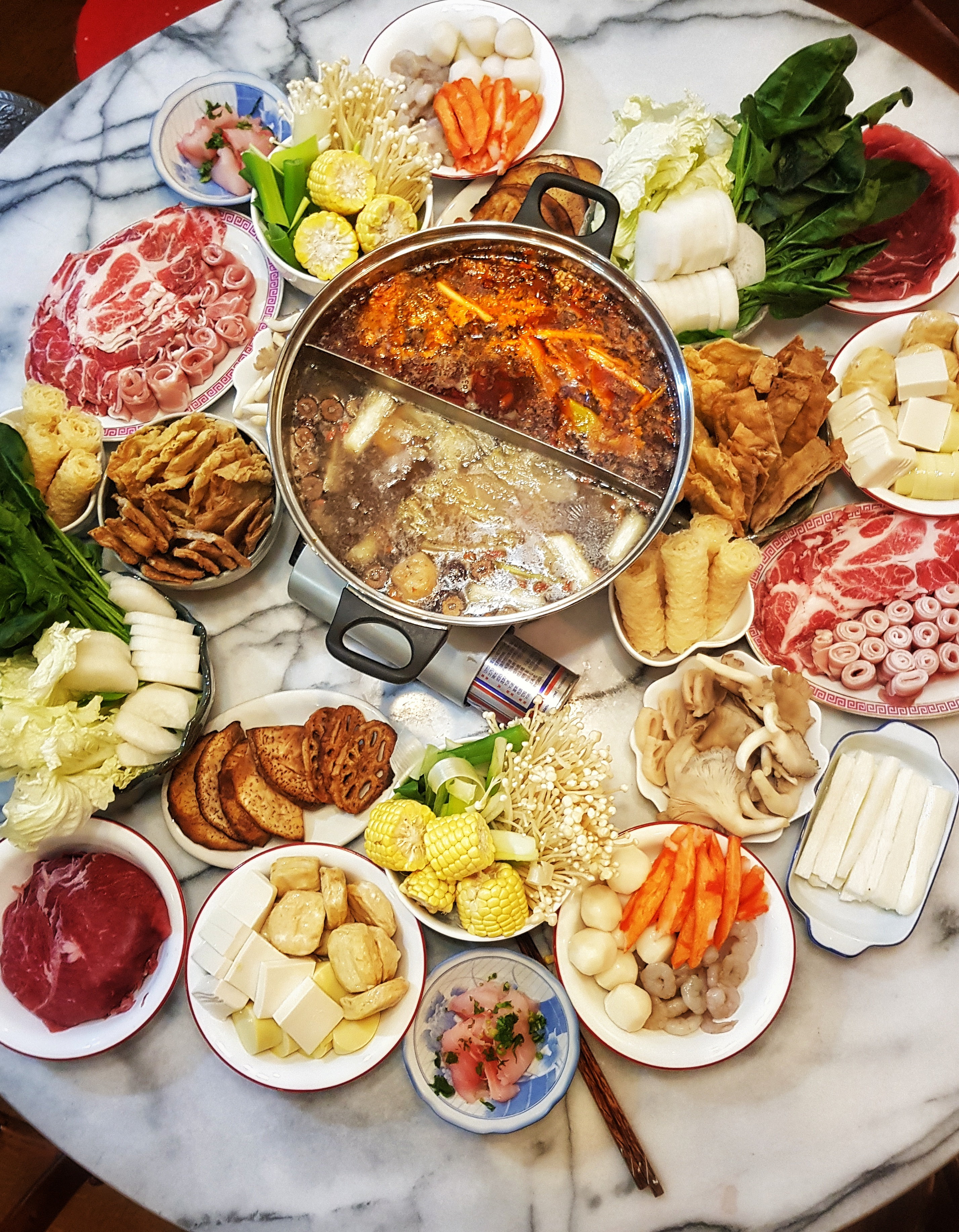
Домашний чунцинский хого

Сычуаньские повара известны на весь Китай своей техникой нарезки, тонким контролем температуры и уникальными приёмами ароматизации ингредиентов и блюд. Также они славятся тем, что даже из ограниченного ассортимента продуктов могут приготовить изысканный банкет. Мэтры сычуаньской кухни используют весьма сложную кулинарную лексику, а книги рецептов выделяют 56 различных методов приготовления. Свои названия имеет каждый элемент кухонной утвари, свои термины имеют каждый этап приготовления, каждый кусок и текстура, каждая комбинация ароматов и вкусов, а также внешний вид блюда.
Для сохранения продуктов и ингредиентов в Сычуани часто используют маринование, квашение, засолку, сушку и вяление. Консервированые в масле чили продукты обычно подают в качестве острых закусок. Самыми распространёнными способами готовки являются жаренье на растительном масле или жиру, стир-фрай, запекание на углях, тушение на медленном огне, варка в воде или бульоне, готовка на пару. Листовые овощи обычно мелко режут и пассируют на растительном масле или топлёном жиру. Жарка мяса и овощей может быть «сухой» (долгое приготовление до удаления всей влаги и поглощения ароматов специй в масле) и «глубокой» (быстрое приготовление методом полного опускания в кипящее масло до образования корочки).
Важной составляющей сычуаньской кухни являются различные пюре и пастообразные смеси, которые готовят из перемолотых бобов и фасоли с добавлением различных масел и специй (главным образом перца чили и сычуаньского перца). Во многие блюда во время приготовления или перед подачей добавляют жидкие ингредиенты — масло чили, масло сычуаньского перца, кунжутное масло, соевое масло, арахисовое масло, рисовый уксус, соевый соус, рыбный соус, устричный соус или рисовое вино.
Для приготовления горячих блюд наиболее часто используют хого — самовар, установленный на раскалённой поверхности, в котором варят мясо, морепродукты и овощи. Хого бывают большими, с вращающимися поверхностями для многочисленных ингредиентов (такие обычно устанавливают в заведениях общественного питания), и маленькими, для домашней готовки. Старые хого нагреваются от углей, современные модели, как правило, имеют электрические нагревательные элементы. Чунцин считается неформальной столицей хого в Китае, по состоянию на конец 2017 года в городе насчитывалось более 50 тыс. ресторанов «горячих горшков». Характерной особенностью чунцинских хого является разделение ёмкости на два и более отделения с разными бульонами.

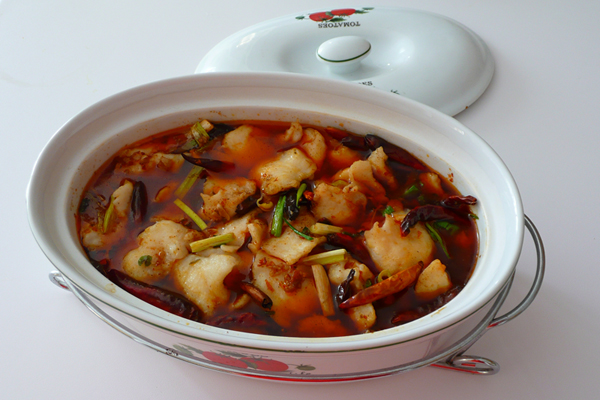
Филе рыбы, приготовленное методом шуйчжу

Распространённым способом быстрой варки в воде является шуйчжу, похожий на поширование. В отличие от кипячения, томления или тушения, при шуйчжу используют относительно низкие температуры (70—80 ℃). Если готовят говядину, то блюдо называется шуйчжу жоупянь, а если рыбу — то шуйчжу юйпянь. Обычно в процессе готовки в блюдо добавляют крахмал, соль, измельчённый чеснок и перец чили, сычуаньский перец, овощи и раскалённое растительное масло. Шуйчжу позволяет сохранить изначальную текстуру деликатных продуктов (овощей, фруктов, яиц, мяса, рыбы), тогда как при тушении или жарке продукты размягчаются.
Для домашней ферментации овощей, бобов, грибов или водорослей используют специальные керамические или стеклянные сосуды. На горлышке они имеют специальный карниз, в который опускается массивная крышка. Выемка заполняется водой, которая прижимает и запечатывает крышку, что создаёт идеальные условия для размножения молочнокислых бактерий. Газ, производимый микробами во время процесса ферментации внутри сосуда, может выходить из него через воду, прижимающую крышку.
Если кантонские повара стараются сохранить природные вкусы свежих ингредиентов, добавляя приправы так, чтоб усилить, но не перегружать вкус, то сычуаньские повара, напротив, создают интенсивные (нун) и сложные вкусы, дерзко смешивая основные вкусы и вкусовые полутона. Однако, обильное применение в блюдах перца чили, сычуаньского перца, чеснока, имбиря и зелёного лука не предназначено для уничтожения натуральных вкусов ингредиентов, а призвано подчеркнуть эти натуральные вкусы через остроту. Сычуанськая кухня не консервативна и инертна, повара стремятся к изобретательности и гибкому (линхо) подходу к кулинарии.

### Кухонная утварь

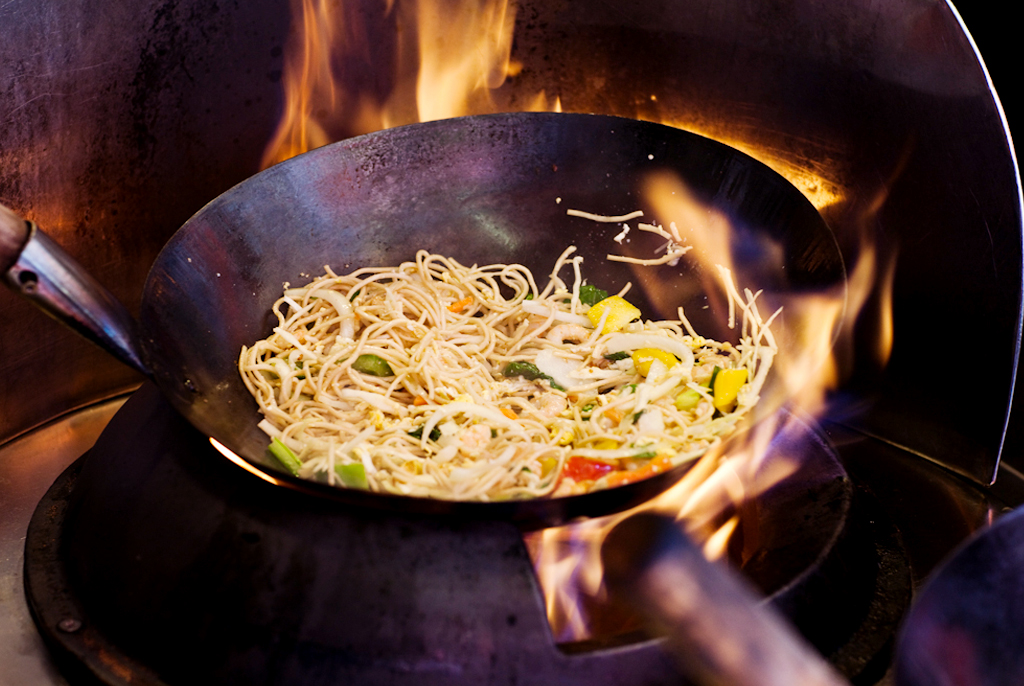
Готовка в воке на сильном огне

На традиционной сычуаньской кухне, будь то домохозяйство или маленький семейный ресторанчик, всегда есть минимальный набор утвари — секач, деревянная разделочная доска, несколько чашек и тарелок для ингредиентов, вок, пароварка, рисоварка, кастрюли для варки и жарки, половник и палочки для еды. Дополнительным кухонным оборудованием являются совок для перемешивания, скалка, сито и дуршлаг. Лучшим источником жара для приготовления в технике стир-фрай является газовая плита или индукционная плита с выемкой для вока, для электрической плиты используют плоскодонные сковородки.

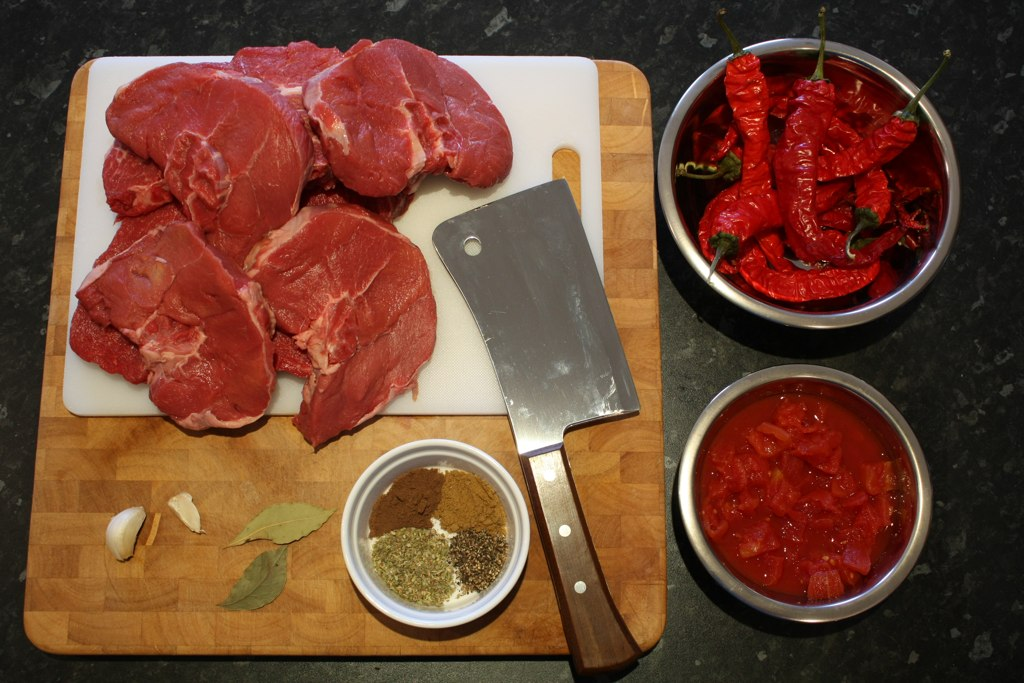
Секач на разделочной доске

Универсальным ножом на кухне является секач (цайдао или «овощной нож»), которым можно резать, потрошить, раздавливать и раскалывать. Для разделки птицы и разрубания костей используют более тяжёлые ножи (каньдао или чжаньдао). Обычно китайские секачи изготавливают из высокоуглеродистой или нержавеющей стали; первые легче затачивать, но нужно следить, чтоб они не ржавели. Лучшие сычуаньские ножи производят в Дацзу. Разделочные доски (цайдунь) обычно толстые и круглые, сделанные из цельного среза ствола. Их обрабатывают солью и растительным маслом, чтоб предотвратить гниение древесины. Лучшим материалом для доски считается китайская гледичия, гинкго или канариум, но также используют берёзу или иву.
Маленькие миски, тарелки и блюдца используют для хранения ингредиентов, смешивания соусов и приправ, маринования мяса. Стальной или чугунный вок (чаого) идеально подходит для перемешивания во время жарки, поскольку его изогнутая металлическая поверхность обеспечивает равномерный нагрев. Диаметр вока варьируется от 30 см для домашней кухни до одного метра для ресторанной кухни. Некоторые воки имеют одну длинную ручку для подбрасывания ингредиентов, но в Сычуани наиболее распространены воки с двумя ручками-«ушами». Крышка вока (гогай) используется при тушении и готовке на пару.
Также на кухне активно используют половник (гочань), которым можно перемешивать ингредиенты и соусы, а также накладывать еду в миски; половник с отверстиями (лоупяо или лоушао) для вылавливания продуктов из фритюра, пельменей и лапши из кипятка; сито с ручкой (чжаоли) для вылавливания из горячего масла; палочки (куайцзы) или щипцы для разделения кусков и смешивания; скалку (ганьмяньчжан) для раскатывания теста и лапши. В бамбуковой пароварке (чжэнлун) с крышкой готовят пельмени и закуски; в рисоварке (дяньфаньго) — рис на пару или рисовую кашу; в скороварке (гаояго) — тушат овощи и мясо, готовят парную свинину. Круглые или подковообразные бамбуковые корзинки (шаоцзи) используют для хранения овощей, для сушки на солнце трав и специй, или как дуршлаг.

### Нарезка

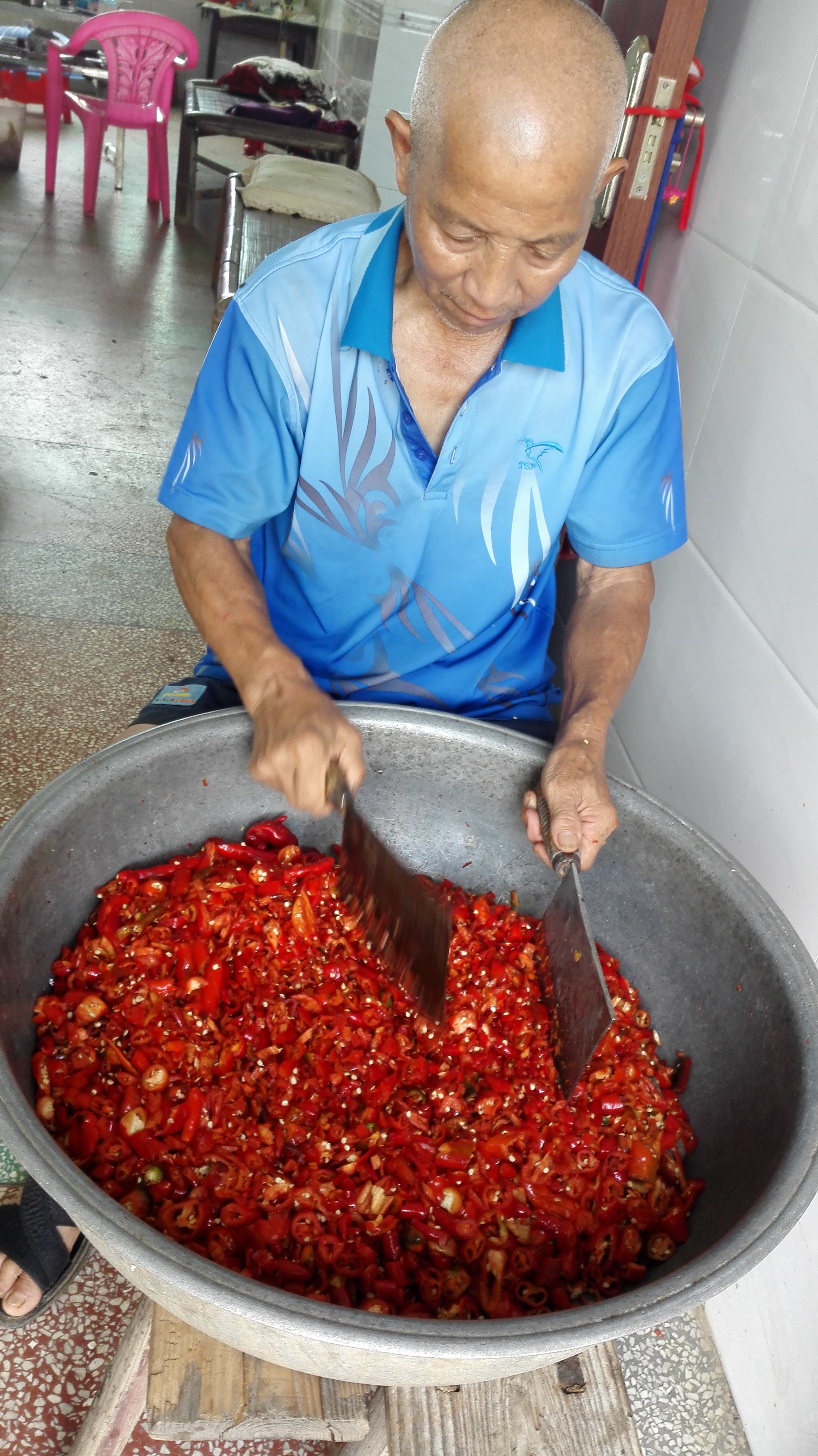
Измельчение перца чили

Скорость и точность нарезки (даогун) являются фундаментальными навыками в сычуаньской кулинарии. С давних времён традиционным термином для приготовления пищи был гэпэн («резать и готовить»). Хотя современные повара нередко пользуются шинковкой или кухонным комбайном, умению измельчать ингредиенты ножом учат во всех кулинарных школах. Большинство сычуаньских блюд подразумевают наличие мелких одинаковых кусочков. Отчасти это связано с тем, что многие из блюд быстро варятся или обжариваются на сильном огне, и тепло должно проникать равномерно. Неодинаковая нарезка ингредиентов приводит к тому, что отдельные кусочки стают жёсткими, другие остаются сыроватыми, а третьи меньше впитывают соус или маринад.
Еда с помощью палочек также предъявляет свои требования: на китайском обеденном столе нет ножей, поэтому вся нарезка делается на кухне. Когда еда подается, она должна быть либо уже в виде кусочков, либо, в случае цельной птицы или парного мяса, достаточно мягкой, чтобы её можно было разорвать палочками. В китайском этикете приемлемо взять большой кусок палочками, откусить и положить остаток еды на свою тарелку, но большинство блюд подаются на стол нарезанными на кусочки размером с укус.
Самым важным аспектом сычуаньского искусства нарезки является эстетический. Когда повара говорят о качествах блюда, они ссылаются на формулу «цвет, аромат, вкус и форма» (сэ сян вэй син). Хорошее блюдо сначала порадует глаз своей красотой и цветовой гаммой, потом нос — своим запахом, затем наступит очередь языка и нёба. Тип и толщина ломтиков, внешний вид каждого куска будут вызывать различные ощущения во рту (коугань). Способ нарезки, используемый для конкретного блюда, определяется текстурой ингредиента (например, жёсткостью мясной мякоти) и способом его готовки. Кусочки разных ингредиентов должны гармонировать друг с другом (дин пэй дин, сы пэй сы — «кубики с кубиками, полоски с полосками»).
Существуют три основных способа использования секача: вертикальное разрезание (це), горизонтальное разрезание (пянь) и измельчение (чжань или кань). С учётом других направлений разрезания и изменений угла ножа способы увеличиваются до пятнадцати вариаций, каждая из которых имеет своё название (например, мелкая рубка — до). Ещё около десятка терминов относятся к другим техникам использования ножа, в том числе отбивать или колоть (чуй), соскабливать (гуа) и выдалбливать (вань). Более 60 терминов относятся к описанию форм, на которые можно нарезать ингредиенты: ломтик или кусочек (пянь), ломтик «домино» (гупай пянь), «ломтик с ноготок» (чжицзя пянь), ломтик «лезвие топора» (фулэн пянь) или ломтик «бычий язык» (нюшэ пянь); полоска (тяо), полоска «палочки для еды» (куайцзы тяо), полоска «бивни слонов» (сянъя тяо) или полоска «хвосты феникса» (фэнвэй тяо). Существует девять различных способов нарезки зелёного лука: колечки лука называют «цветы» (цунхуа) или «рыбьи глаза» (юйяньцун), а нарезанный под крутым углом лук — «лошадиные уши» (маэрдо).

### Подготовка к приготовлению

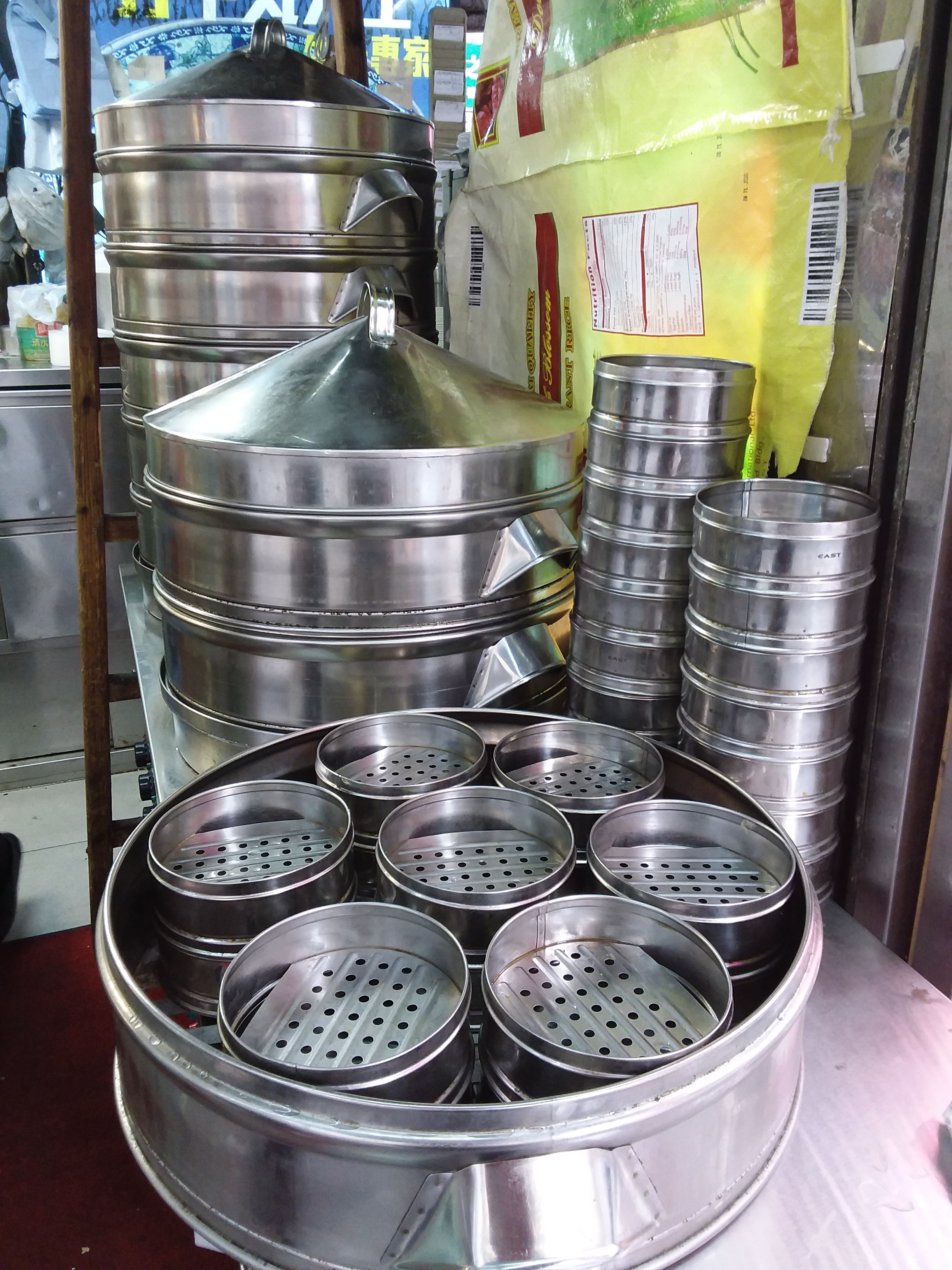
Металлическая утварь для готовки на пару

Многие ингредиенты, прежде чем стать составной частью блюда, требуют некоторой подготовки. Сушеные ингредиенты вымачивают (паофа) перед использованием, а затем промывают. Для быстрого замачивания используют горячую воду из чайника, но скоропортящиеся продукты замачивают в холодной воде и помещают в холодильник. Для лучшего вкуса, запаха и цвета сырую рыбу, мясо и птицу маринуют (мавэй), используя соль, сычуаньский перец, рисовое вино, соевый соус, имбирь и зелёный лук. При жарке стир-фрай маринад добавляют к ингредиентам непосредственно перед приготовлением. При засолке в хрустящие овощи добавляют немного соли, чтоб убрать излишнюю влагу. При панировке (мацянь) ингредиенты покрывают крахмалом, смешанным с водой или яйцом, что позволяет сохранить продукт сочным и нежным. При жарке во фритюре ингредиенты покрывают толстым слоем теста (чуань — «помещение в одежду»). Для приготовления панировки и теста используют картофельный, гороховый или кукурузный крахмал или пшеничную муку, которые замешивают на воде или взбитом яйце.
Некоторые продукты «пропускают через масло» (гою). Например, мелкие кусочки мяса, рыбы или птицы обмакивают в яичный белок и обжаривают во фритюре при достаточно низкой температуре. Раскалённое масло используется, чтобы зафиксировать форму ингредиентов и сделать их хрустящими снаружи и нежными внутри. Мясо и птицу часто бланшируют (чаошуй) перед приготовлением, чтобы удались остатки крови, а овощи перед обжаркой в воке бланшируют, чтобы «сломать их сырость» (дуаньшэн).

### Методы приготовления

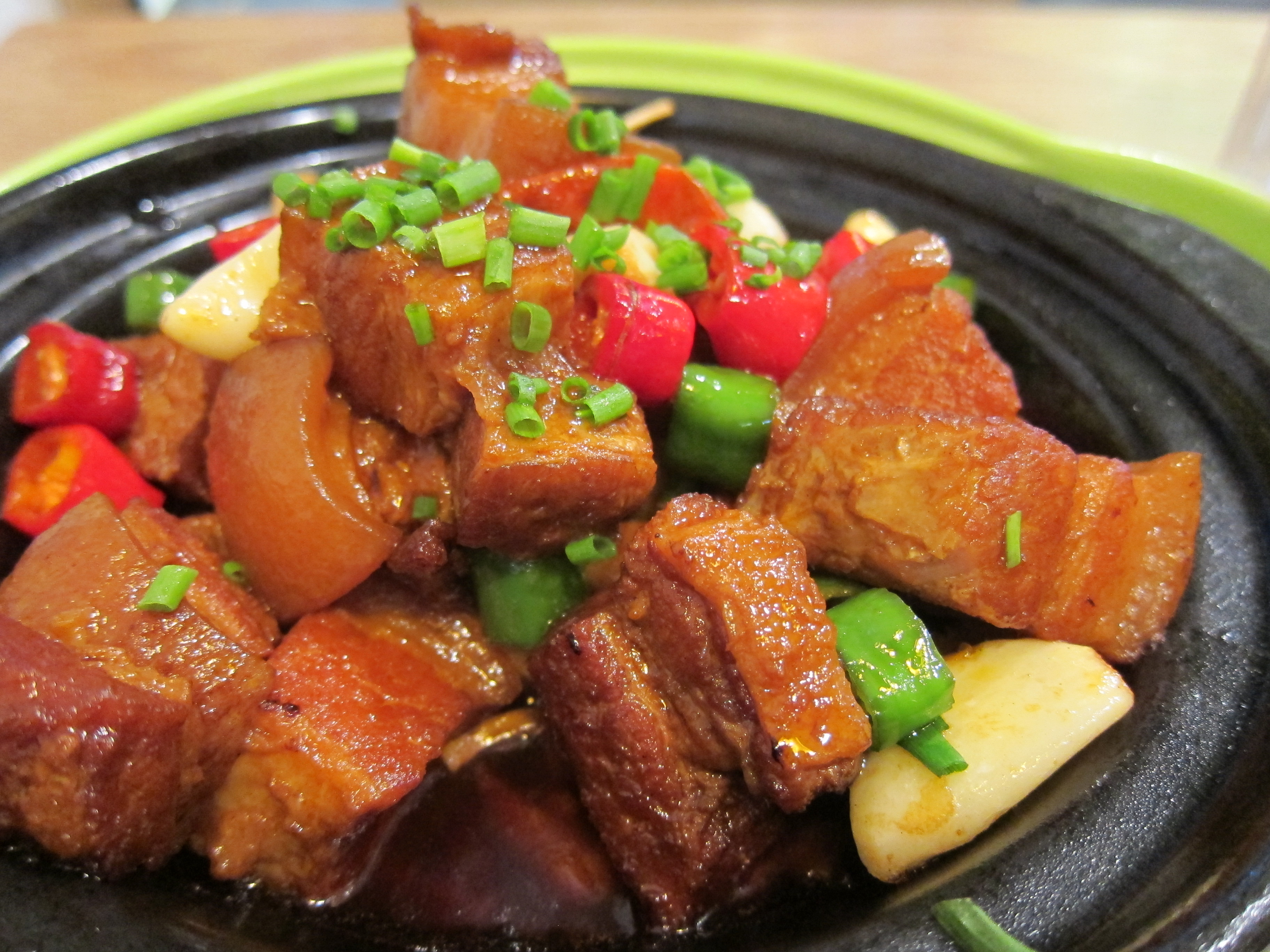
Тушённая свиная пашина

Сычуаньские повара используют 56 способов приготовления пищи, которые отличаются друг от друга температурой, временем и количеством используемой жидкости. В основе всех этих методов лежит принцип хохоу («огонь и ожидание»). Основными методами являются стир-фрай (чао), тушение (шао), фритюр (чжа) и готовка на пару (чжэн); чуть менее популярны квашение (пао) и запекание в печи (каосян као).
Одной из ключевых техник в сычуаньской кулинарии является чаосян («ароматная жарка»): в воке обжаривают пасту из бобов и чили, сушеный и маринованный перец чили, сычуаньский перец, чеснок и имбирь до тех пор, пока масло не приобретёт нужный вкус, аромат и цвет. В дальнейшем «ароматное» масло используют для других методов готовки: например, при стир-фрай в него поэтапно добавляют нужные ингредиенты, соусы и приправы, которые часто помешивают лопаткой на сильном огне.
В южной части провинции особенно популярен метод сяочао («маленький стир-фрай») — обжаривание маринованных кусочков мяса в горячем масле, а затем добавление к блюду соуса. Наиболее известным примером этого метода является приготовление курицы гунбао. Сычуаньские повара загущают соусы (гоуцянь) различными крахмалами. При этом соус в процессе приготовления становится глянцевым, и именно это придаёт многим китайским блюдам их характерный блеск. Обычно крахмальная паста добавляется в конце готовки, преимущественно она используется в ресторанах, а не в домашней кухне.
При «сухой жарке» (ганьбянь) кусочки обжаривают в воке на среднем огне и с маленьким количеством масла, до слегка подсушенного состояния, без маринования, крахмальной панировки и соусов. Во время «сухого тушения» (ганьшао) рыба или морепродукты готовятся на среднем огне до тех пор, пока жидкость полностью не впитается или не превратится в густой соус. При «тушении в домашнем стиле» (цзячаншао) сперва обжаривается бобовая паста с чили, добавляется масло чили и лишь затем другие ингредиенты; блюдо тушится на медленном огне и впитывает в себя все ароматы и остроту. Метод ду используется в основном для рыбы и тофу: ингредиенты долго тушатся в соусе.
Во время «жарки со специями» (цян) в масло добавляются сушёные перцы чили и сычуаньский перец, а затем — хрустящие и сочные овощи. «Глубокая жарка» (чжа) подразумевает готовку ингредиентов в большом количестве раскалённого или горячего масла, в зависимости от требуемой текстуры. При «масляном шипении» (юлинь) горячее масло выливают на специи и приправы для получения сильного аромата. Некоторые холодные закуски готовят методом чжашоу, при котором маленькие кусочки маринованного в масле и специях мяса или рыбы сперва обжариваются до тех пор, пока не станут хрустящими и золотистыми, а затем тушатся в соусе, оставаясь упругими и глянцевыми.

## Ингредиенты

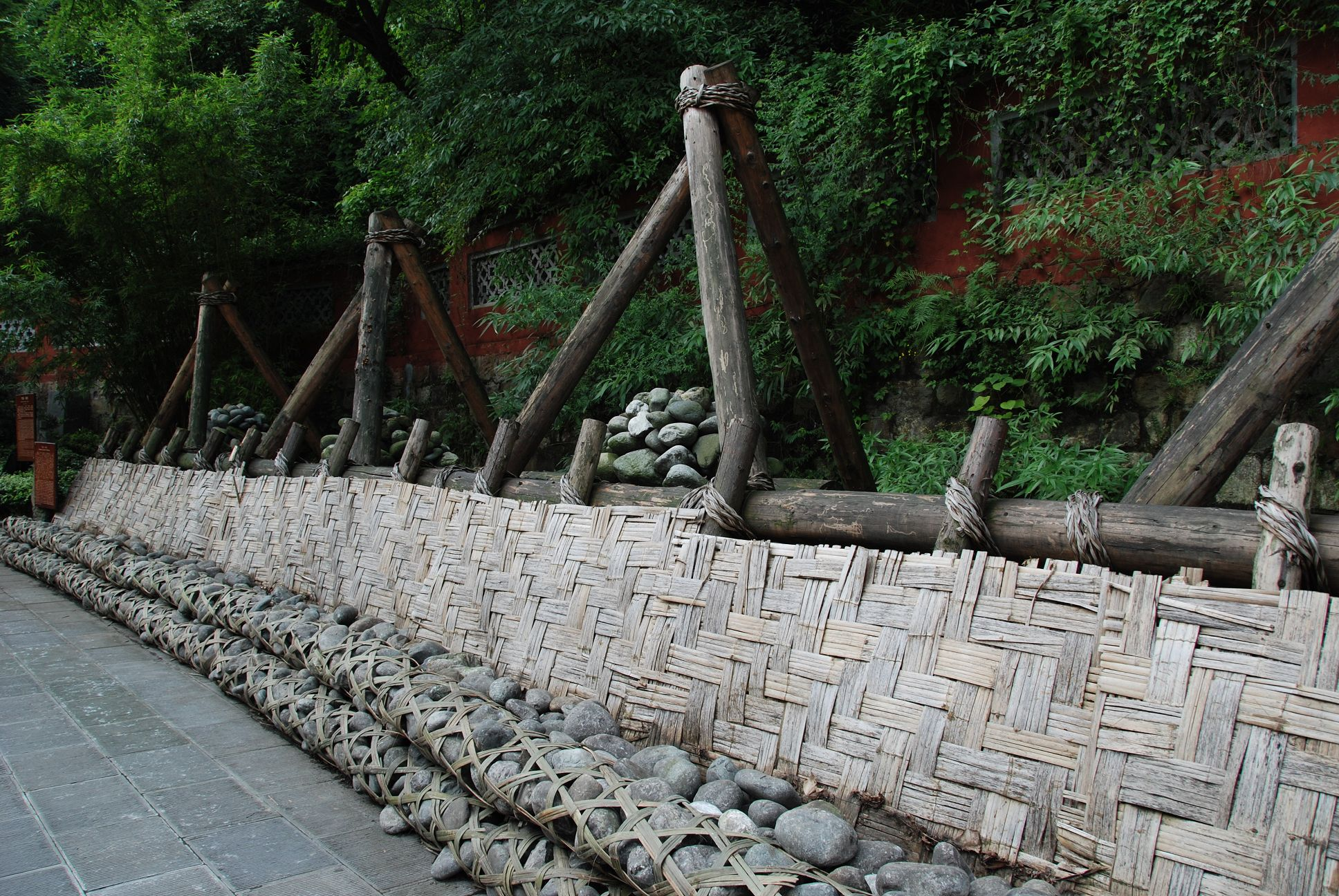
Реконструкция древней дамбы Дуцзянъянь

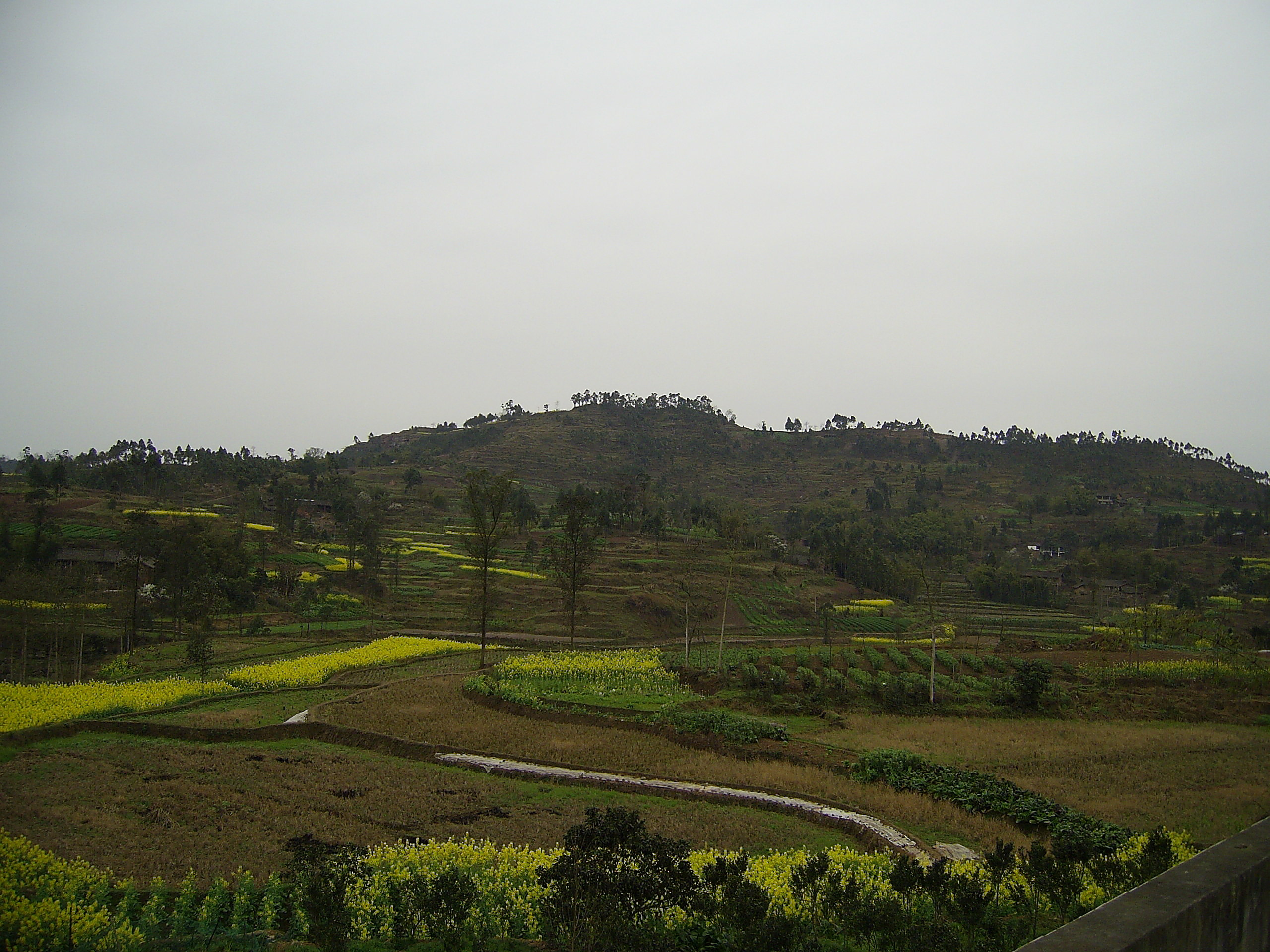
Сельский пейзаж провинции Сычуань

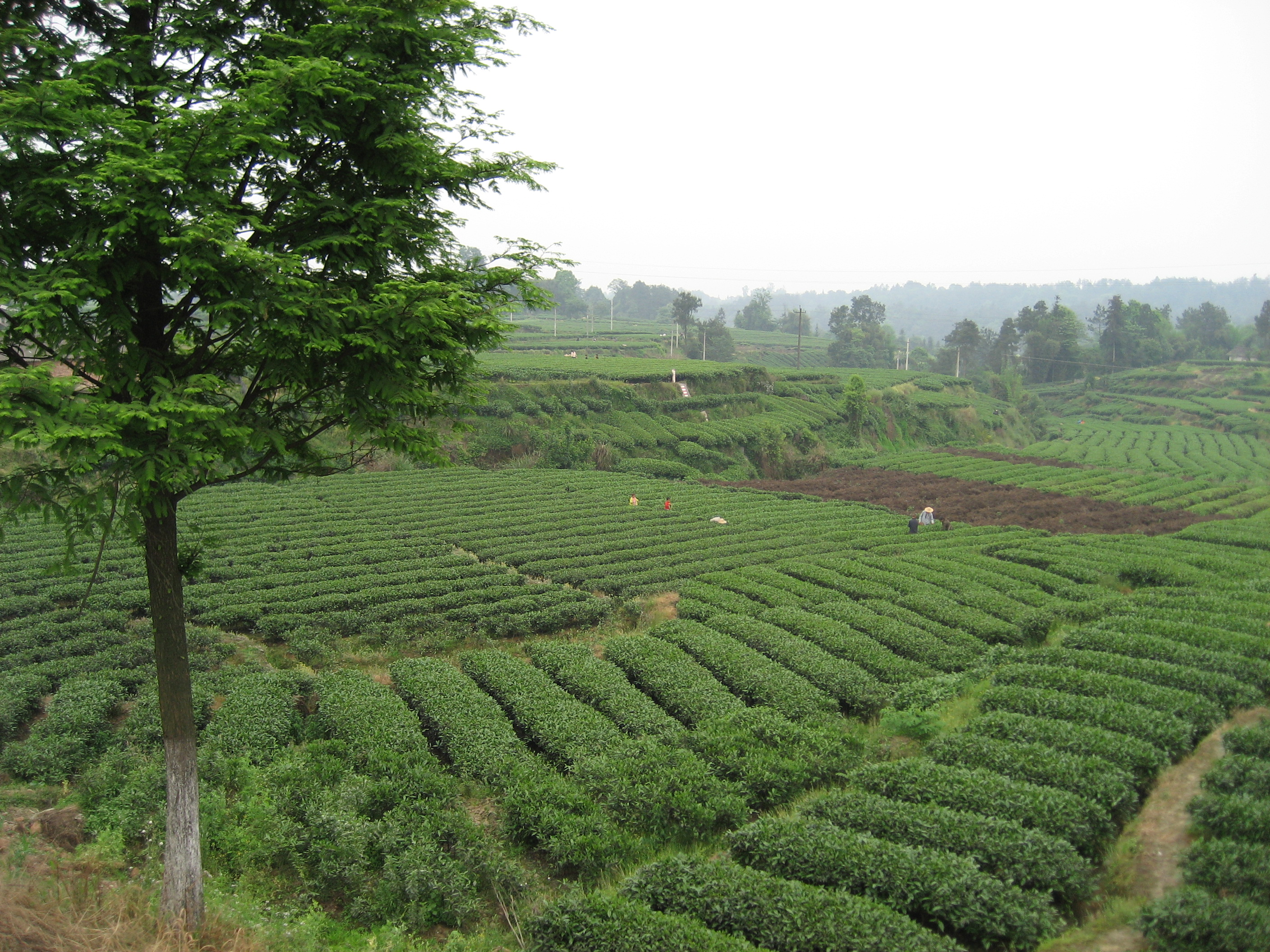
Чайные плантации района Миншань

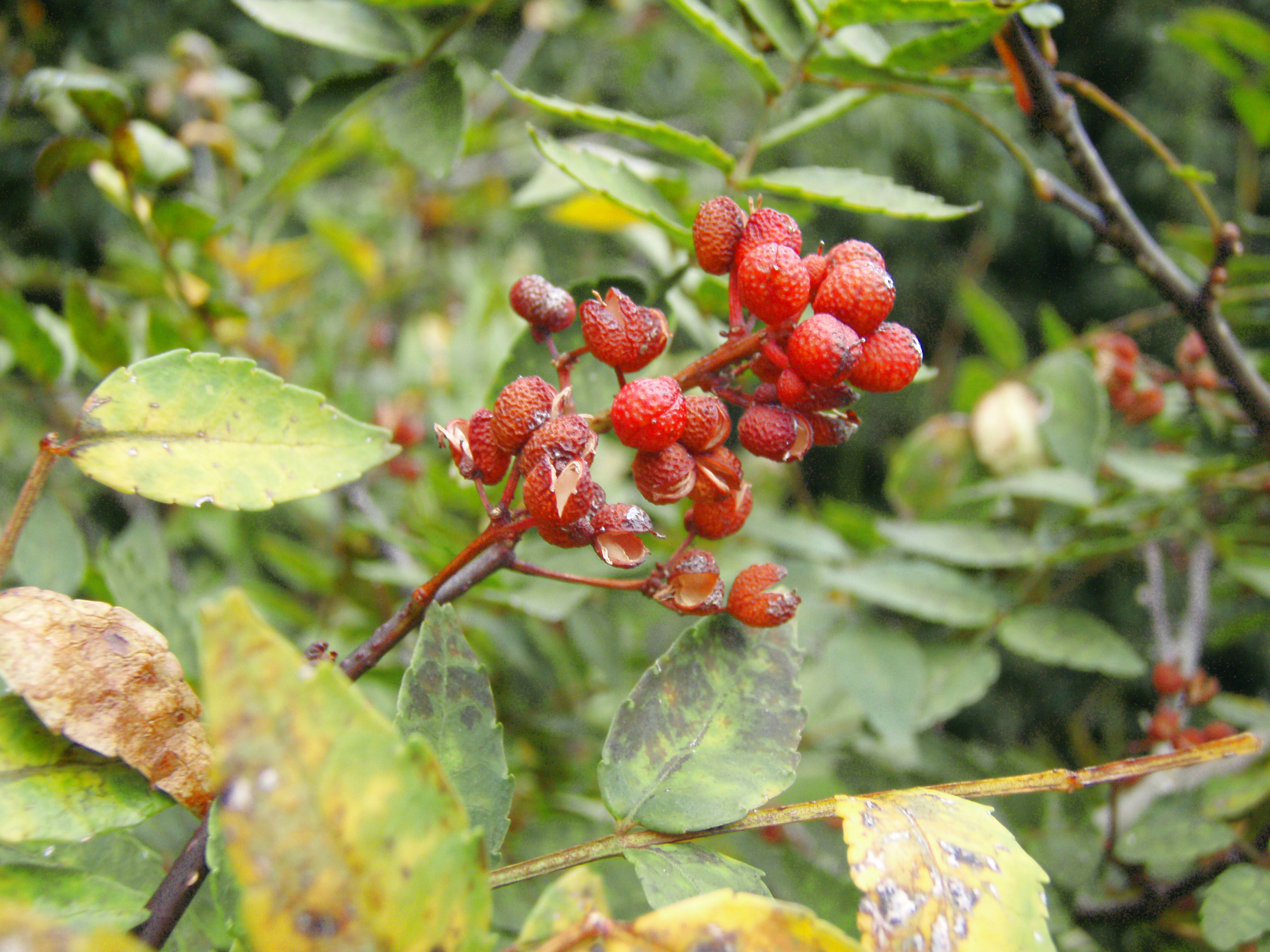
Ягоды жёлтодревесника

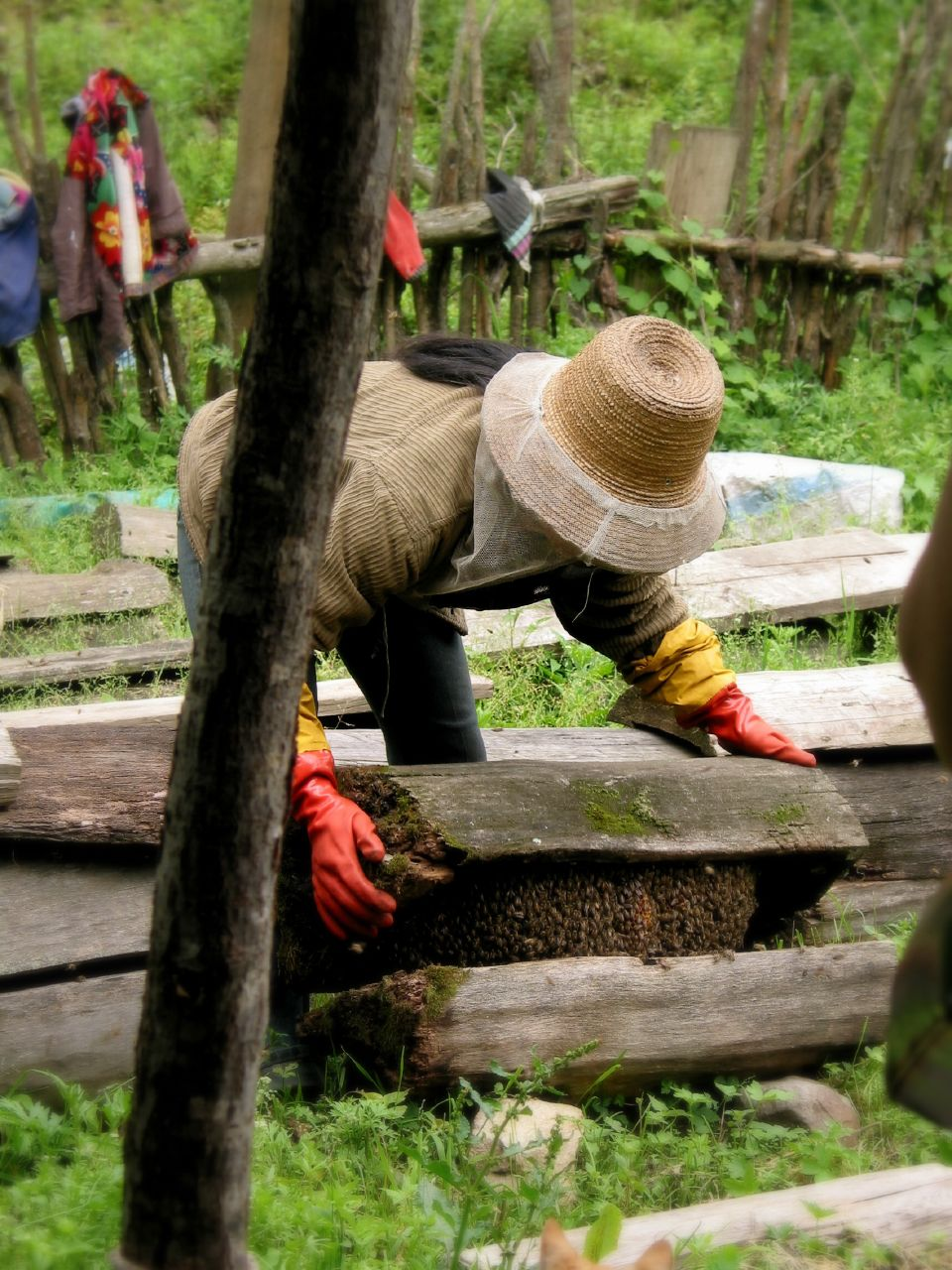
Кустарный сбор мёда в Сычуани

Сычуаньская впадина и окружающие её предгорья являются важнейшим сельскохозяйственным регионом Китая. Издавна Сычуань была известна как тяньфу чжиго («земля изобилия»). Плодородная почва, тёплый климат и обилие влаги создают идеальные условия для ведения сельского хозяйства. Ещё в III веке до н.э. циньский инженер Ли Бин руководил созданием ирригационной системы Дуцзянъянь, которая положила конец частым наводнениям. Благодаря интенсивному орошению и удобрению земель сычуаньская кухня имеет в своём арсенале широкий ассортимент ингредиентов:
- Злаки — рис, пшеница, кукуруза, просо.
- Бобовые — бобы, фасоль, горох, мунг, соя.
- Овощи — батат, картофель, репа, дайкон, редька, кольраби, китайская капуста, латук, зелёный лук (сяоцун и дацун), репчатый лук, горький шалот (куцзяо), белый пекинский порей (цзинцун), китайская скорода (цзюцай), кинза (сянцай), сельдерей, шпинат, горчица, баклажан, горькая тыква, коньяк, хауттюйния (юйсинцао).
- Фрукты — цитрусовые (в том числе мандарины и помело), персики, личи, лонганы и локва.
- Приправы, пряности и специи — сычуаньский перец, перец чили, паприка, чеснок (сорта дасуань и дусуань), имбирь (шэнцзян), кунжут, в том числе белые и чёрные кунжутные семена (чжима), китайская корица, звёздчатый анис, лавровый лист, мята (юйсян) и корейская мята (хосян).
- Мясо — свинина, говядина, курятина, утятина, крольчатина.
- Субпродукты — свиные, говяжьи и кроличьи печень, желудки, кишки, головы, языки и кожа, говяжьи сухожилия.
- Рыба и морепродукты — пресноводная рыба (китайский осётр, травяной карп, чёрный карп, серебряный карп, большеголовый карп, каменный карп[англ.], хищный карп, змееголов, китайский окунь, такифугу, длиннорылый сом), креветки, медузы и лягушачьи лапки.
- Молочные продукты — йогурт.

К ключевым ингредиентам сычуаньской кухни относятся: соль (чуаньянь); сахар (тан), в том числе «красный сахар» (хунтан) и «каменный сахар» (бинтан); соевый соус (цзянъю), в том числе лёгкий (шэнчоу) и тёмный (лаочоу); уксус (цу), в том числе тёмный баонинский уксус и прозрачный уксус из клейкого риса; «кулинарное вино» (ляоцзю), в том числе лёгкое шаосинцзю и крепкое байцзю; молотый белый перец (хуцзяо мянь); картофельный крахмал (цяньфэнь); гороховый крахмал; кунжутное масло (сянъю) и кунжутная паста (чжимацзян). К базовым кулинарным маслам и жирам относятся: рапсовое масло (цайцзыю); арахисовое масло; соевое масло; свиное сало; говяжий жир; куриный жир; «смешанное масло» (хуньхэйю), представляющее собой смесь рапсового масла и сала. В холодных блюдах «белого вкуса» (байвэй) используются светлые ингредиенты (соль, белый перец, прозрачные уксус и вино), а в горячих блюдах «красного вкуса» (хунвэй) — тёмные ингредиенты (тёмные соусы и уксусы).
Также в Сычуани выращивают чай, сахарный тростник, водяной орех, корень лотоса, водяной шпинат, бамбуковые побеги, побеги китайской туны (чунья), рахисы папоротника (цзюэцай), в горах и лесах собирают мёд, грибы (особенно Иудины уши), лечебные и ароматные травы и корни, диких лягушек. В Цзыгуне из глубоких скважин (соляных колодцев) издревле добывают сычуаньскую соль, которая высоко ценится за чистоту вкуса. Добыча соли известна в этих местах ещё со времён царства Цинь, а в эпоху династии Тан в Цзыгуне работало около 500 скважин; тогда же город стали называть яньду — «соляная столица».
Дикорастущие сорта зелёного сычуаньского перца используются в гористой местности Сычуани с давних времён. Деревья, с которых собирают плоды сычуаньского перца, предпочитают яркое солнце и морозные зимы. Ягоды перца высушивают, освобождают от семян и стеблей, после чего измельчают. В конце 1990-х годов один из диких сортов был одомашнен и назван цзюецин («зелёный девятилистник»). Также среди сычуаньских поваров он известен как цинхуацзяо («зелёный цветочный перец») или тэнцзяо («ротанговый перец»). Его аромат, напоминающий запах кожуры лайма, хорошо сочетается с угрями, лягушками и рыбой.
Клубневые, корнеплодные, кочанные и листовые овощи варятся, обжариваются, идут на салаты либо маринуются. В Сычуани существуют «четыре великих квашеных продукта»: чжацай (пряные солоноватые клубни горчицы); дунцай или «зимний овощ» (засоленные листья горчицы); яцай (пряные сладковатые стебли горчицы); датоуцай или «большеголовый овощ» (солёная репа). Лучшими чжацай считаются соленья из Фулина, лучшими дунцай — соленья из Наньчуна, лучшими яцай — соленья из Ибиня.
Согласно ряду научных исследований, Сычуань является тем регионом, где дикий чай впервые начали выращивать целенаправленно. В «Трактате о царстве Хуаян», датированном IV веком, описывается выращивание чая в некоторых районах Сычуани, а также приводится легенда о том, что местные племенные вожди преподносили чай в качестве дани правителю Вэнь-вану, основателю династии Чжоу.
Сегодня Сычуань является одним из ключевых центров китайской чайной отрасли. Здесь собирают такие известные сорта зелёного чая, как мэндин ганьлу («сладкая роса») из района Миншань, маофэнча из округа Яань, чжуецин («бамбуково-листовой чай») с горы Эмэйшань и цинчэн сюэя («снежные побеги») с горы Цинчэншань. Особую категорию составляют цветочные чаи (хуача), среди которых самым популярным является жасминовый; также сычуаньцы добавляют в чай лепестки хризантемы, османтуса и шиповника.
Сычуань занимает лидирующие места в Китае как в области свиноводства, так и в сфере потребления свинины. По итогам 2019 года в провинции было забито около 48,53 млн свиней и произведено более 3,53 млн тонн свинины, что составило 8,9 % и 8,3 % от общего объёма в стране соответственно. Однако, если раньше на рынке Сычуани преобладала домашняя свинина, произведённая на семейных фермах, то в первой четверти XXI века стала доминировать охлаждённая свинина или свиные полуфабрикаты от больших свиноводческих комплексов. Отчасти этому способствовали частые вспышки на небольших фермах африканской чумы свиней.
Также Сычуань является ведущей пчеловодческой провинцией Китая: по состоянию на 2018 год здесь находилось около 1,8 млн пчелиных колоний, а стоимость продукции пчеловодческой отрасли достигла 2,2 млрд юаней (345 млн долларов США). Однако, избыточное применение фермерами пестицидов привело к почти полному исчезновению в провинции диких пчёл. Кроме того, заметную долю рынка составляет фальсифицированный «мёд», производимый из различных сиропов.
Важными ингредиентами являются сушёные грибы, особенно Иудины уши (муэр), серебряное ухо (иньэр или баймуэр), шиитаке (сянгу, хуагу или дунгу) и бамбуковый гриб (чжусунь). Грибы добавляют в блюда для усиления вкуса умами, а также для дополнения аромата и цвета; воду после замачивания сушеных грибов добавляют в супы и соусы.
Среди других ингредиентов сычуаньской кухни выделяются клейкий рис (номи или цзюми), вино из ферментированного клейкого риса (цзюнян или лаоцзао), паста из красных бобов (доуша или сиша), творог из ферментированных бобов (доуфужу), стеклянная лапша (фэньсы), лапша из батата (фэньтяо), лапша из «шёлкового тофу», обжаренная во фритюре лапша (саньцзы), обжаренные во фритюре соевые бобы, арахис (хуашэнми) и масло из лицеи (муцзянцзыю). Сычуаньцы не считают клейкий рис основной пищей, а используют его в закусках, сладких блюдах и для фаршировки пельменей. Основными сортами пряного соевого творога являются «красный доуфу» (его окрашивают красным дрожжевым рисом) и «белый доуфу». Часто куски доуфу настаиваются с маслом чили и специями. Слабоалкогольную приправу лаоцзао используют в качестве маринада для свинины и птицы, а также для ароматизации блюда. Пасту доуша обжаривают на сале и добавляют как начинку в кондитерские изделия. Масло муцзянцзыю добавляют для ароматизации соусов и холодных блюд. Прозрачную лапшу фэньсы изготавливают из крахмала азиатской фасоли, она используется в супах и салатах. Обжаренный хрустящий арахис является популярной закуской и гарниром в Сычуани: он используется при приготовлении курицы гунбао, различных паст и салатов. Глутамат натрия (вэйцзин) с 1960-х годов широко применяется для усиления вкуса мягких и холодных блюд.

### Приправы и соусы

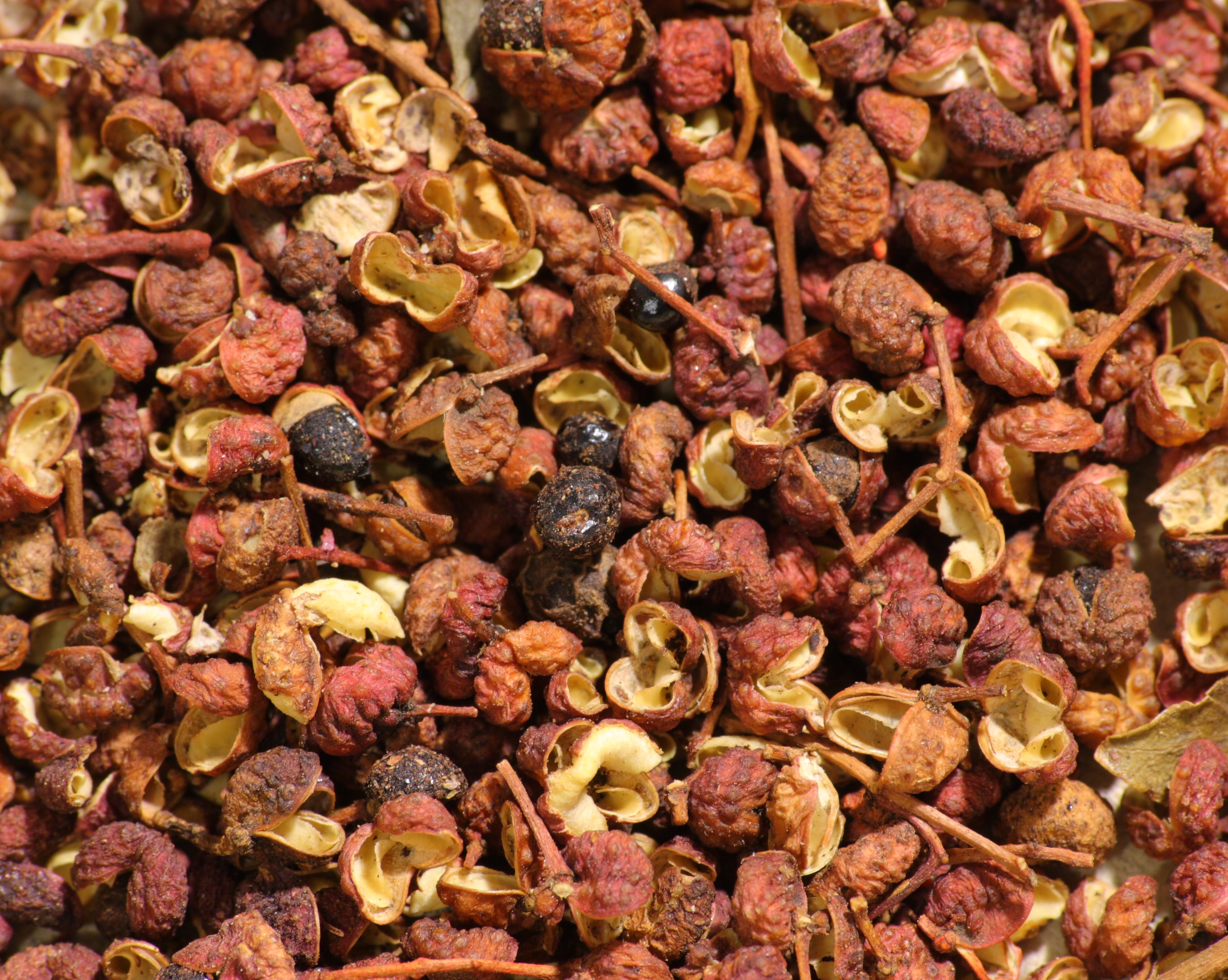
Сычуаньский перец

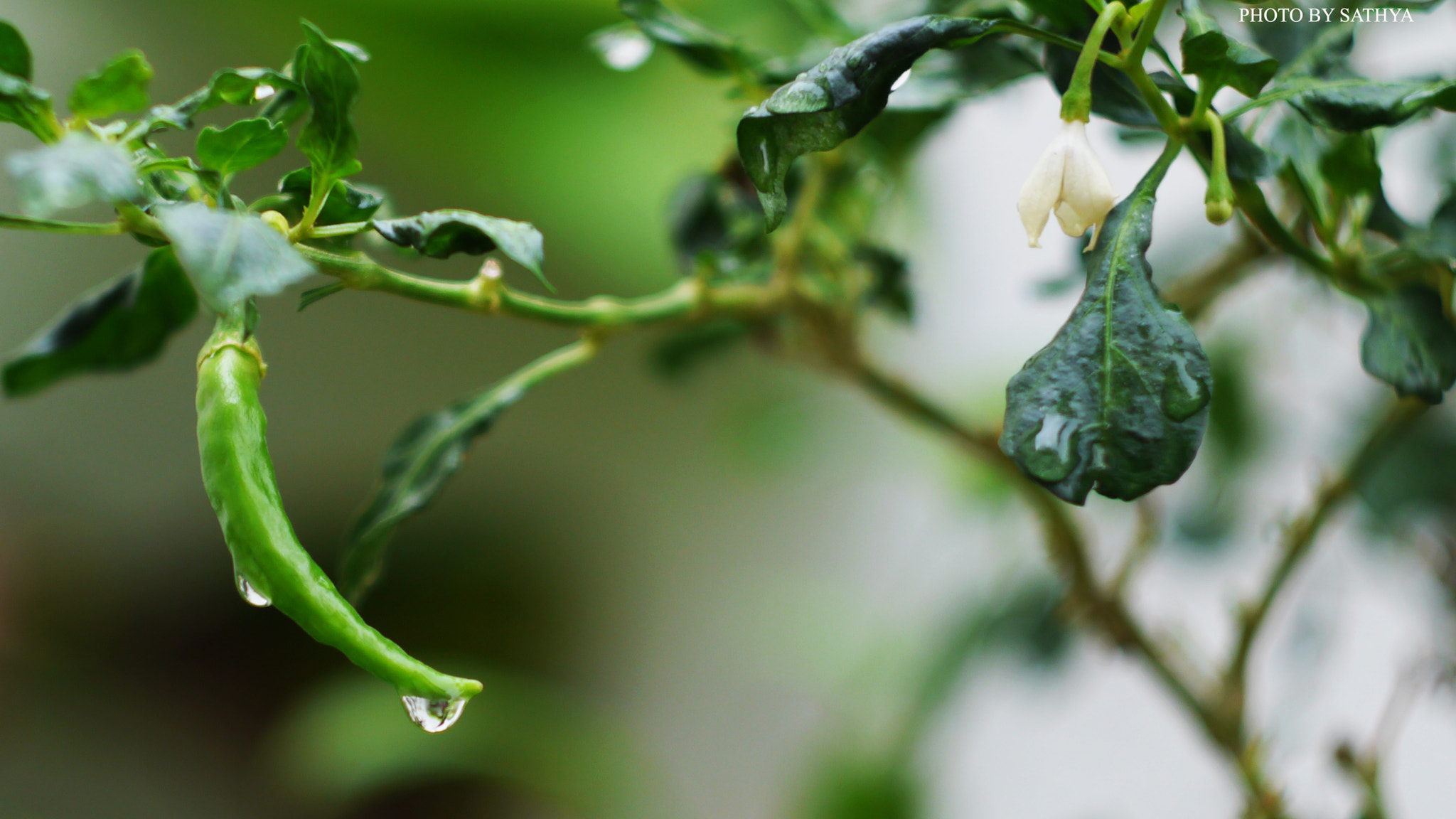
Перец чили сорта эрцзинтяо

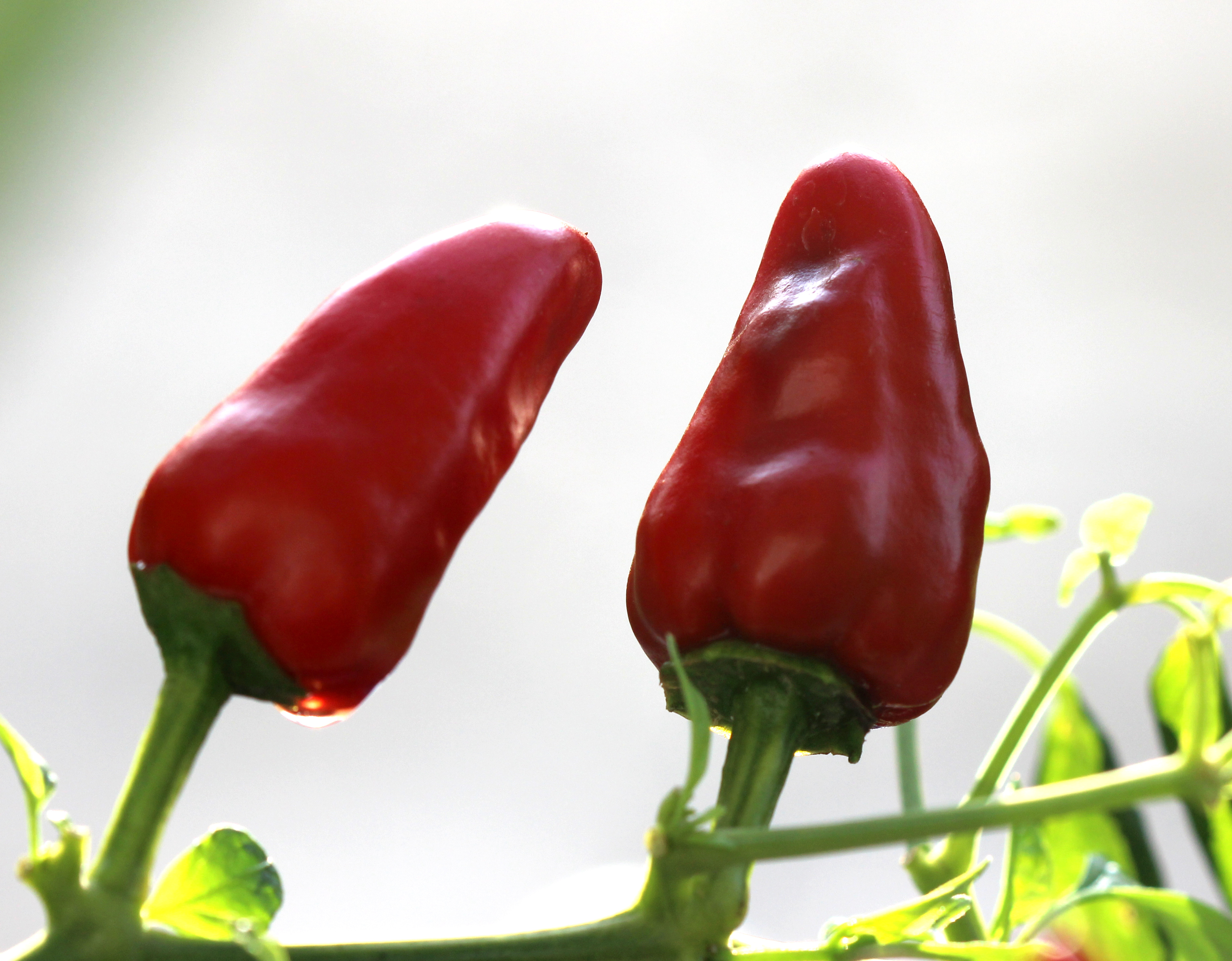
Перец чили сорта чаотяньцзяо

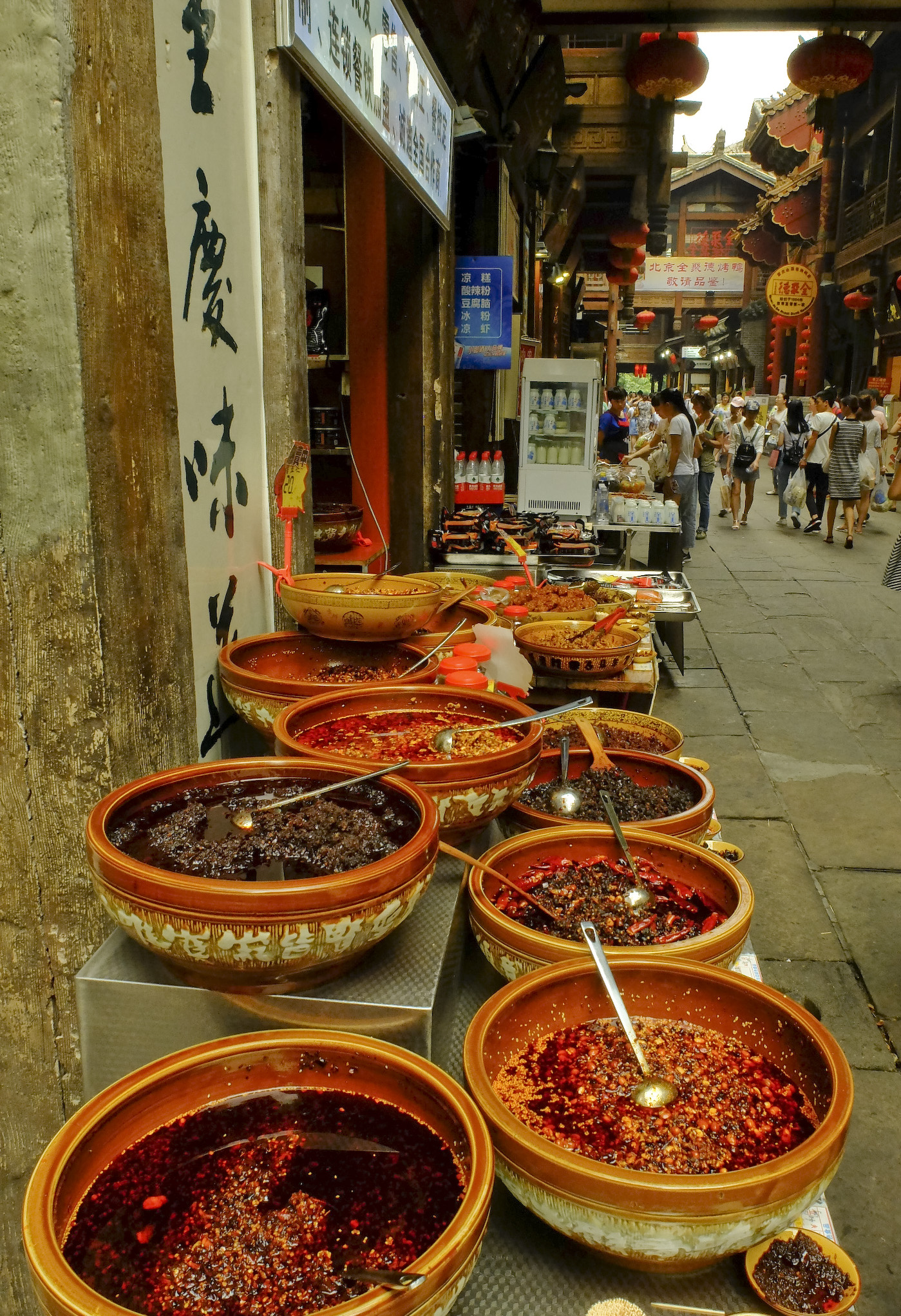
Набор острых соусов на основе перца чили

Уникальной пряностью сычуаньской кухни является сычуаньский перец (хуацзяо), также известный как «цветочный перец» или «колючий пепел». Эти сушёные ягоды жёлтодревесника обладают сильным тёплым ароматом с нотками сосны, цитрусовым вкусом и производят во рту «тонизирующий эффект» в виде лёгкого онемения и покалывания губ и языка (ма). Преобладают традиционные сорта красного цвета хунхуацзяо, но также пользуется популярностью и зелёный сычуаньский перец цинхуацзяо (также известный как тэнцзяо и мацзяо). Красный перец имеет более насыщенный вкус, а зелёный перец более мягкий и ароматный, также он вызывает более сильное онемение в ротовой полости. Издревле китайцы использовали сычуаньский перец в кулинарии и как лечебное средство от зубной боли, артрита, расстройств желудка и диареи. Однако сам по себе он не острый, поэтому часто используется в паре с сушёным перцем чили, который и придаёт блюдам жгучий вкус.
Согласно народному поверью, онемение во рту от сычуаньського перца помогает съесть больше жгучего перца чили. Сычуаньский перец широко используется в сычуаньской кухне в качестве вкусовой и ароматической добавки: его добавляют в соусы и смеси специй (в том числе в смесь пяти специй и смесь сычуаньского перца с сычуаньской перцовой солью); в растительное масло при жарке или для полива блюд; в маринады для мяса и рыбы; в уже готовые блюда в качестве посыпки (например, пряная говядина, жареная курица, варёная лапша и рыба, тушеный кролик, различные пельмени, картофельное рагу, горячий тофу, супы, приготовленные в хого, кондитерские изделия). Самыми популярными приправами являются хуацзяомянь — слегка обжаренный и затем измельчённый красный сычуаньский перец и хуацзяою (или тэнцзяою) — ароматическое масло, настоянное на сычуаньском перце. Лучшим сортом считается сычуаньский перец из горного уезда Ханьюань. До того, как стать кулинарной пряностью, ханьюаньский перец использовался в качестве ароматизатора и ценился настолько высоко, что преподносился китайским императорам в качестве дани. В период династии династии Хань хуацзяо добавляли в штукатурку стен резиденций императорских наложниц, из-за чего те стали известны как «перцовые домики» (цзяофан).
Необходимость остроты в сычуанской кухне объясняют влажным климатом, сильной облачностью и частыми туманами. В традиционной китайской медицине сырость рассматривается как крайне нездоровая опасность, поскольку она ухудшает энергию тела и вызывает вялость. Лучший способ восстановить здоровое равновесие инь и ян — употреблять продукты, которые вытесняют влагу и рассеивают холод. Таким образом, «согревающие» ингредиенты, такие как перец чили, имбирь и сычуаньский перец, являются жизненно важной частью рациона китайцев. Их едят как зимой, чтоб победить сырость, так и летом, чтоб стимулировать потоотделение и уменьшить влажность. Кроме того, сычуаньский перец имеет много семян и является традиционным символом плодородия. На свадьбах в сельской местности Сычуани до сих пор обсыпают жениха и невесту хуацзяо и арахисом.
Двумя основными сортами красного перца чили являются эрцзинтяо и чаотяньцзяо. Тонкокожий эрцзинтяо обычно имеет изогнутый в форме буквы J хвост и достигает в длину 12—15 см (созревает в тёплом влажном климате провинций Сычуань и Гуйчжоу с начала мая по октябрь). Этот перец отличается устойчивым ароматом и жгучим вкусом. Чаще всего молотый или маринованный эрцзинтяо используется в качестве ключевого ингредиента для различных сычуаньских приправ, паст, масел и соусов, которые дополняют вкус лапши, риса и мясных блюд. Лучшими эрцзинтяо считаются те, что выращены на холмах вокруг Чэнду.
Перец чаотяньцзяо («лицом к небу» или «указывающий на небо») относится к виду стручковых перцев, он отличается средней жгучестью и сильным ароматом. Его родиной является Центральная Америка, но сегодня чаотяньцзяо широко культивируется по всему Южному Китаю (особенно в Гуйчжоу). Зрелые плоды имеют длину от 4 до 6 см, тёмно-красный цвет и тянутся вверх к солнцу, что и повлияло на их название. Имеется несколько сортов этого перца, однако в окрестностях Чэнду наиболее популярным является короткий заострённый перец цзыданьтоу («головка пули»). Он широко применяется во время приготовления свинины, курятины, утятины, рыбы и других мясных блюд, а также используется для изготовления масла чили и различных приправ.
Пухлые круглые перцы дэнлунцзяо («чили-фонари») используют преимущественно для квашения и маринования. Также в Сычуани популярны небольшие остроконечные перцы сяомила («маленькие рисовые чили»), которые в сушёном виде привозят из соседних провинций Юньнань, Гуйчжоу и Хэнань. Ещё одним локальным сортом перца является цисинцзяо («семизвёздочный чили»). Кроме того, в последние десятилетия в Сычуань импортируют значительные партии жгучих перцев чили из Индии и Таиланда. Сушёные на солнце перцы чили (ганьлацзяо) и молотые в порошок перцы чили (лацзяомянь) можно приобрести на любом сычуаньском рынке, в большинстве продуктовых магазинов и сетевых супермаркетов. Также в провинции широко используют смеси сушёных перцев с другими ингредиентами (паста цыба и перетёртые чили цо).

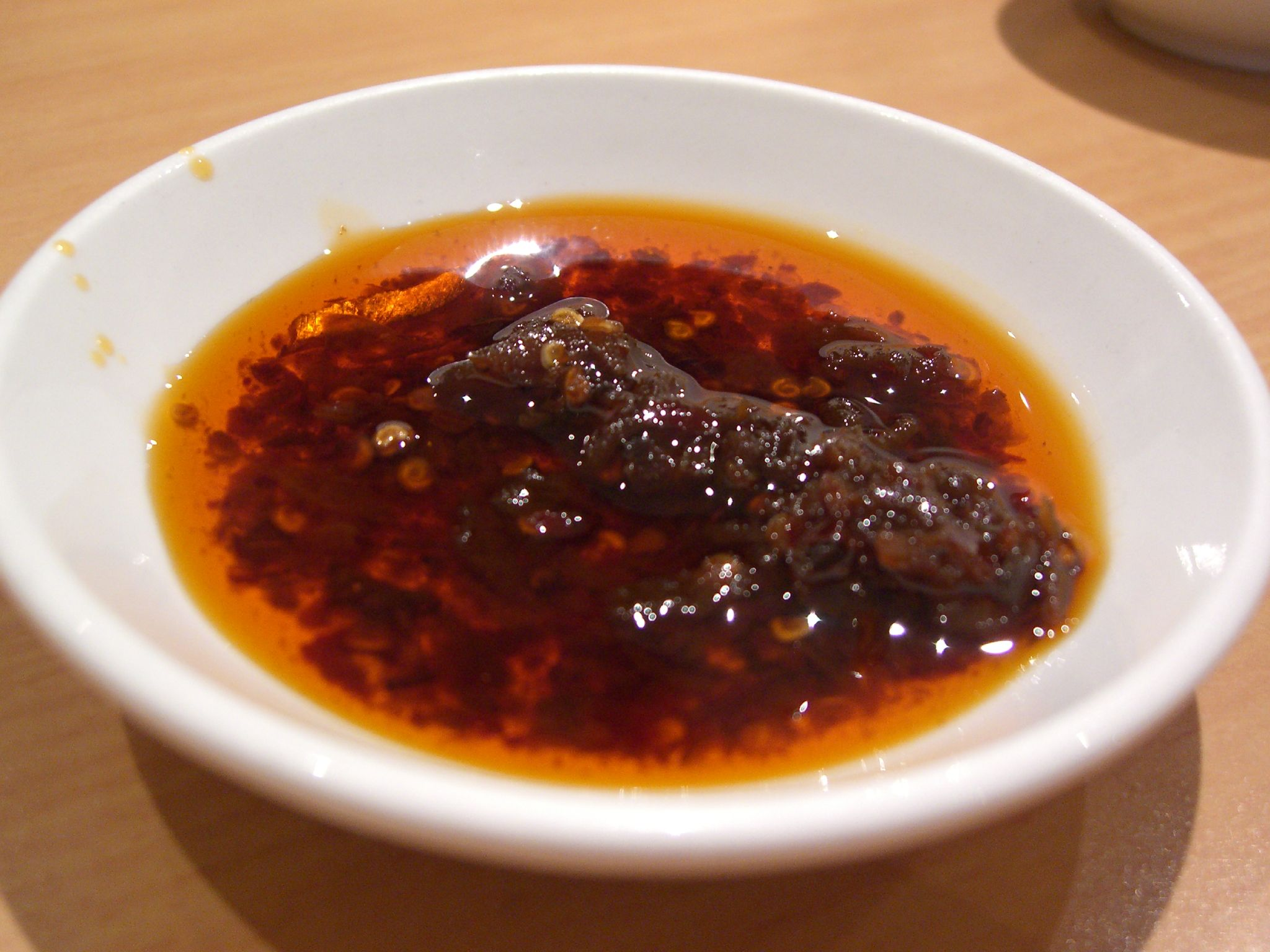
Масло чили

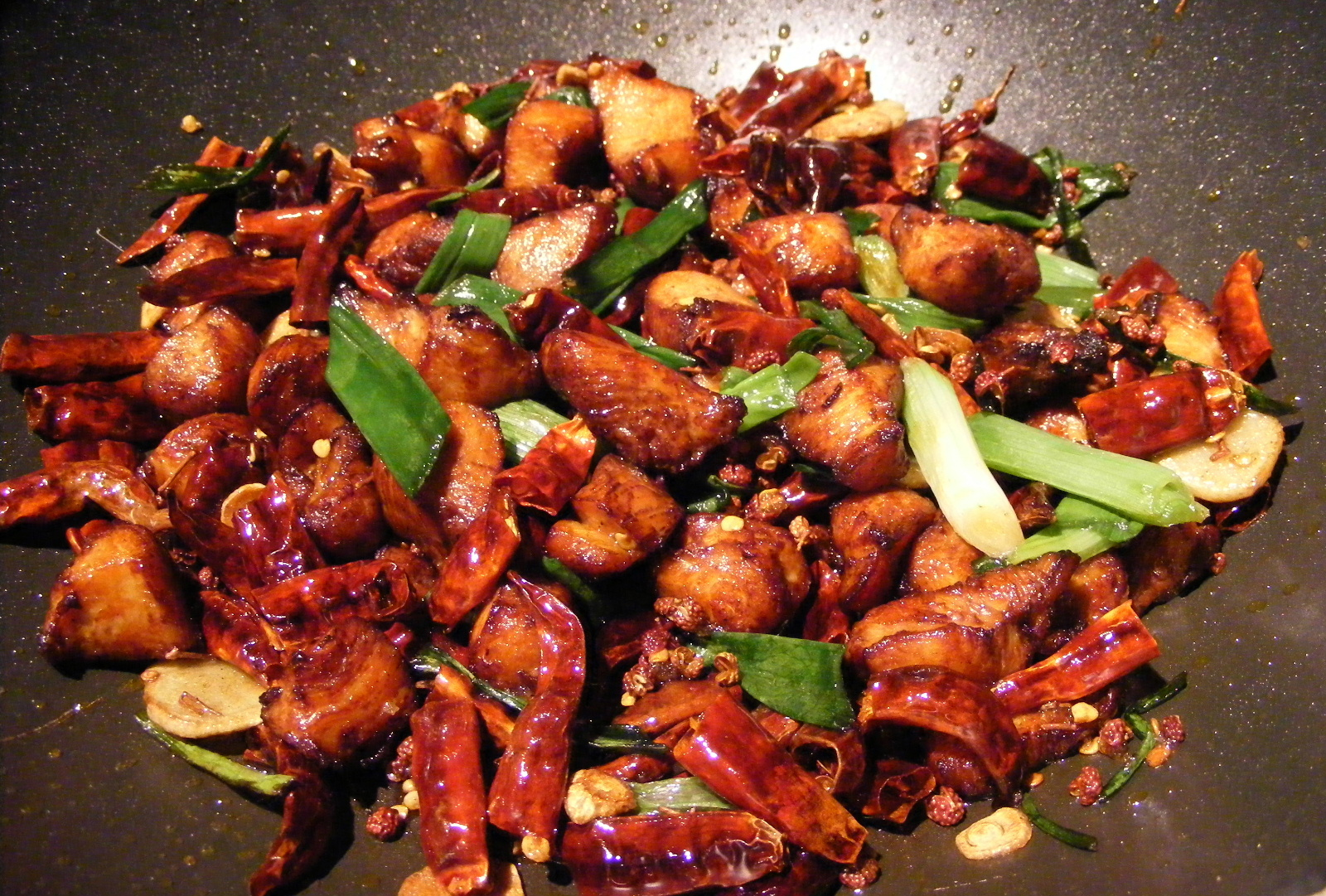
Курятина в соусе мала

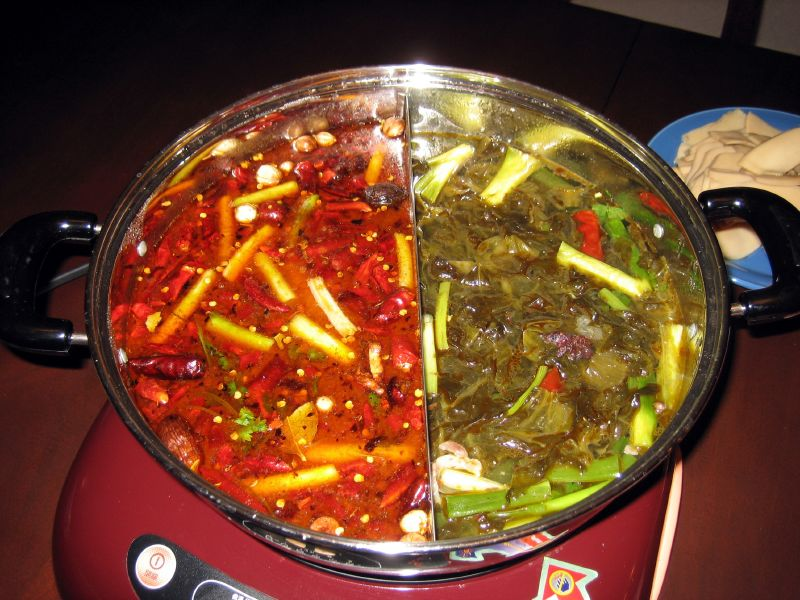
Хого из Чэнду

Важным ингредиентом сычуаньской кухни является масло чили, которое готовят на медленном огне из растительного масла (соевого или кунжутного), настоянного на жгучем перце чили; также в масло по вкусу добавляют красный и зелёный сычуанский перец, чеснок, паприку, имбирь, семена кунжута, корицу, анис, лавровый лист, соевый соус, чёрный уксус и сахар. В Сычуани этот продукт называют «острое масло» (лаю) или «красное масло» (хунъю). Масло чили используют в качестве соуса для вонтонов, баоцзы и побегов бамбука, приправы в некоторые блюда (например, добавляют в суп с лапшой, тофу и жареный рис), заправки для салатов, для маринования мяса или приготовления доучи (ферментированных чёрных бобов).
Базовой приправой сычуаньской кухни является мала — смесь сычуаньского перца и перца чили, которая придаёт блюдам характерный острый вкус и эффект онемения. От этого ощущения во рту и происходит термин мала, представляющий собой сочетание двух китайских иероглифов: 麻 («онемение») и 辣 («острый» или «пикантный»). Обычно мала делается в виде порошка «малафэнь» (málàfĕn, 麻辣粉) и густого соуса «малацзян» (málàjiàng, 麻辣醬) на основе какого-то растительного масла. Согласно одной из версий, рецепт соуса возник в XIX веке на ночных рынках Чунцина, где питались портовые грузчики. Мала помогала сохранять продукты и перебивать запахи от дешёвого мяса, которым кормили рабочих (особенно запахи от внутренностей и крови). Позже в соус стали добавлять кунжутное масло с чесноком, устричное масло или ферментированный тофу.
Сегодня соус мала используют при жарке, тушении, варке в хого, а также в качестве дипа; порошок мала используют в качестве приправы для приготовления различной уличной еды (например, вонючего тофу, картофеля фри, мяса и овощей на барбекю). Основными ингредиентами соуса мала являются перец чили (сушёный и молотый), сычуаньский перец, паста доубань, чеснок, гвоздика, звёздчатый анис, чёрный кардамон, фенхель, имбирь, корица, соль и перец, также при желании добавляют песчаный имбирь, ангелику и семена мака. Все эти ингредиенты долго томятся в растительном масле и говяжьем жиру, после чего соус разливают в тару. Соус мала входит в состав таких классических блюд как острые супы малатан (麻辣燙) и мала-хого (麻辣火鍋), барбекю мала-шаокао (麻辣烧烤), обжаренное мясо с овощами маласянго (麻辣香锅), утиная шея в соусе мала (麻辣鴨脖子), курица в соусе мала (口水雞), куриное рагу дапаньцзи (大盘鸡) и говяжьи потроха фуци фэйпянь (夫妻肺片).

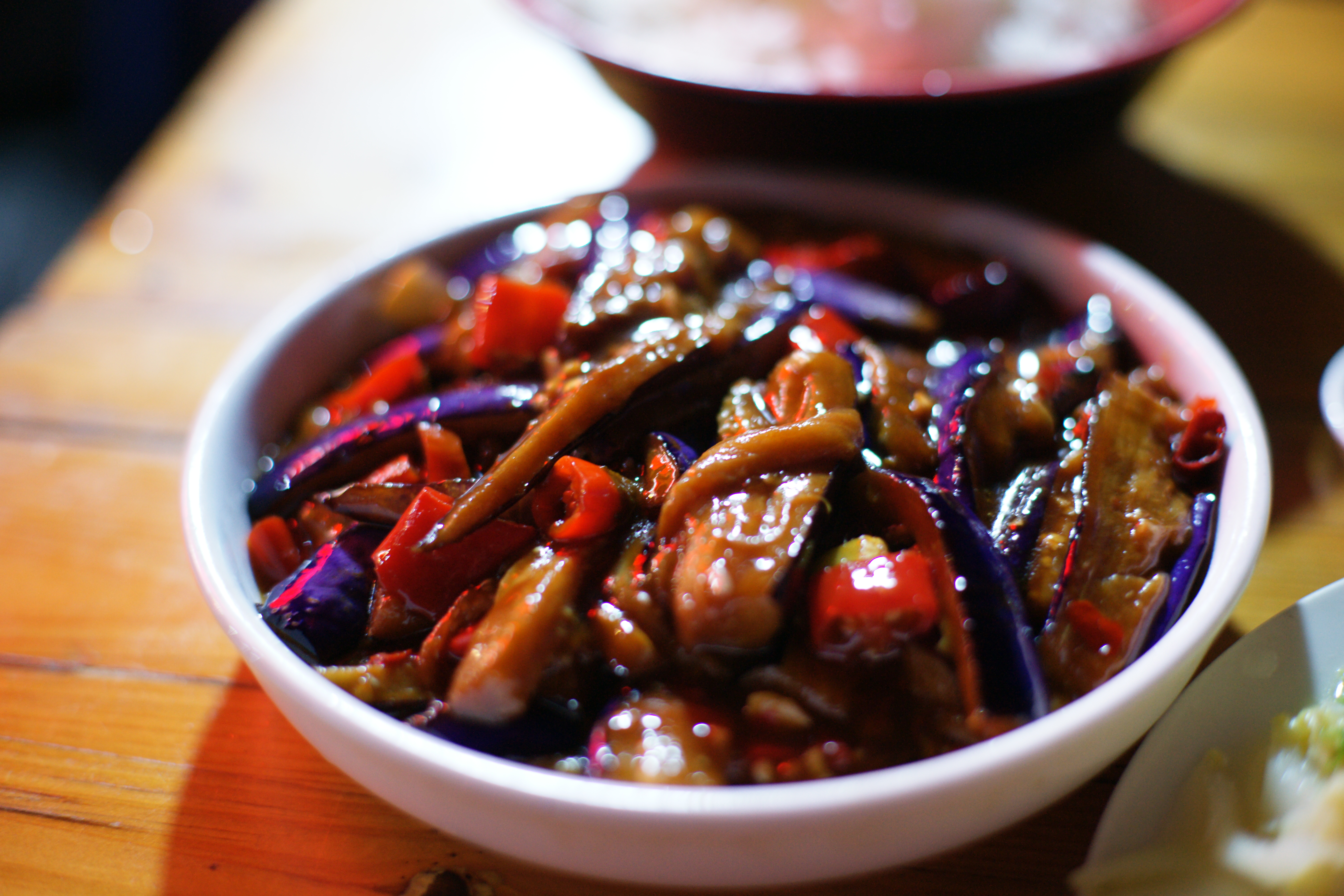
Баклажаны в соусе юйсян

Популярный соус юйсян («рыбный аромат») используют для насыщения вкуса в многочисленных мясных и овощных блюдах. Основными ингредиентами для приготовления юйсян выступают мелко измельчённые маринованный перец чили, белая луковица зелёного лука, имбирь и чеснок. Затем получившуюся массу обжаривают в масле и добавляют в неё пасту доубань, соевый соус, уксус, крахмал и сахар. Благодаря набору компонентов соус юйсян сочетает в себе горячий, кислый и сладкий вкусы. Многие блюда, которые используют юйсян в качестве основной приправы, закрепляют её в своём названии: например, свинина юйсян жоусы (魚香肉絲), баклажаны юйсян цецзы (魚香茄子), говядина юйсян нюнань (魚香牛腩).

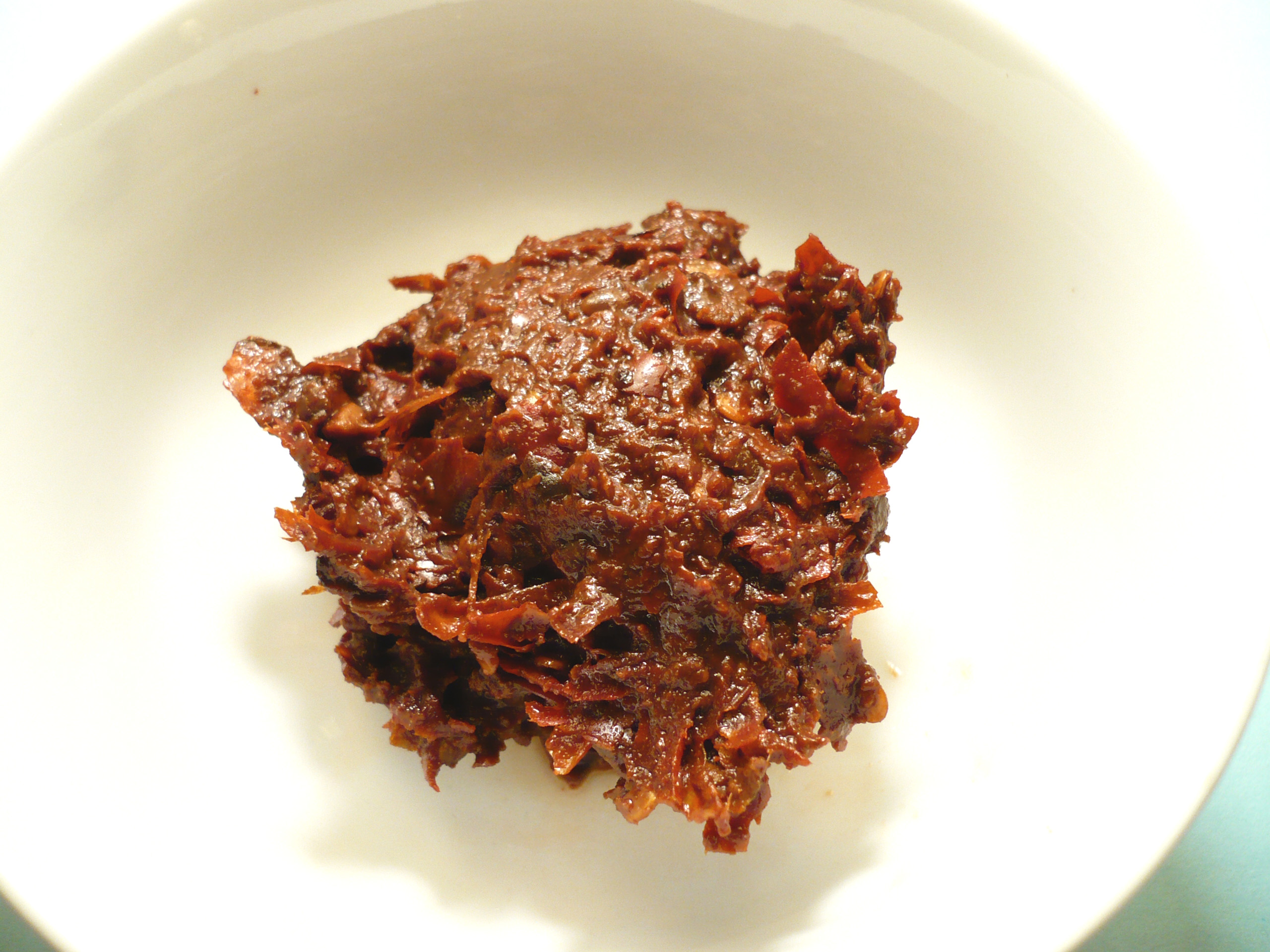
Доубаньцзян

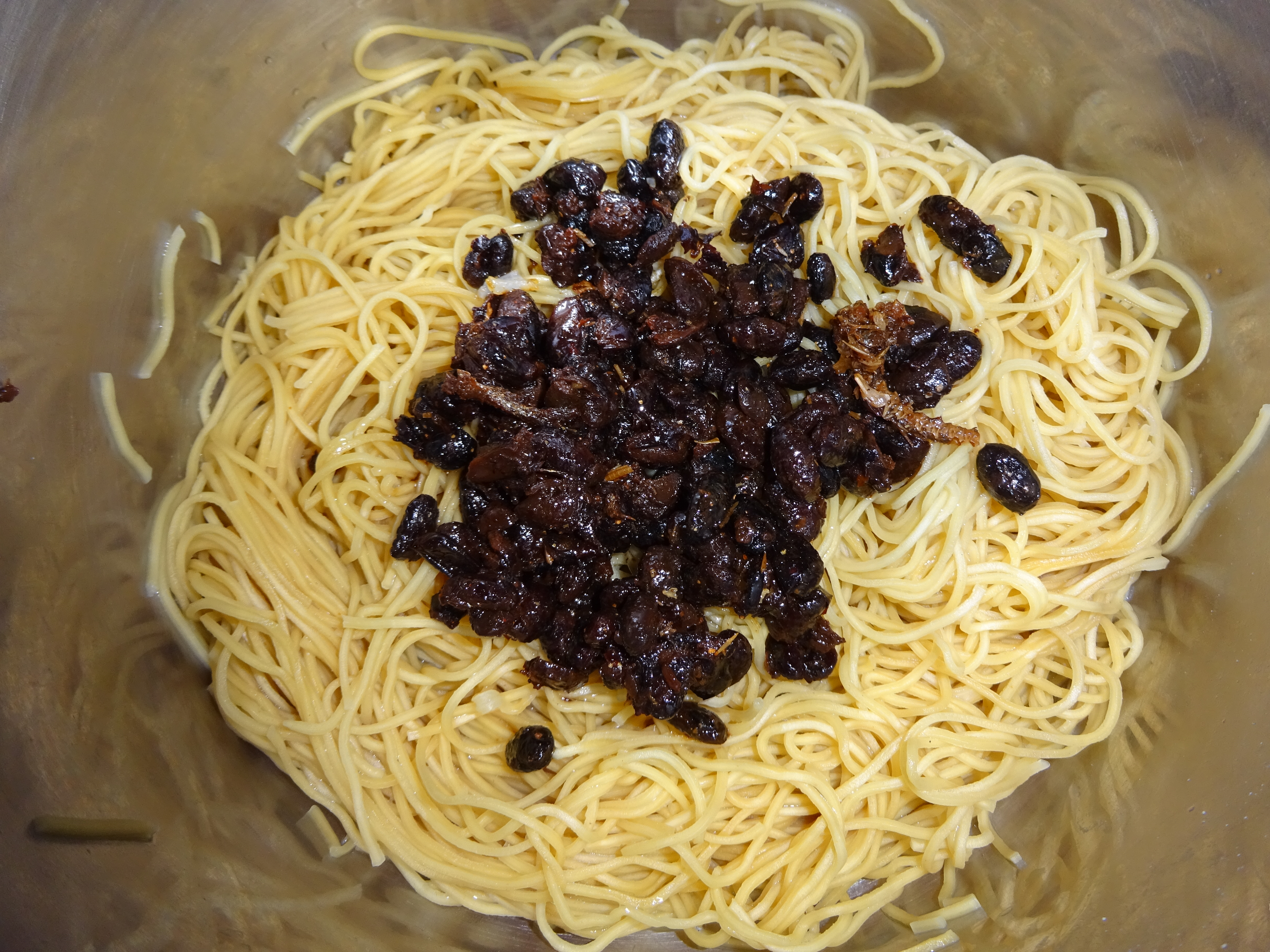
Лапша с доучи

Приправа гуайвэй («странный вкус») также очень популярна в сычуаньской кухне из-за необычного сочетания нескольких вкусов (кислый, соленый, сладкий и острый). Она является смесью приправ юйсян и мала, в которую добавляют молотый кунжут (иногда его заменяют кунжутным маслом или кунжутной пастой), рисовый уксус (или лимонный сок), хуанцзю, сычуаньский перец, соевый соус, доубань, соль и сахар. Гуайвэй может подаваться как холодной, так и горячей. Как и в случае с юйсян, блюда, которые используют гуайвэй в качестве основной приправы, закрепляют её в своём названии: например, курица гуайвэй цзи (怪味鸡), свинина гуайвэй дусы (怪味肚丝), говядина гуайвэй нюцзянь (怪味牛腱) и бобовая закуска гуайвэй доу (怪味豆).
Ключевыми ингредиентами сычуаньской кухни, приготовленными из бобов, являются доубань и доучи. Паста доубаньцзян или просто доубань известна как «душа сычуаньской кухни», она имеет насыщенный красновато-коричневый цвет и характерный вкус умами. Классическая паста готовится из ферментированных бобов фава, ферментированных или засоленных перцев чили, пшеничной муки и соли. В основном доубань настаивается от одного года до трёх лет, но есть и сорта, которые ферментируются в рассоле до десяти лет. Лучшей доубань считается «писяньская» паста из района Пиду (ранее был известен как Писянь). Старейшим производителем пасты является Sichuan Pixian Douban Company, которая с 1688 года ферментирует бобы и перец чили традиционным способом — в огромных глиняных горшках на открытом воздухе (они накрываются только во время дождя). В дешёвых и более быстрых рецептах в пасту добавляют красное масло чили, имбирь, ферментированные рис и сою. Доубань используют для приготовлении таких блюд, как юйсян, юйсян жоусы, мапо доуфу, чунцин хого, шуйчжу, хуэйгожоу, свинина стир-фрай, курица гунбао и баклажаны в чесночном соусе.
Солоноватый доучи производят из вымоченных, отваренных и ферментированных соевых бобов (преобладают чёрные бобы, но также используются и жёлтые; лучшими считаются чёрные бобы из района Тунчуань). Ферментация происходит благодаря грибам аспергиллам или мукорам и длится в течение нескольких месяцев. В зависимости от рецепта доучи бывает сухим, влажным (паста) или жидким (соус). Во время приготовления к бобам по вкусу добавляют соль, сахар, цедру, имбирь, чеснок, сычуанський перец, перец чили, звёздчатый анис, гвоздику, фенхель, кассию и байцзю. Вкус готового доучи напоминает соевый соус. Обычно доучи используют в качестве закуски или приправы к лапше или доуфу, либо как ингредиент при приготовлении супов, овощей, мяса или морепродуктов. Кроме того, в традиционной китайской медицине доучи считается продуктом, стимулирующим аппетит и пищеварение, помогающим при астме и диабете. Высококачественный доучи может храниться десятилетиями.
Сладкий мучной соус тяньмяньцзян готовится из ферментированного теста на основе пшеничной муки с добавлением соевых бобов. Готовую густую, тёмную и глянцевую пасту подают к жареному мясу — это главный дип для хрустящей жареной утки. Мята (юйсян) и корейская мята (хосян) используются в соусах и при готовке рыбы и угрей для очищения ароматов и уменьшения «рыбного вкуса»; кинзу (сянцай) добавляют для смягчения вкуса красного мяса. Для приготовления тушеного мяса, хого и других блюд используют сушёные специи, известные как «ароматные вещи» (сянляо). Наиболее популярными из них являются кассия (гуйпи), звёздчатый анис (бацзяо), чёрный кардамон (цаого), семена фенхеля (сяо хуэйсян), корень лакрицы (ганьцао), песчаный имбирь (шацзян), кожура танжерина (чэньпи) и смесь пяти специй (усянфэнь), которая включает в свой состав звёздчатый анис, кору кассии, сычуаньский перец и семена фенхеля (пятым элементом может выступать песчаный имбирь, гвоздика или корень лакрицы); реже встречаются гвоздика (динсян), калган (гаолянцзян), мускатный орех (жоудоукоу) и лавровый лист.

### Маринованные продукты
Консервированные продукты давно стали характерным ингредиентом во множестве сычуаньских блюд. Хрустящие овощи, маринованные в рассоле, вине, сахаре и специях, употребляют в качестве гарнира для освежения вкуса; солёные овощи с перцем чили используются как релиш; маринованные перцы чили имеют множество кулинарных применений. Кисло-солёные маринованные овощи часто добавляют в супы, также они хорошо сочетаются с рыбными блюдами и жареной свининой.

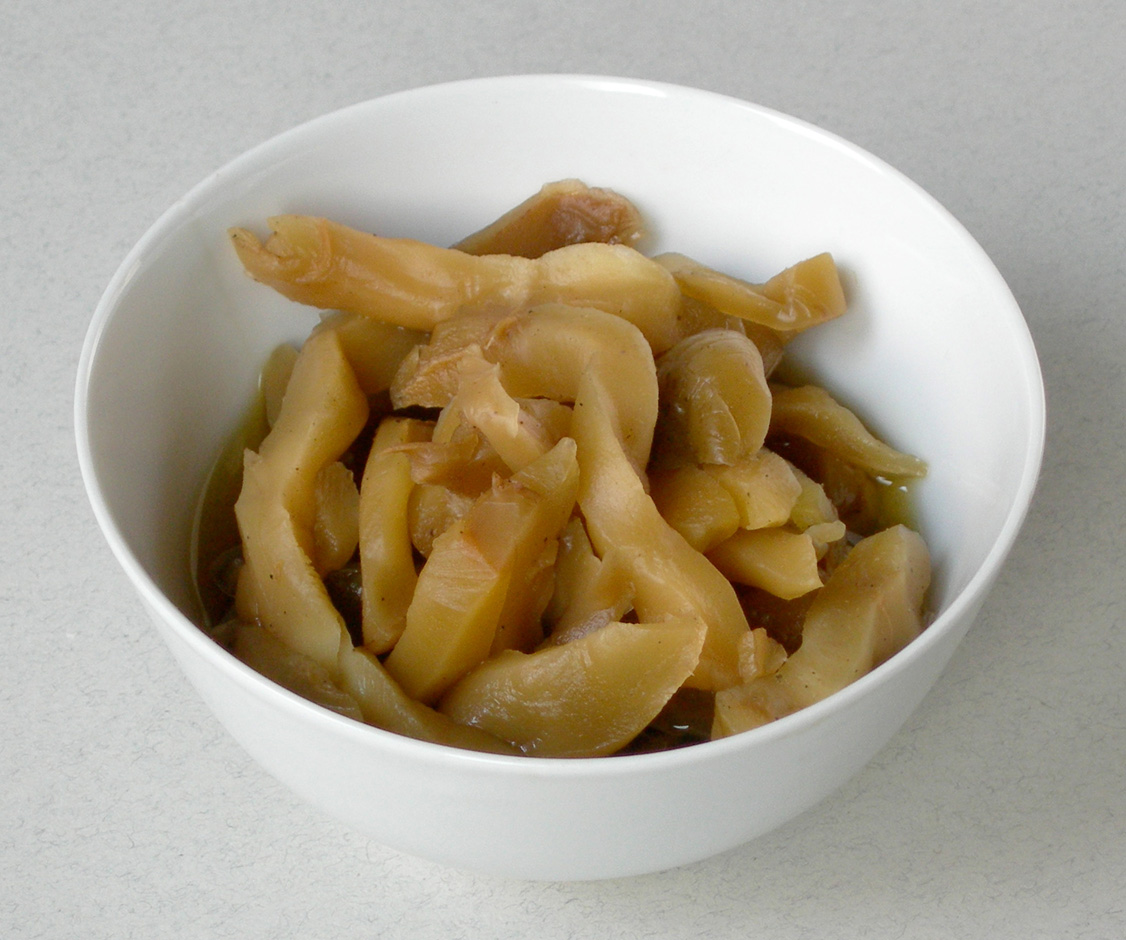
Чжацай

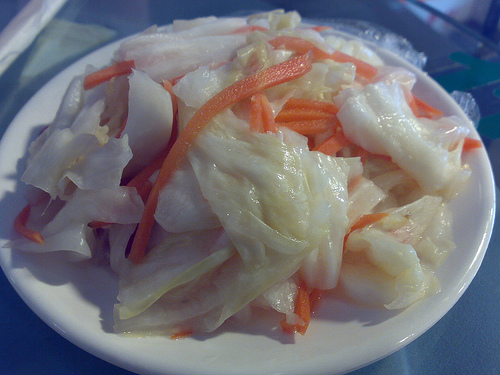
Паоцай из капусты с морковью

Важной добавкой к блюдам являются чжацай и яцай — квашеные клубни и стебли горчицы, особенно популярные в Чунцине. Клубни сперва засаливают и прессуют, затем натирают горячей пастой из перца чили и маринуют в глиняных или стеклянных сосудах. В зависимости от способа приготовления вкус сочетает в себе острые, кислые, солёные и сладковатые нотки, текстура — нежная и хрустящая, запах чжацай похож на запах квашеной капусты. Перед подачей клубни промывают, чтоб удалить остатки пасты чили, и вымачивают, чтоб избавиться от избытка соли. Тонкие полоски чжацай подают в масле чили ко многим блюдам, в том числе к чжоу, рисовой лапше со свининой (чжацай жоусымянь), рисовым пирожкам цыфаньтуань, либо добавляют в супы. Очень похожи на чжацай квашеные корнеплоды китайской репы, известные в Сычуани как датоуцай.
Наиболее известным сортом яцая является «ибиньский яцай» (яцай из Ибиня). Эти тёмные, ароматные соленья готовят из нежных стеблей горчицы (эрпинчжуан), которые сушат на солнце, несколько месяцев ферментируют в соли, затем смешивают со специями и сиропом из коричневого сахара, после чего настаивают в банках. Перед подачей яцай промывают, а иногда и легко обжаривают.

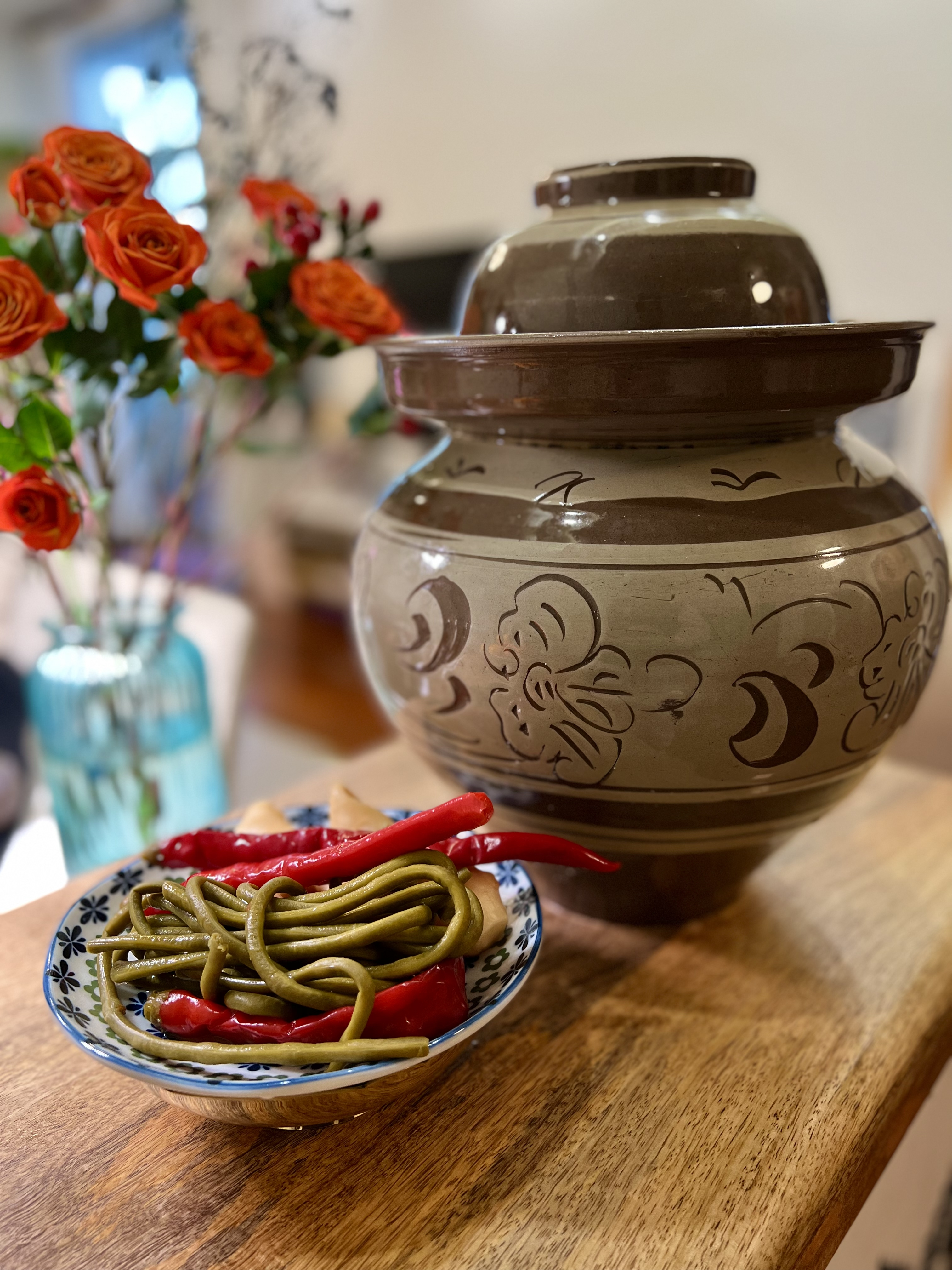
Сосуд для домашнего маринования овощей

Среди других маринованных овощей в сычуаньской кухне широко используют паоцай (ферментированные в соляном рассоле и специях овощи, бобы, грибы и водоросли, включая капусту, редис, редьку, морковь, горчицу, фасоль, коровий горох) и суаньцай (прессованная квашеная китайская капуста, пекинская капуста или листья горчицы). При мариновании в рассол добавляют перец чили, сычуаньский перец, имбирь и чеснок. Выдержанный рассол паоцай, насыщенный молочнокислыми бактериями, могут повторно использовать в течение многих лет. В домашних условиях овощи маринуют в специальных керамических сосудах, имеющих герметичную крышку. Маринованные овощи используют в качестве закусок, гарниров и приправ.
Сычуань производит около 70 % всех маринованных овощей и бобов Китая, а в самой провинции около половины производства приходится на округ Мэйшань. По состоянию на 2018 год сычуаньский рынок паоцай оценивался в 33 млрд юаней. Стремительный рост производства сопровождается загрязнением окружающей среды, когда пищевые фабрики, производящие маринованные продукты, бесконтрольно сливают солёный рассол в реки и озёра, что приводит к гибели рыбы и водорослей, засаливанию грунтовых вод и почвы. Власти штрафуют такие предприятия и обязывают их устанавливать фильтрационное оборудование.
Паоцай, суаньцай, чжацай и другие маринованные овощи сычуаньской кухни благодаря молочнокислым бактериям, витаминам и минералам балансируют питание, способствуют нормализации микрофлоры кишечника и полости рта, сокращают накопление жира в печени. В некоторых районах Сычуани рассол паоцай используют для лечения диареи, простуды и других заболеваний. Хотя в Сычуани многие люди продолжают делать домашние быстро маринованные овощи для ежедневного использования, в городах их теснит быстрорастущий рынок фабричных солений, требующих более сложной обработки.
Во многих сычуаньских блюдах используются маринованные перцы чили (паолацзяо), преимущественно красные эрцзинтяо или зелёные ешаньцзяо («дикие горные чили»). Их настаивают в солёном рассоле с добавлением рисового вина, имбиря и различных специй. Готовые паолацзяо используют для получения рубинового оттенка в блюде или готовят из них острую пасту. Грубо нарезанные засоленные перцы чили (долацзяо) в хунаньском стиле также очень популярны в сычуаньской кухне.
Отдельным блюдом является столетнее яйцо или «кожаное яйцо» (пидань) — консервированные утиные, перепелиные или куриные яйца, которые выдерживают в щелочной смеси, тем самым высвобождая вкус умами. Перед подачей с поверхности яйца нужно убрать известь, соль и рисовую шелуху, снять скорлупу, затем промыть и просушить яйцо. Признаком качества являются красивые узоры внутри яйца, получающиеся во время химической трансформации продукта. Столетние яйца употребляют самостоятельно или добавляют в различные блюда.

## Основные блюда
Блюда сычуаньской кухни делятся на несколько категорий: холодные блюда, «мелкая еда» (закуски), мясные блюда, блюда из птицы и яиц, блюда из рыбы и морепродуктов, блюда из доуфу, овощные блюда, супы и хого, блюда из риса, блюда из лапши и сладкие блюда.

### Холодные блюда

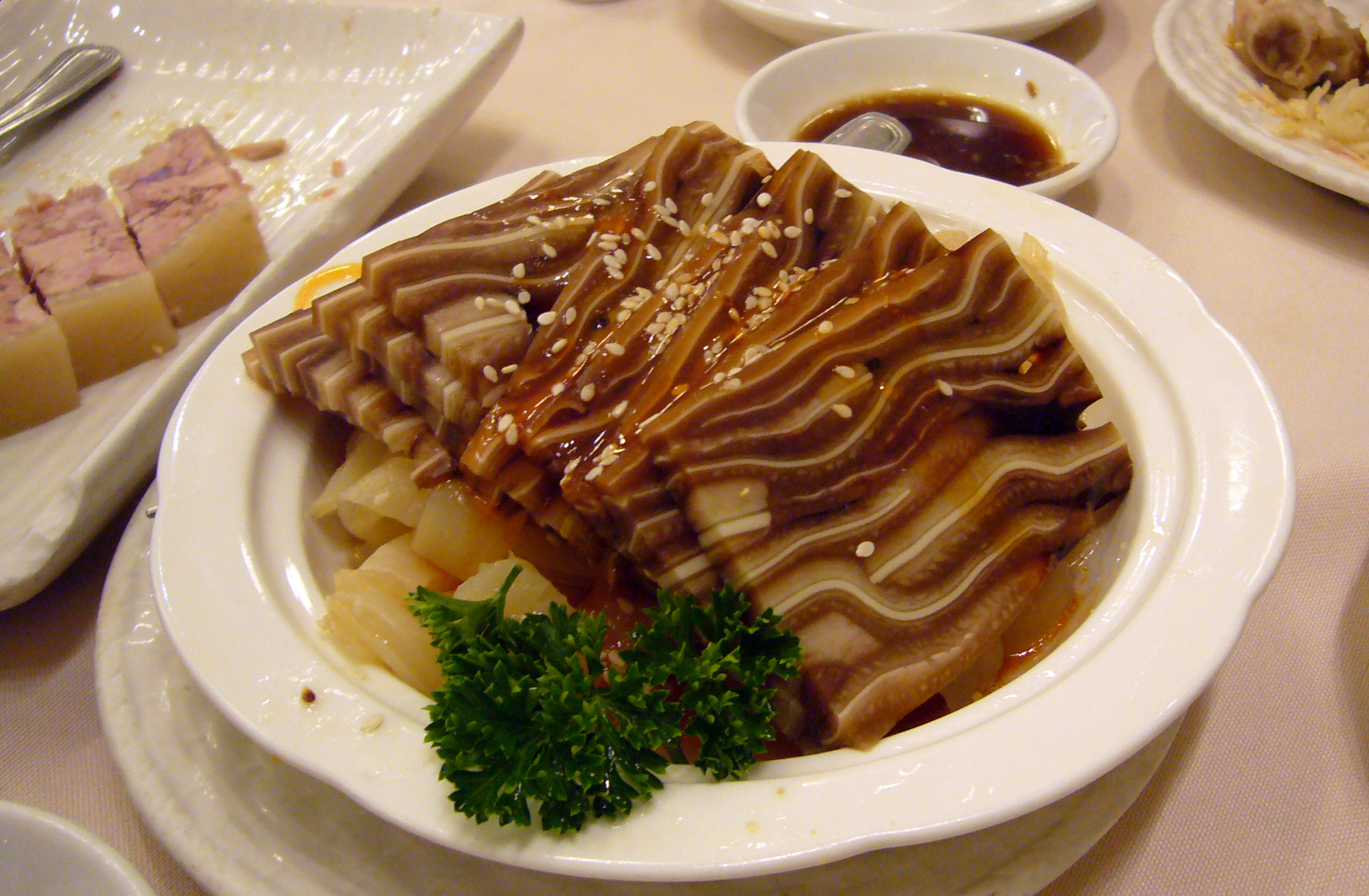
Типичное холодное блюдо — тушеные свиные уши

Любая сычуаньская трапеза начинается с холодных блюд или закусок, которые призваны «открыть желудок» (кайвэй) и задать настроение. Обычно это мелко нарезанная курица в пряном соусе; куриные желудочки с маринованным перцем чили; кусочки копчёной утиной грудки; кусочки тушеной говядины или крольчатины с сычуаньским перцем, маслом чили или соусом из горчичного масла; кроличьи почки в масле чили; кусочки крольчатины с арахисом в соусе из «горячей фасоли»; тушеные свиные рёбрышки и уши; кусочки обжаренной свинины, политые острым маслом и посыпанные молотыми специями и кунжутными семенами; сельдерей с тофу в чесночной заправке; горькая тыква с кунжутным маслом; сладкий перец в кисло-сладком соусе; обжаренная зелень горчицы (чунцай); зелёная фасоль в имбирном соусе; салат из острого огурца; маринованные или свежие овощи. Закуски выкладывают на круглом блюде с несколькими отделениями, вокруг которого размещаются пиалы поменьше. Обычай подавать на банкетах закуски в отдельных ёмкостях впервые был описан в эпоху династии Западная Цзинь.
В современной сычуаньской кухне прижился обычай лэнданьбэй, похожий на культуру тапас, когда посетители употребляют в барах или среди уличной еды холодные закуски с пивом. В качестве закусок обычно выступают тонкие полоски вяленого мяса (говядины или свинины) с сычуаньским перцем, острые субпродукты, сладкая говядина «усы дракона», «белая свинина» в чесночном соусе, салаты с кусочками обжаренной курицы и индейки, обжаренные овощи и арахис, солёные яйца или дольки снежного лотоса. На уличных рынках очень популярны ларьки, специализирующиеся на закусках, приготовленных методом чжашоу.

### Блюда из доуфу

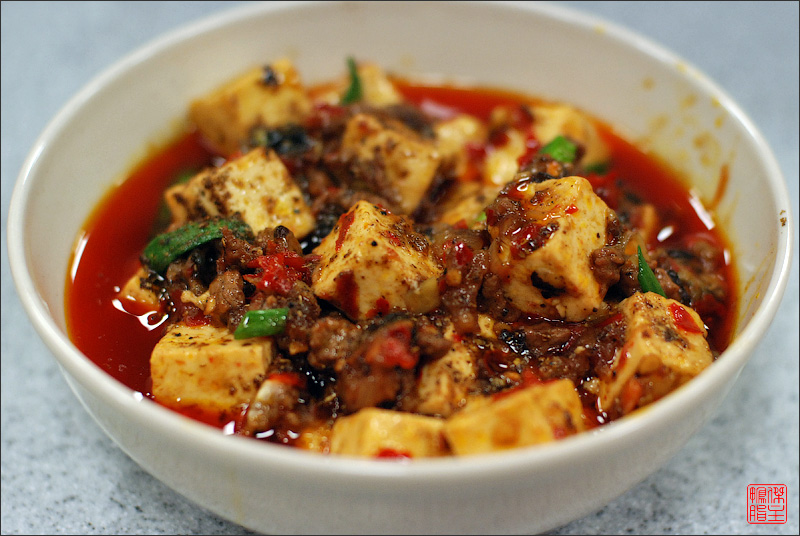
Мапо доуфу

Тофу (доуфу) является одним из самых питательных и широко используемых продуктов сычуаньской кухни. Основными сортами являются простой белый тофу; золотистый «копченый тофу» (доуфугань); глянцевый твёрдый тофу, приготовленный в бульоне из пяти специй (усян доуфу); тонкая листовая «кожа тофу» (доуфупи); ролы тофу (судзи); нежный «шёлковый» или «цветочный тофу» (доухуа); ферментированный тофу в масле чили (доуфужу). Тофу нарезают кусочками и обмакивают в соус, или обжаривают с другими ингредиентами. Ферментированный тофу используют в маринадах или в качестве релиш с рисом.
Популярным блюдом сычуаньской кухни является мапо доуфу или мапо тофу (также известно как «тофу старушки»). Оно состоит из соевого творога доуфу в остром соусе из солёной бобовой пасты и масла чили. Обычно в мапо доуфу добавляют перец чили, сычуаньский перец и говяжий фарш, существуют рецепты и с другими ингредиентами — водяными орехами, зелёным луком, чесноком, имбирём, грибами и рисовым вином. Если бобовая паста слишком солёная, то в блюдо добавляют сахар, а если соус слишком жидкий — добавляют крахмал.

### Супы и хого

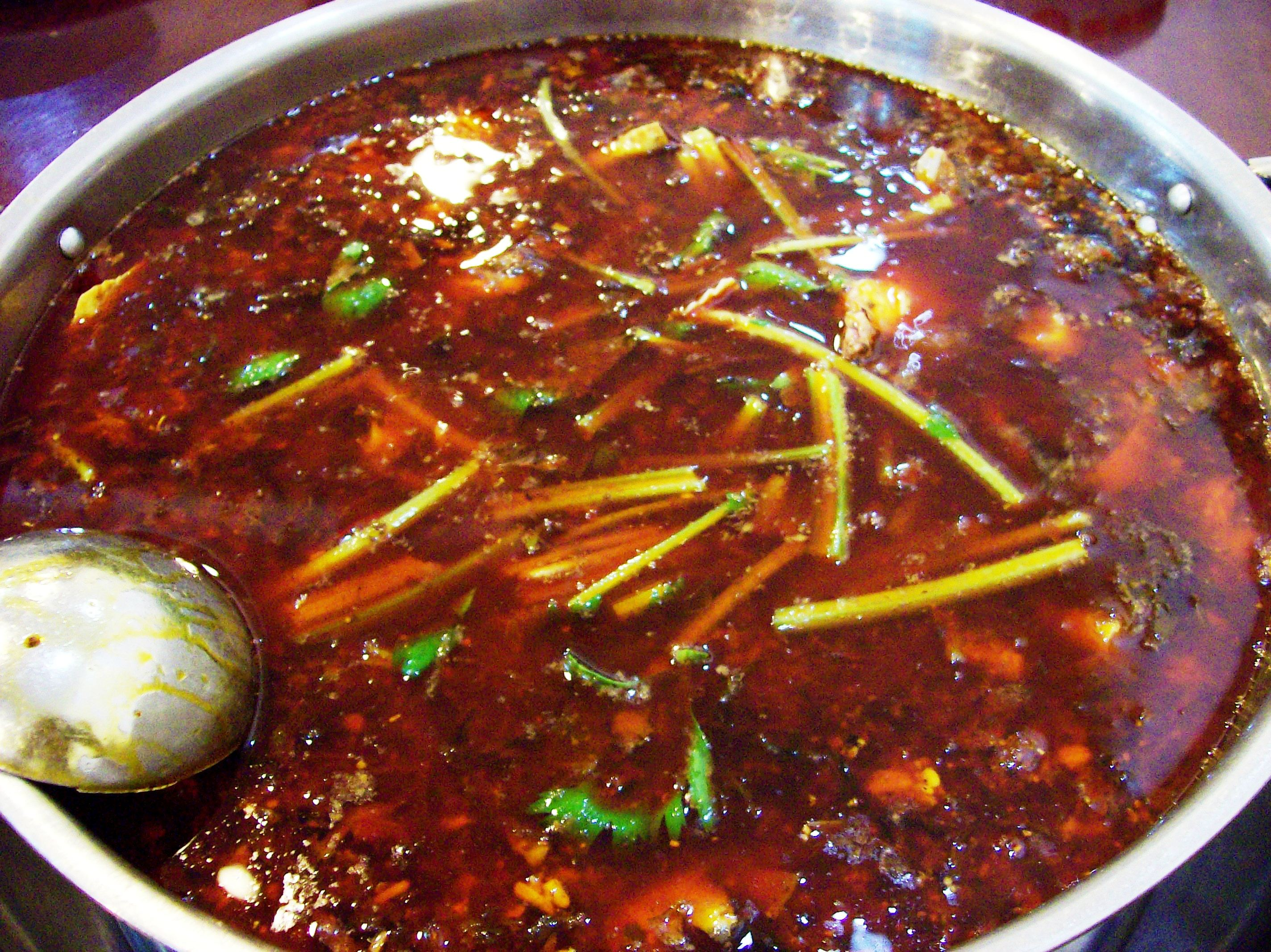
Чунцин хого

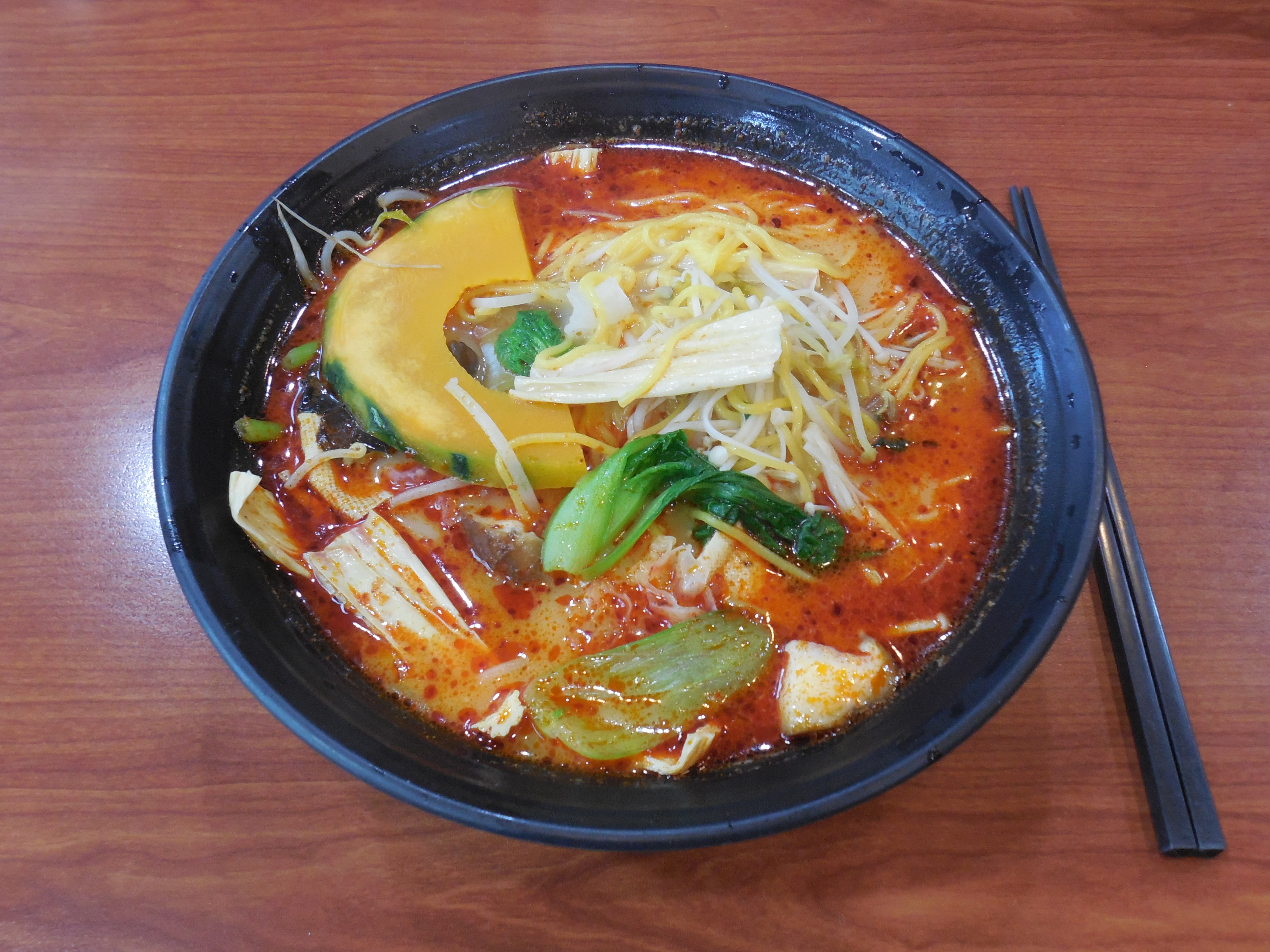
Малатан

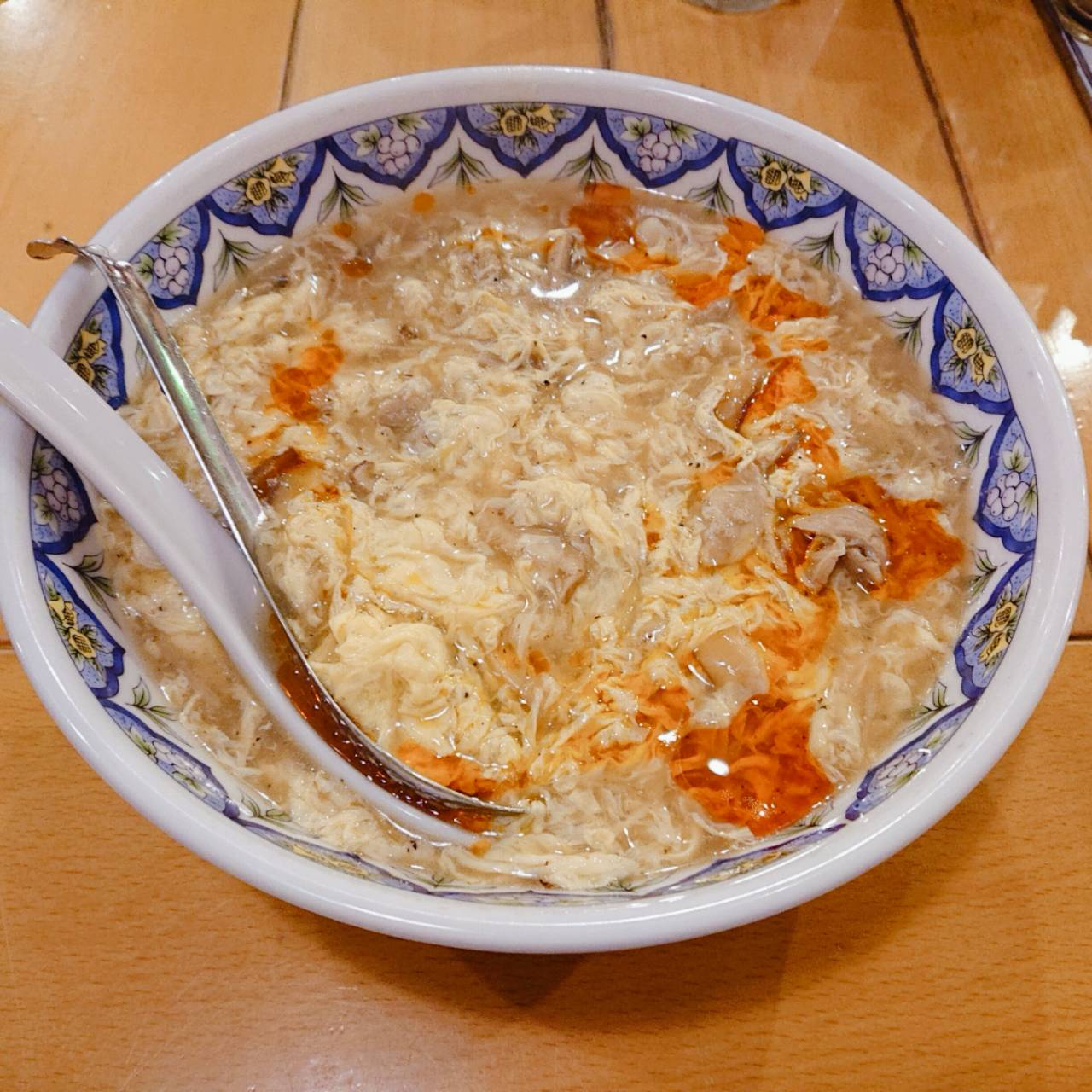
«Горячий и кислый суп» с лапшой

Супы играют важную роль в сычуаньской гастрономии. Суп может быть единственной жидкостью, которую употребляют во время трапезы, он служит и пищей, и напитком. Суп едят с «сухим» рисом, в суп или бульон кладут лапшу и пельмени. Большинство китайских супов лёгкие, прозрачные, на основе светлого бульона (тан); также популярны супы с тонко нарезанными ингредиентами (гэн); густые и сливочные супы встречаются крайне редко. В сельской местности используют воду, в которой варили рис или лапшу, и доваривают в ней нарезанные овощи, добавляя в блюдо немного специй и домашнего сала. В отличие от Гуандуна, где суп едят в начале трапезы, в Сычуани его подают в конце застолья, чтобы освежить вкус после острых блюд.
Хотя хого («горячий горшок») формально относится к супам, в сычуаньской кухне он представляет собой отдельную категорию жидких блюд. Хого является самым популярным блюдом для встречи в кругу семьи или друзей. В Чунцине и многих городах Сычуани имеются даже целые «улицы хого» с десятками специализированных ресторанов. В отличие от сычуаньских супов, хого готовят из жирного и ароматного бульона с большим количеством специй. В недорогих заведениях в кипящий бульон обычно кладут субпродукты, бамбуковые побеги, грибы, латук и лапшу из батата, в дорогих ресторанах — мясо, рыбу и морепродукты.

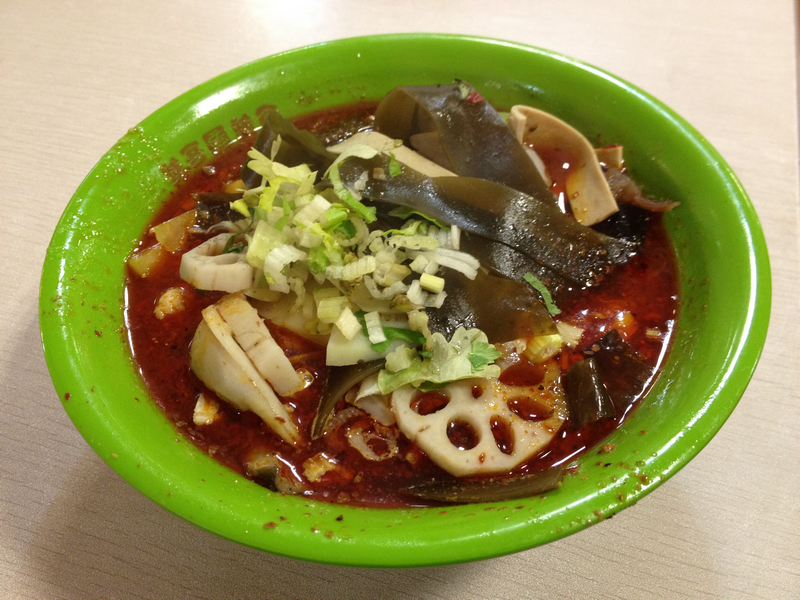
Маоцай

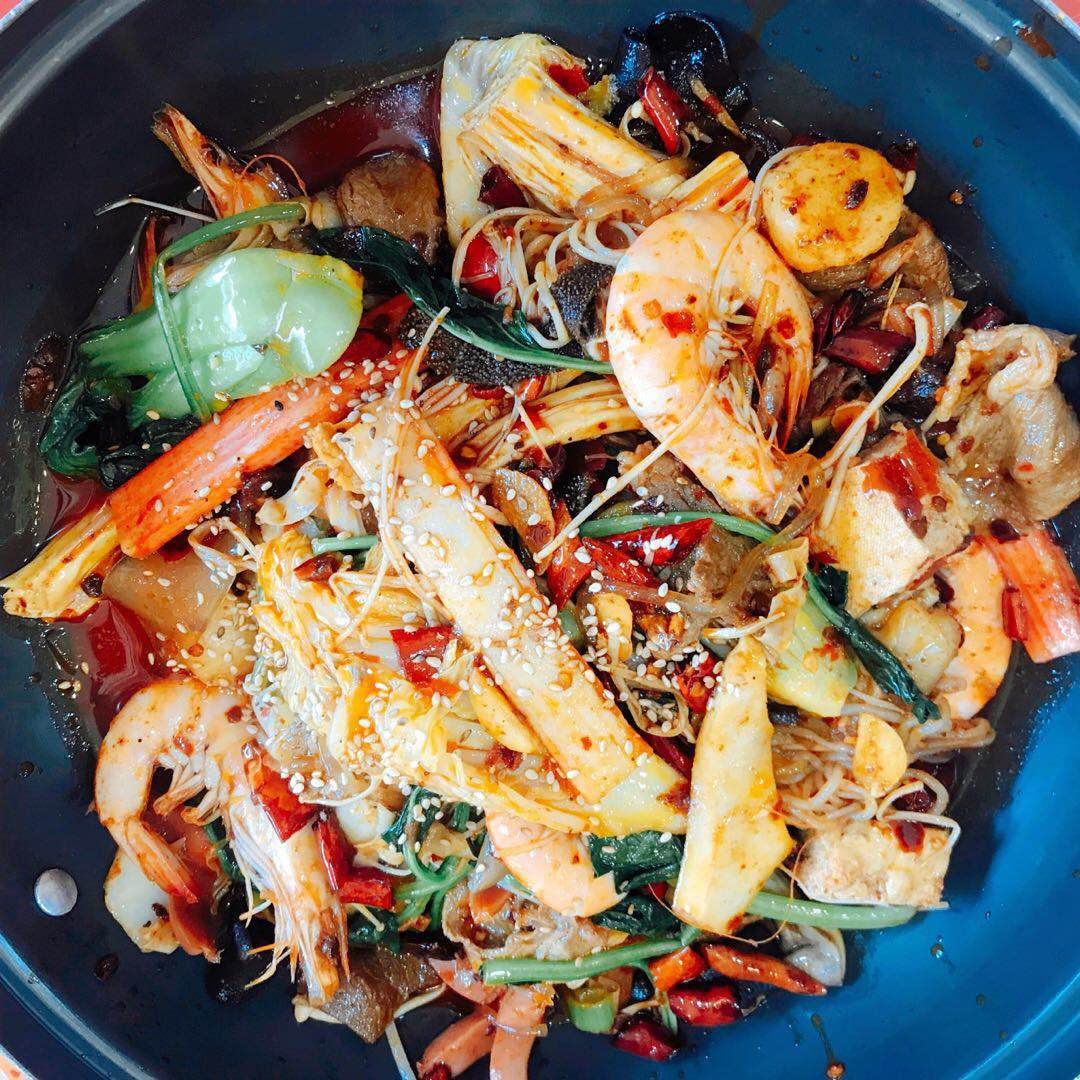
Мала сянго

Среди горячих супов наиболее популярным является чунцин хого или «чунцинский горячий горшок», также известный как «пряный горячий горшок». Обычно это блюдо подают в ресторанах, и чунцин хого считается супом для банкетов. Кроме того, его часто употребляют от похмелья. Гости по очереди окунают сырые кусочки в кипящий бульон со специями, затем — в кунжутное масло с кориандром и имбирём, после чего едят. Основой прозрачного бульона служит говядина или свинина, основой острого красного бульона — масло чили и говяжий жир, в который добавляют сычуаньский перец, лавровый лист, гвоздику, корицу, кардамон, фенхель, анис и глутамат натрия. Среди ингредиентов для готовки — говядина, баранина, свинина, курятина, китайские колбаски со свиной кровью, рыба, креветки, жареный тофу, овощи, бобы и корень лотоса. Для более дешёвой уличной еды в хого готовят говяжьи, свиные или утиные потроха (печень, почки, желудок, сердце и мозги).
Другим популярным горячим супом является малатан, который обычно подают среди уличной еды. Название блюда буквально переводится как «пряный горячий суп с онемением», также это блюдо известно как «пряный горячий горшок». Базовой приправой этого супа является соус мала — смесь сычуаньского перца и сушёного перца чили. Сперва в хого разогревают масло, в котором обжаривают перец чили, зелёный лук, имбирь, чеснок и бобовую пасту. Затем в горшок добавляют воду и варят в ней лапшу, к которой во время кипения на сильном огне добавляют по вкусу куски говядины, свиные и говяжьи потроха, куриные и рыбные шарики, рыбный доуфу, водоросли, лук-шалот, капусту, латук, шпинат, корень лотоса, картофель, батат, ямс, опята, шиитаке, перепелиные яйца и соль. Согласно одной из версий, малатан изобрели лодочники с Янцзы, которые часто болели из-за сырости и туманов, а горячий суп помогал им утолить голод и согреться. Позже малатан стали готовить уличные торговцы по всему Китаю и «пряный горячий горшок» стал популярным блюдом среди простолюдинов.
Обычно малатан готовят прямо на улице либо в уличном ларьке. Покупатели подходят к кастрюле с пряным бульоном и выбирают собственные ингредиенты. Часто ингредиенты нанизаны на деревянные шпажки и клиент может приобрести несколько разных шпажек (например, с мясом, овощами или доуфу). В уличном варианте малатан можно съесть на месте, окуная ингредиенты в бульон, а можно налить в тару и забрать с собой. В специализированных ресторанах, где готовят малатан, покупатели самостоятельно набирают ингредиенты со стелажей в миску, а затем их быстро варят для них в готовом бульоне. Перед подачей суп приправляют чесноком, перцем чили, сычуаньским перцем, чёрным перцем, кунжутной пастой и молотым арахисом.
Суп суаньлатан («горячий и кислый суп») популярен не только в сычуаньской, но также в хунаньской и пекинской кухнях. Это блюдо зародилось среди бедняков, желавших согреться в зимнюю пору. Среди главных ингредиентов — кусочки курятины и маринованной свинины, сушёные грибы, мягкий доуфу, зелёный лук, кориандр, измельчённые морковь, имбирь и побеги бамбука, бутоны лилейника, чёрный чжэньцзянский уксус, соевый соус, кунжутное масло, молотый белый перец, соль и сахар. Иногда в бульон добавляют свиную кровь. «Горячий и кислый суп» с лапшой, горчицей и обжаренными кусочками свинины известен как суаньлажоусы танмянь (酸辣肉絲湯麵). Горячий вкус супу обеспечивает белый перец, а кислый вкус — чёрный уксус.
Одним из главных сычуаньских уличных блюд, которые ведут родословную из Чэнду, является острый суп маоцай (глагол мао означает на местном диалекте бланширование в дуршлаге). Сперва ингредиенты обдают кипятком, а затем добавляют в маоцай. Основными ингредиентами для супа являются рисовая лапша, стеклянная лапша из крахмала батата, широкая лапша куаньфэнь из картофельной муки, доуфу или соевая пенка («кожа доуфу»), проросшие бобы, картофель, бок-чой, китайская капуста, цветная капуста, огурец, восковая тыква, спаржа, корни лотоса, молодые побеги бамбука, иудины уши, опята, вёшенка, морские водоросли, мясо или субпродукты (свинина, говядина) и рыба. Вкус конкретного супа зависит от выбранной приправы — соуса мала или доучи. В отличие от «горячего горшка», ингредиенты маоцай уже готовы во время подачи, а не варятся за столом.
Кроме обычных супов в сычуаньской кухне существуют так называемые «сухие хого». Они похожи на классические хого по ингредиентам и приправам, но вместо варки в бульоне готовятся в воке методом стир-фрай. Самым популярным «сухим горячим горшком» является мала сянго, который отличается острым и солоноватым вкусом. Среди ингредиентов этого блюда — овощи, соевые бобы, мясо, морепродукты, перец чили и сычуаньский перец. В ресторанах клиенты могут сами выбрать ингредиенты, после чего повар приготовим им блюдо. Мала сянго популярно не только в материковом Китае, но и во многих странах Юго-Восточной Азии.

### Блюда из лапши

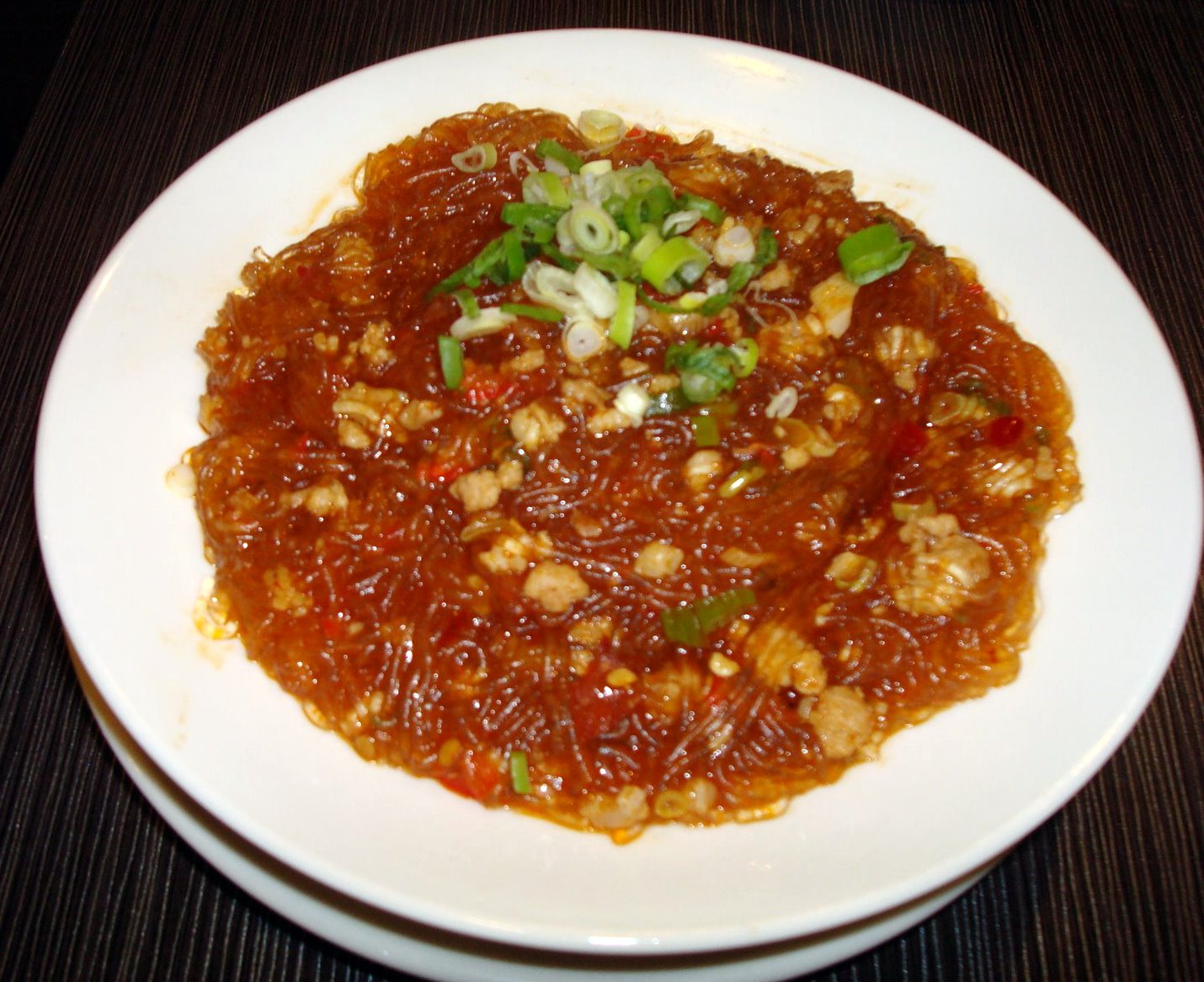
Маишаншу

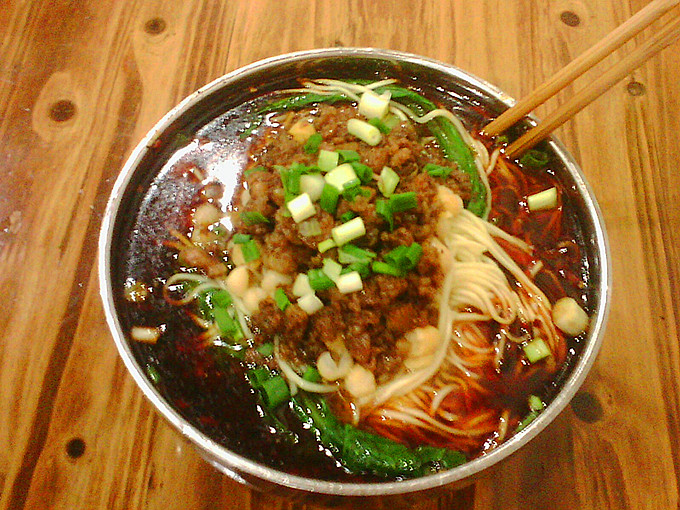
Чунцинская лапша

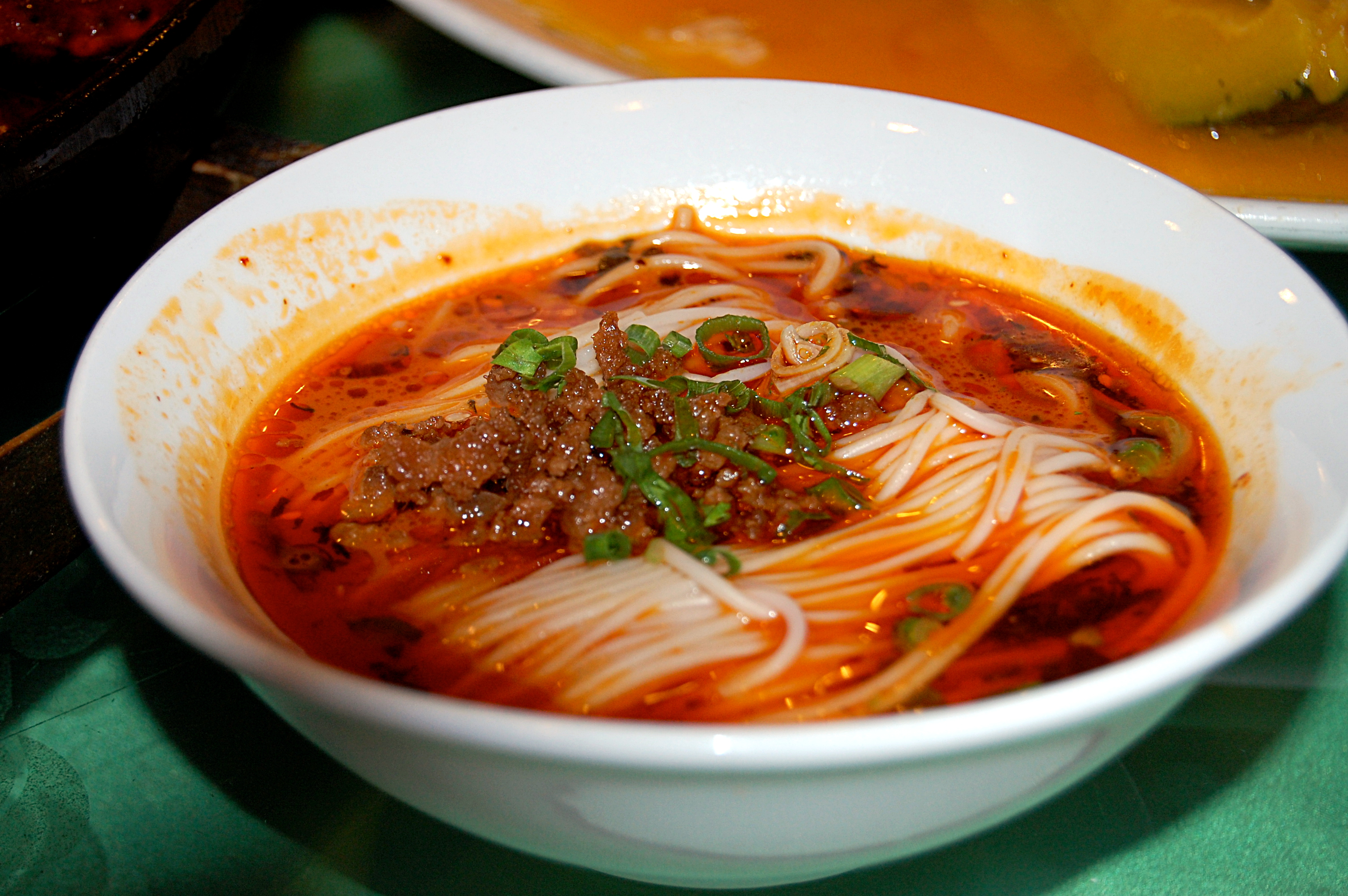
Лапша дань-дань

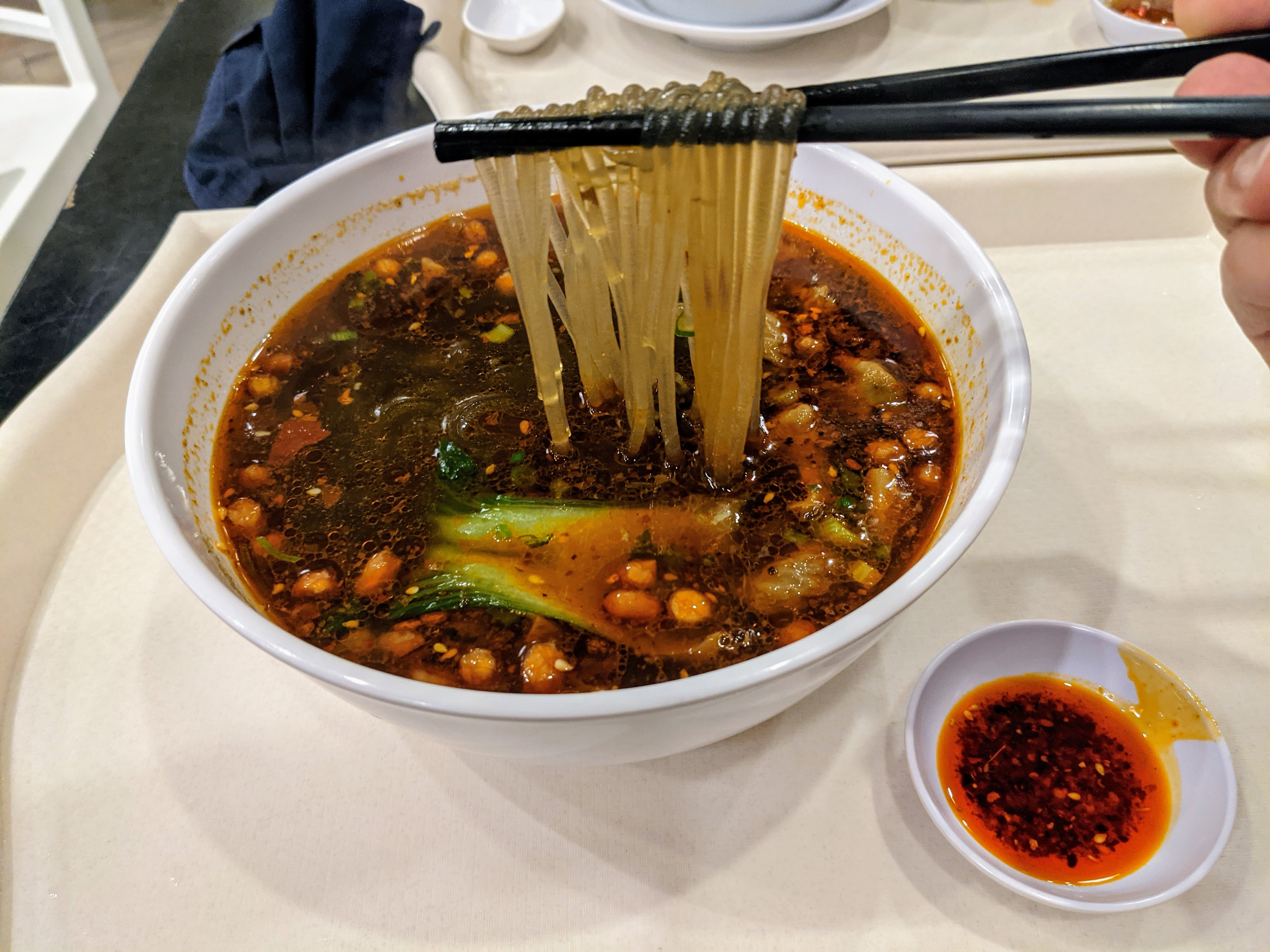
Лапша суаньлафэнь со свиными потрохами, арахисом и бок-чой

Маленькие закусочные, где продают лапшу, расположены в Сычуани на каждом шагу. Её едят как утром перед работой, так и в обед и вечером (в Сычуани лапша считается перекусом, а не основным приёмом пищи); иногда миниатюрные мисочки с лапшой подают в конце банкета. Лапшу производят из пшеничной, рисовой или гречневой муки с добавлением яйца, а также из крахмала, который изготавливают из бобов, кукурузы, картофеля или батата. Обычно отварную лапшу едят или с бульоном (танмянь), или сухую (ганьбань) с острым соусом на основе растительного масла со специями. Кроме того, к лапше подают тушеные свиные ноги, фарш или мелко нарезанную свинину, маринованные овощи и грибы, а также пиалу воды, в которой варилась лапша.
Самыми популярными являются пряная лапша даньдань и мелкая «чунцинская лапша», также в провинции готовят нутовую «лапшу из Ибиня», гречневую «лапшу из Чунчжоу», лапшу с «морским вкусом», лапшу на «сладкой воде», очень тонкую лапшу «золотые нити» (с яичным желтком) и «серебряные нити» (с яичным белком). Летом большим спросом пользуется холодная лапша с различными острыми приправами. Большинство уличных закусочных покупают сырую лапшу в больших мотках у специализированных производителей, но некоторые заведения готовят лапшу сами, нарезая при посетителях большие листы теста.
Классикой сычуаньской кухни является блюдо маишаншу («муравьи взбираются на дерево»). Основными ингредиентами этого блюда выступают фарш из маринованной свинины и рисовая лапша фэньсы, обжаренные в кипящем масле. Также к маишаншу по вкусу добавляют рисовый уксус, соевый соус, бульон, кунжутное масло, зелёный лук, чеснок, имбирь и перец чили.
Характерным блюдом сычуаньской кухни является чунцин сяомянь или острая «чунцинская лапша». Это одно из самых популярных блюд для быстрого и плотного завтрака. Оно недорогое, поэтому широко распространено среди уличной еды и обычных закусочных. Чунцин сяомянь готовят из пшеничной муки. Обычно в готовую лапшу добавляют измельчённую свинину, обжаренные соевые бобы или арахис, зелёный лук и сахар; блюдо подаётся с овощами и соусом (соевый соус, кунжутное масло, рисовый уксус, соус из перца чили и сычуаньского перца). Можно заказать лапшу с куриным или свиным бульоном и маслом чили. Острый перец и уксус помогают сычуаньцам легче переносить летнюю жару. Чунцинская лапша получила широкое распространение в ресторанах сычуаньской кухни не только в Китае, но и в Северной Америке, Западной Европе и Австралии.
В отличие от «чунцинской лапши», лапша из Чэнду даньданьмянь не такая острая. Название блюда буквально переводится как «Коромысловая лапша» или «лапша, которую разносят на палке», потому что раньше уличные торговцы носили на бамбуковом коромысле (даньдань) две корзины с лапшой и соусом. Традиционно даньданьмянь подаётся на стол с соусом из масла чили или соусом мала, маринованными овощами, чёрным уксусом, свининой (или свиным фаршем), сверху посыпается порезанным зелёным луком и арахисом. Кроме того, за пределами Сычуани даньданьмянь заливают бульоном и подают в виде супа. В американских ресторанах острые соусы заменяют на соевый соус, кунжутную пасту или арахисовое масло.
Лапша суаньламянь или суаньлафэнь («горячая и кислая лапша») также очень популярна в Чэнду. Её готовят из крахмала, полученного из гороха, картофеля, батата или риса. Уникальный вкус отваренной лапше обеспечивают рисовый уксус и масло чили, к которым по вкусу добавляют соевый соус, кориандр, измельчённые зелёный лук и чеснок, соль и сахар. Сверху лапшу посыпают поджаренным арахисом или хрустящими соевыми бобами. Суп с лапшой суаньламянь считается классикой уличной еды Сычуани, а также центрального и южного Китая, обычно он подаётся на завтрак со свиными потрохами, зеленью, горчицей и маслом чили. Наиболее популярными летними блюдами являются лянфэнь (лапша из рисового крахмала) и лянмянь (пшеничная лапша).
К классическим блюдам также относятся пряная лапша с «шёлковым» доуфу (доухуа мянь), суповая лапша с измельченной свининой и маринованной зеленью (суаньцай жоусымянь), пряная холодная лапша с курятиной (цзисы лянмянь) и холодная гречневая лапша (лянцяомянь). Лапша продолжает оставаться одним из самых популярных блюд домашней кухни. Практически в каждом сычуаньском доме хранится сушеная лапша ручного изготовления, однако в последние годы её сильно потеснила фабричная лапша быстрого приготовления.

### Мясные блюда

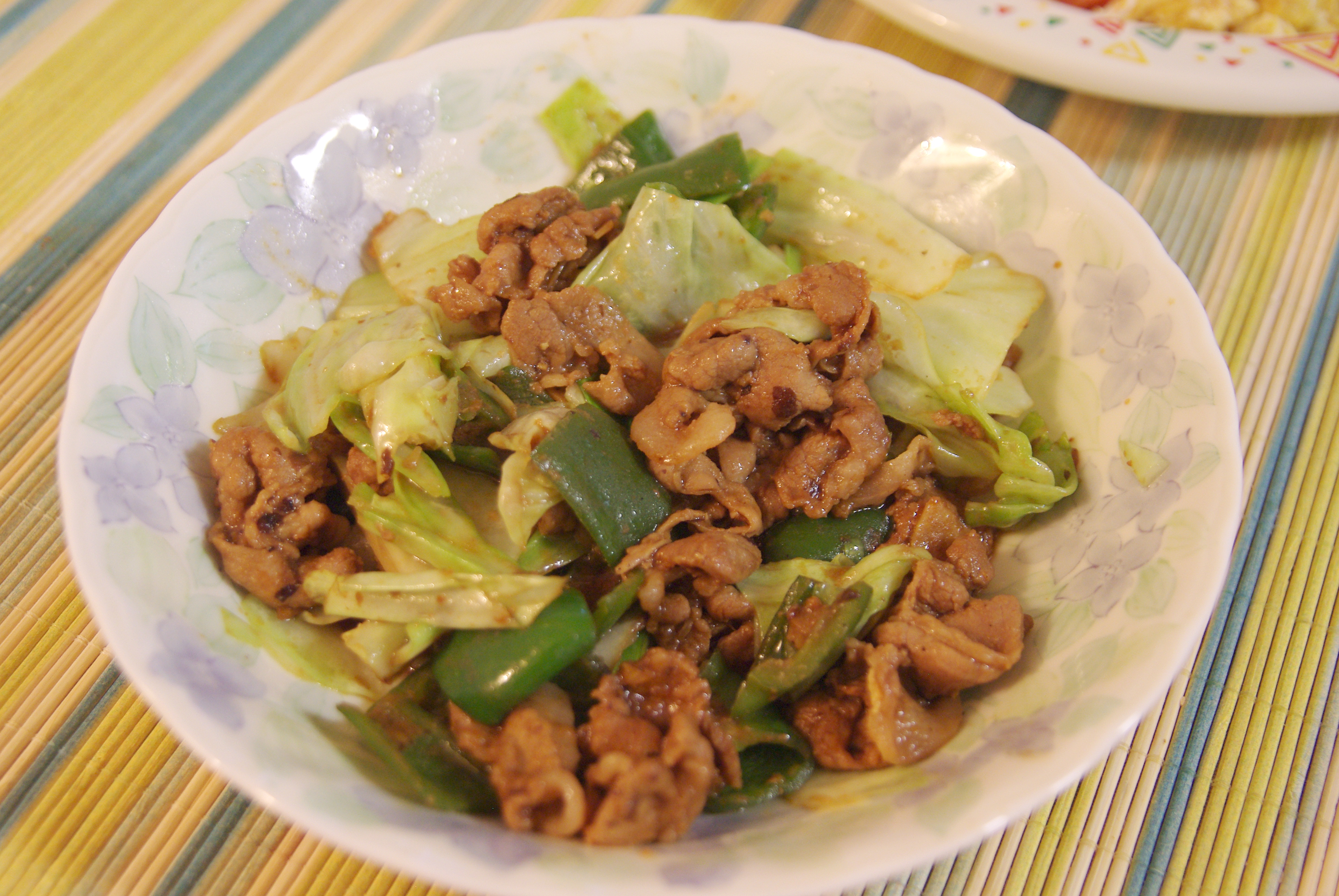
Хуэйгожоу

Китайцы употребляют в пищу практически все виды мяса, но из-за истребления многих видов диких животных практически исчезли из банкетных меню медвежатина и оленина, мясо обезьян, барсуков, куропаток и фазанов. Основными видами мяса в Сычуани являются свинина и говядина, также здесь употребляют козлятину, ягнятину и крольчатину. Причём в Сычуани используют все компоненты туши, включая сердце, аорту, печень, почки, желудок, кишки, лёгкие, уши, сухожилия и даже кровь.
Свинина присутствует в большинстве блюд сычуаньской кухни, она считается повседневной «золотой серединой» — мясом и для богатых, и для бедных. Если сычуаньцы говорят «мясо» (жоу) без уточнения, то это обязательно свинина. Большинство мясных ларьков в провинции не продают ничего, кроме свинины (включая потроха, головы и сало). Очень популярны тушённые свиные рёбра с коньяком (моюйшао пайгу) или вонтоны со свининой в масле чили (хунъю чаошоу), также известные как «вонтоны в красном масле». Приготовленные на пару суаньла чаошоу являются самыми популярными сычуаньскими пельменями с мясной начинкой. Название блюда состоит из двух частей: суаньла («горячий и кислый») и чаошоу («сложенные руки» — так называют крупные вонтоны на сычуаньском диалекте из-за формы загнутых углов теста). Когда посетитель заходит в сычуаньский ресторан и молча скрещивает руки, это значит, что он заказывает именно чаошоу. В Китае суаньла чаошоу подают с острым соусом на основе масла чили, чёрным уксусом и кунжутной пастой, за рубежом — с соевым или имбирным соусом.

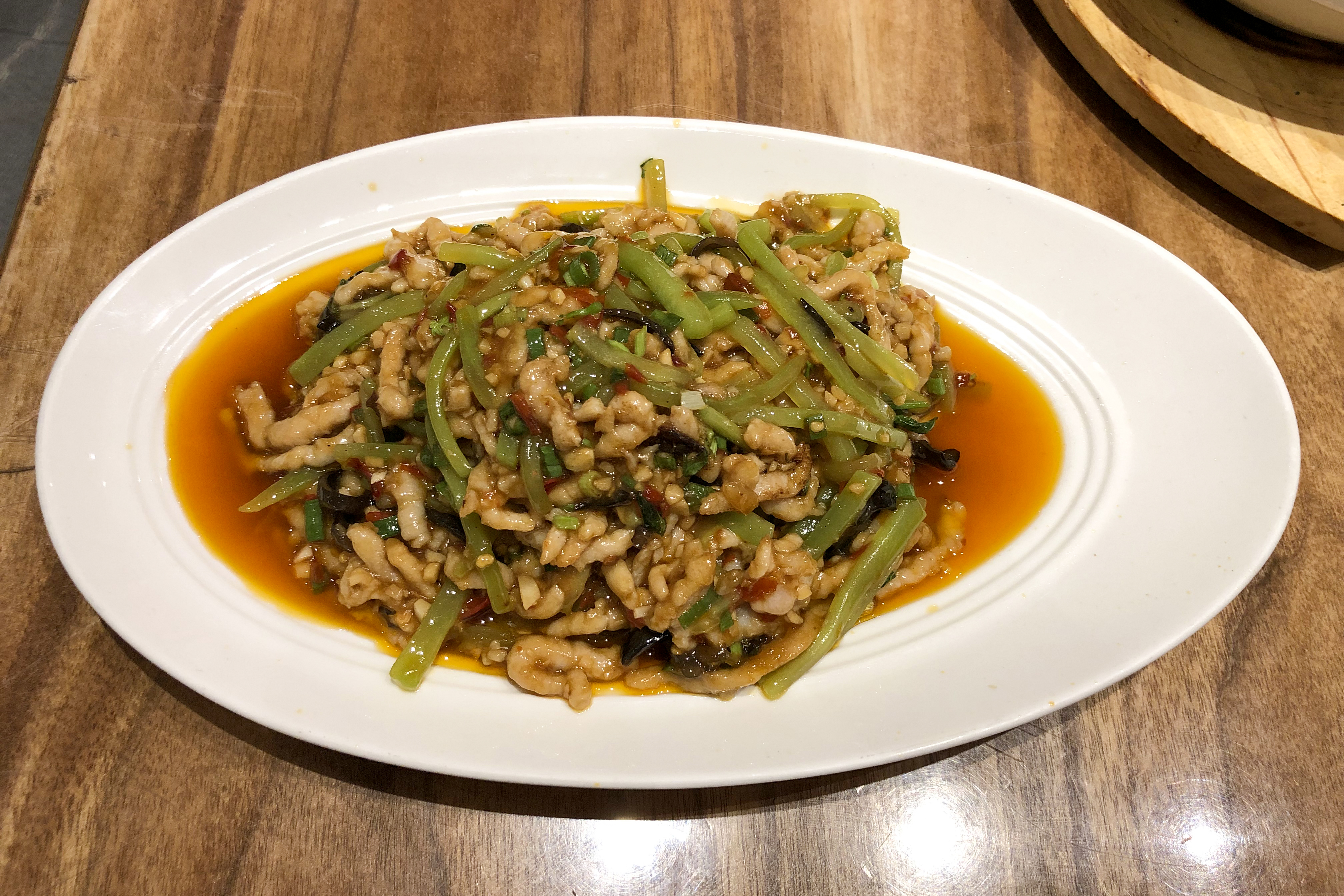
Юйсян жоусы

Свинина юйсян жоусы также известна как «кусочки свинины со вкусом рыбы» и «измельчённая свинина с чесночным соусом». Она названа так из-за популярного соуса юйсян («рыбный аромат»), который используют для мариновки мяса. Несмотря на рыбный вкус, в самом соусе нет рыбы, лишь маринованный перец чили, имбирь, чеснок, зелёный лук, соевый соус, белый перец, сахар и соль (некоторые повара для характерного вкуса кладут рыбу в сосуды для маринования перца чили). Маринованные кусочки свинины обжаривают в кипящем масле, в которое добавляют пасту доубаньцзян, соус юйсян, порезанные чеснок, имбирь и лук. В зависимости от региона Сычуани, свинину подают с морковью, стеблем салата, луком или грибами.
Свинина хуэйгожоу («дважды приготовленная свинина») является одной из визитных карточек сычуаньской кухни. Сначала жирная пашина долго томится на медленном огне со специями (имбирь, гвоздика, анис, зизифус и соль), хотя некоторые повара предпочитают свинину бланшировать. Затем мясо охлаждается, нарезается тонкими ломтиками и обжаривается в раскалённом масле с добавлением овощей (пекинской капусты, сладкого перца, зелёного лука, листьев чеснока) и приправ (острой пасты из перца чили, сладкой бобовой пасты, солоноватой пасты из ферментированных чёрных бобов доучи, соевого соуса). Гарниром к блюду обычно выступает варёный рис, соус к готовой свинине включает в себя рисовое вино, хойсин, имбирь и сахар.

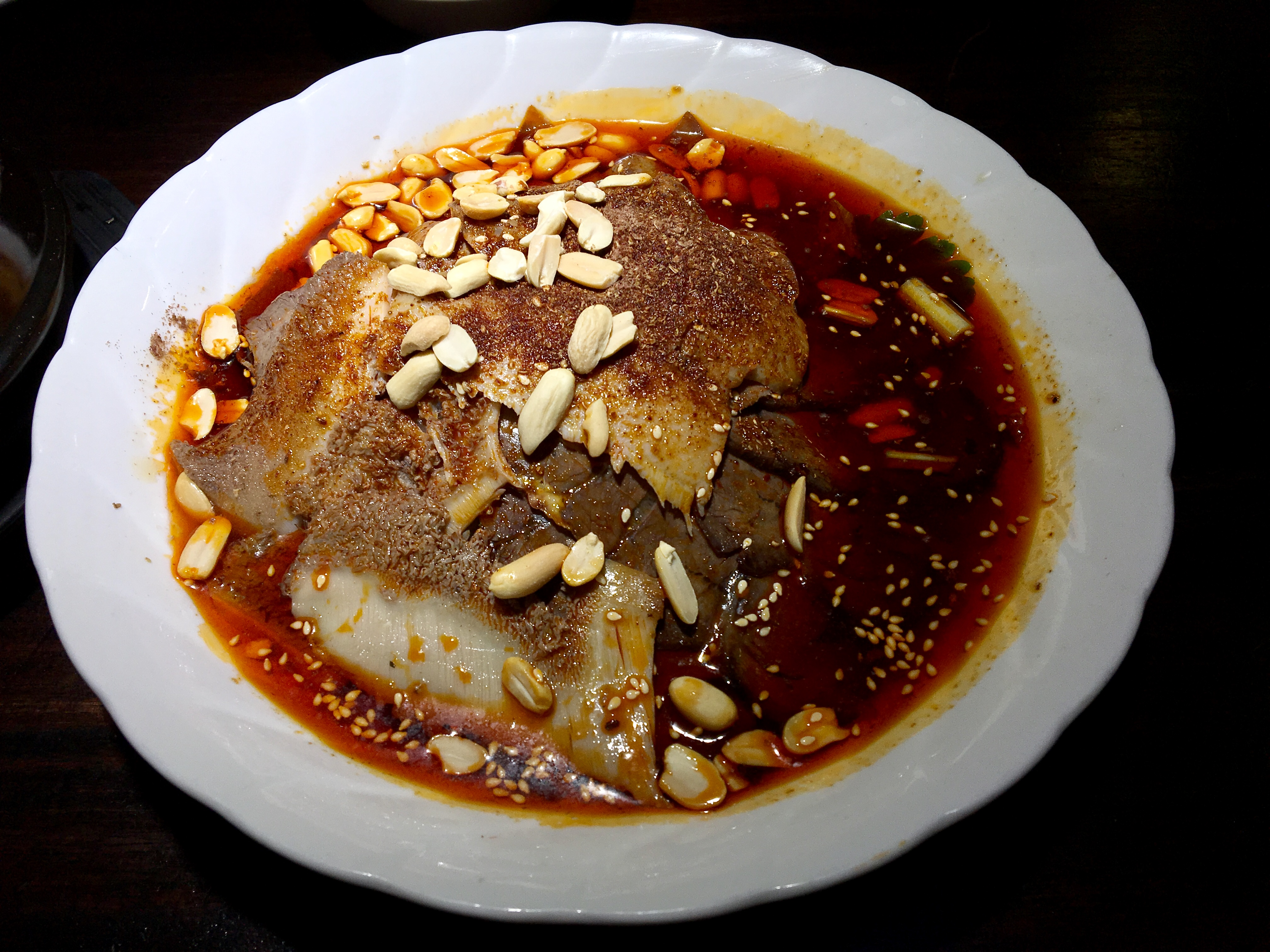
Фуци фэйпянь

Среди холодных блюд особо выделяется фуци фэйпянь («кусочки лёгких мужа и жены») — тонко нарезанные варёные кусочки говядины и говяжьих субпродуктов (сердце, язык, требуха, лёгкие), приправленные маслом чили, соевым соусом, сычуаньским перцем, зелёным луком, арахисом и семенами кунжута. Блюдо возникло в эпоху династии Цин, когда мусульманские торговцы из числа хуэй продавали на улицах Чэнду говяжьи обрезки. Из-за низкой цены такая еда стала популярной среди городских рикш, грузчиков и бедных студентов. В 1930-х годах в Чэнду прославилась одна супружеская пара, которая добавляла к мясу необычные ингредиенты. Их бизнес процветал, и с тех пор за блюдом закрепилось нынешнее название.
Сычуань является крупнейшим в стране потребителем крольчатины, значительная часть этого мяса ввозится из соседних провинций и Европы. Здесь готовят тушеных и запечёных кроликов, а также жареные кусочки крольчатины в остром соусе. Кроме того, сычуаньская кухня известна приготовлением острых кроличьих голов, которые китайцы любят обсасывать (с местного диалекта процесс поедания голов — ken tu tou — переводится как «целоваться»). Наибольшим деликатесом считаются щёки, язык, мозг и глаза.
Среди других мясных блюд сычуаньской кухни наиболее известны кусочки свинины с жёлтым луком (цзюхуан жоусы), паровая свинина с рисом и горохом (фэньчжэн жоу), паровая пашина с маринованными овощами (хань шаобай), кусочки свинины с маринованными клубнями горчицы (чжацай жоусы), свинина в соусе личи с хрустящим рисом (гоба жоупянь), обжаренные кусочки свинины со сладким мучным соусом (цзинцзян жоусы), красная тушеная свинина (хуншао жоу), сладко-кислая свинина (танцу лицзи), тушеный мясной рулет (тоувань), сычуаньский обжаренный бекон (хуэйго лажоу), солёная обжаренная свинина (шэнбао яньцзянь жоу), обжаренный свиной ливер (байю ганьпянь) и тушеная свинина с морковью (хулобо шаожоу).

### Блюда из птицы
Уже в III веке до н. э. предки сычуаньцев разводили в регионе местные породы кур. Курица (туцзи) расположена в центре сычуаньской гастрономии: не только нежное куриное мясо используется в многочисленных блюдах, но и натуральный сок, полученный при долгом тушении, обогащает многочисленные вкусы. Куриный суп считается очень полезным и питательным. Курица или куриный бульон нередко дополняют говядину или свинину в супах и хого (например, в супе из бычьих хвостов). Молодые петухи наиболее подходят для блюд, приготовленных методом стир-фрай. В меню сычуаньских ресторанов курятину нередко называют «мясом Феникса».

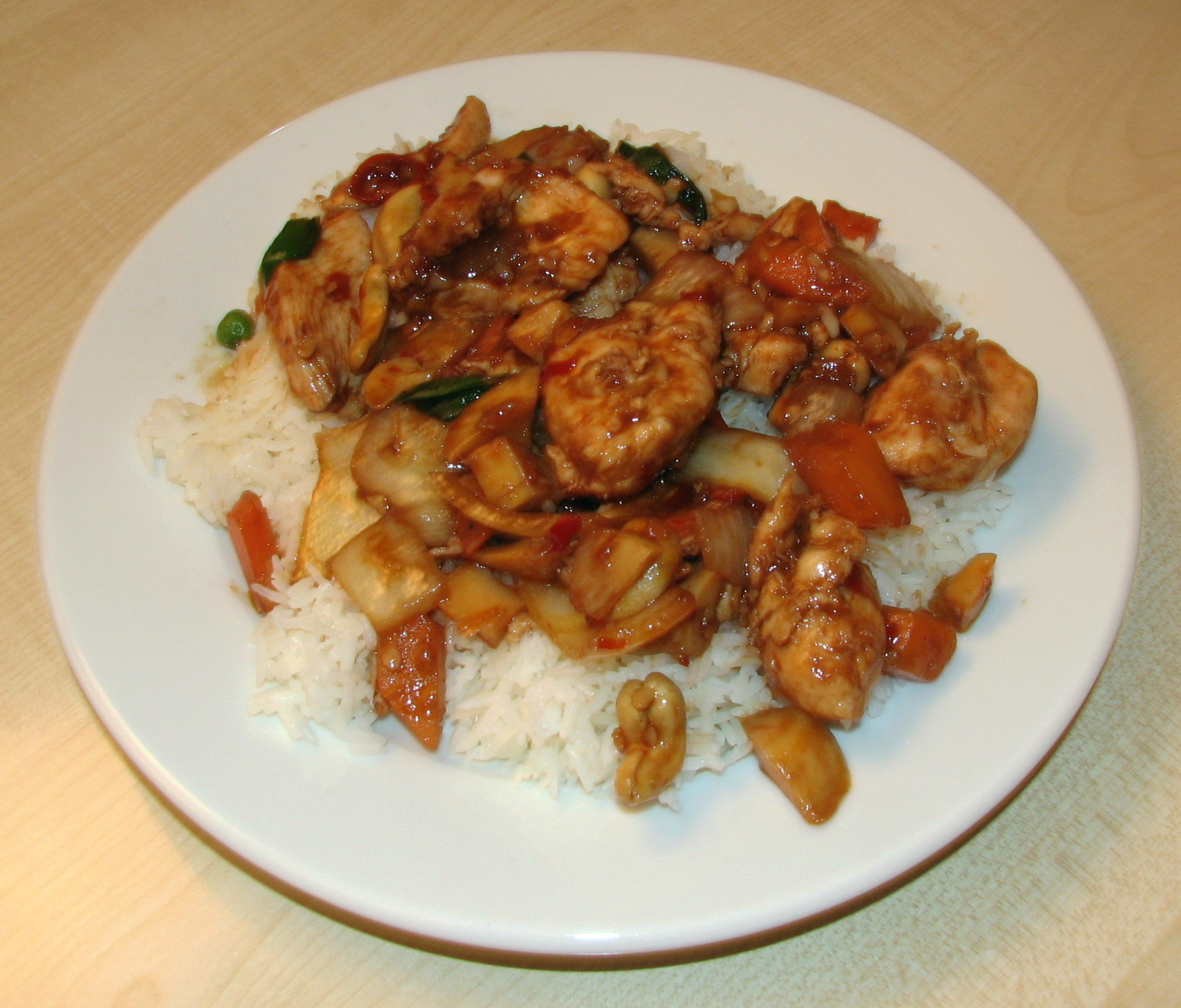
Гунбао с рисом

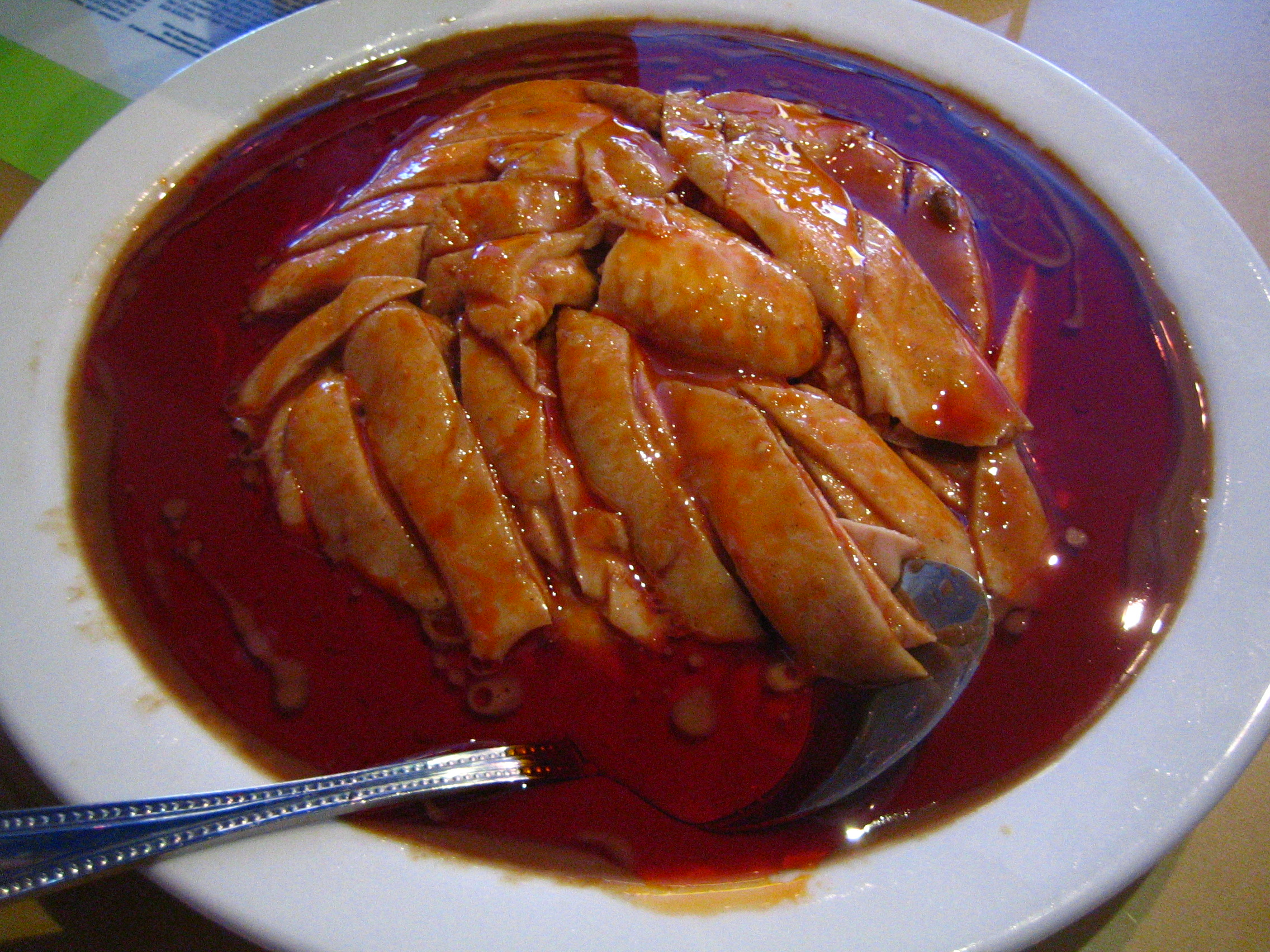
Курица бан-бан в соусе

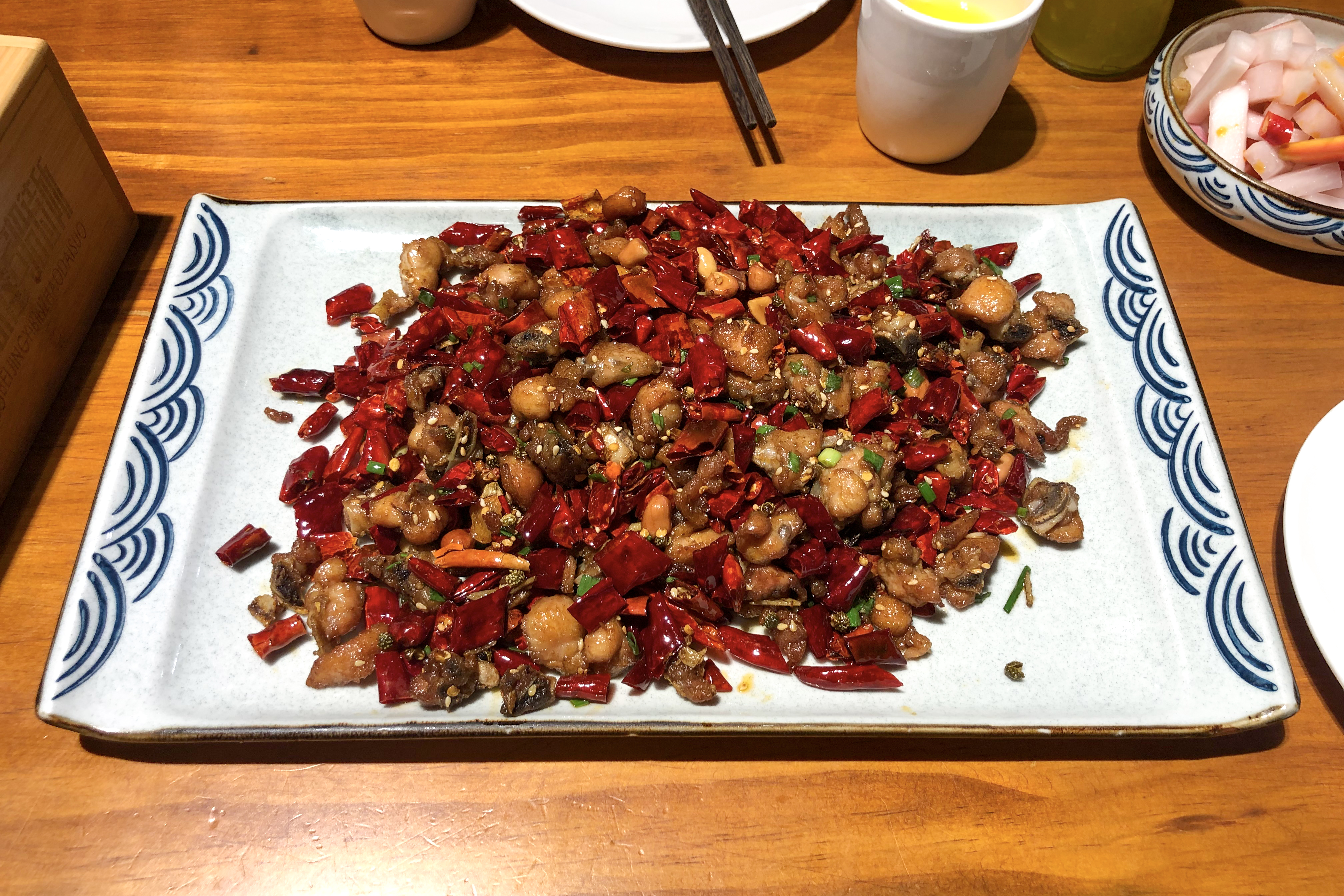
Курица лацзыцзи

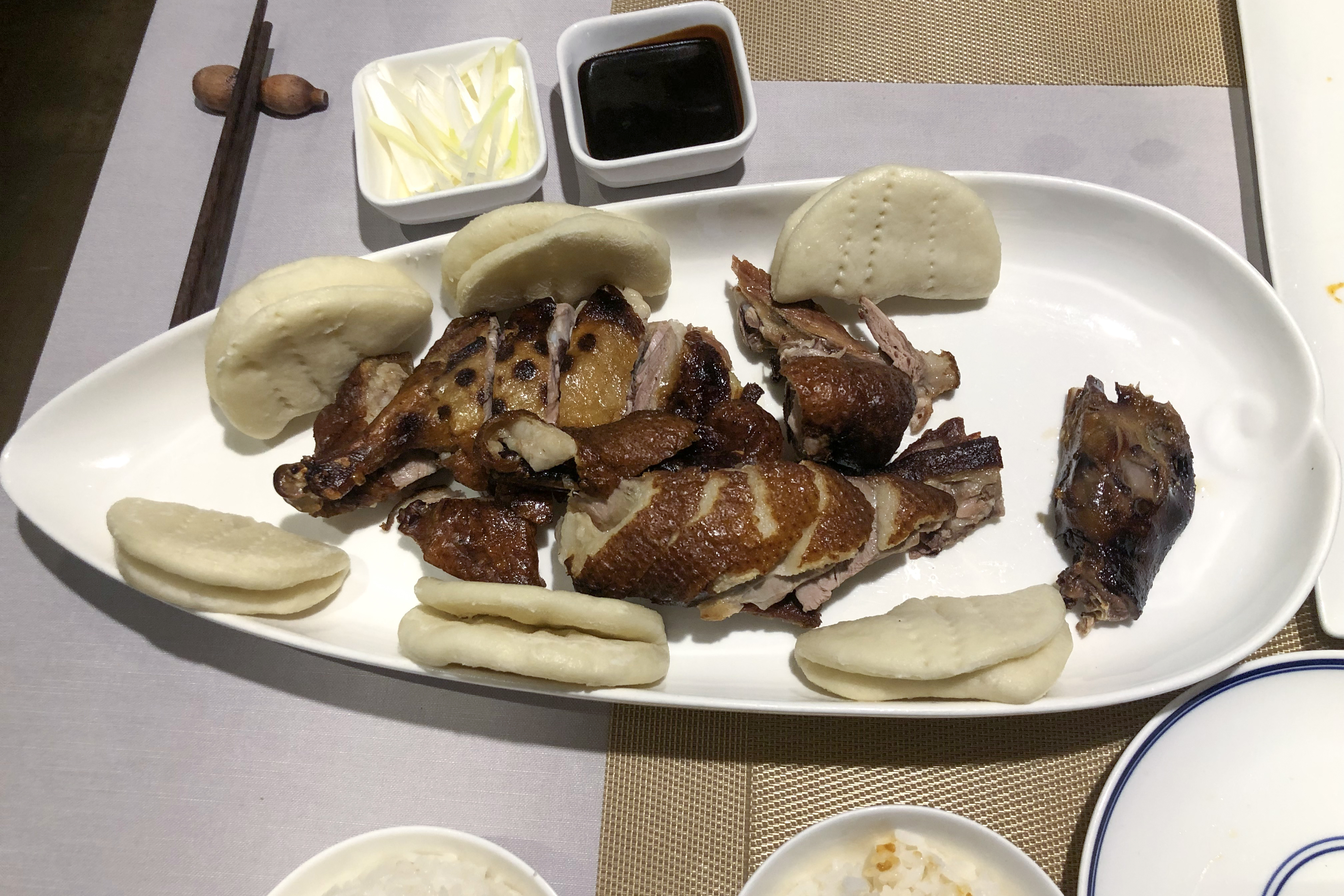
Утка чжанча

Одним из самых известных блюд сычуаньской кухни является пряная курица гунбао или кунпао. Согласно распространённой версии, блюдо было названо в честь цинского чиновника и губернатора Сычуани Дин Баочжэня (1820—1886), который носил титул гунбао («дворцовый хранитель»). Во время Культурной революции маоисты переименовали «политически некорректное» блюдо в «пряную курицу» (糊辣鸡丁), однако с наступлением эпохи реформ Дэн Сяопина ему вернули историческое название.
Перед приготовлением филе курицы маринуют в смеси из рисового вина, чёрного уксуса, соевого соуса, кукурузного крахмала, соли и сахара. Затем кусочки курицы обжаривают в кипящем арахисовом масле, добавляя в блюдо арахис, лук-батун, чеснок, имбирь, сычуаньский перец и перец чили. Обычно гунбао подают с рисом и тушёными овощами. Хотя гунбао является классическим блюдом сычуаньской кухни, оно получило широкое распространение по всему материковому Китаю, а также в Гонконге, Юго-Восточной Азии, Северной Америке и Западной Европе (за рубежом гунбао готовят в менее остром варианте, чем в Сычуани).
Среди блюд из птицы также очень популярна банбанцзи («курица бан-бан» или «курица бон-бон»). Своё название она получила от звука, с которым грудинку разделывают на кусочки с помощью ножа, палки или деревянного молотка. Блюдо зародилось в районе Лэшаня, который издавна славился своими цыплятами. В начале XX века местные уличные торговцы уже продавали маленькие кусочки готового куриного мяса в пряном соусе в качестве закуски. Во время маринования и варки к мясу добавляют кунжутную пасту, кунжутное масло, масло чили, рисовый уксус, рисовое вино, соевый соус, имбирь, красный и зелёный лук, чеснок, сычуаньский перец, арахис, соль и сахар. Мягкие ломтики куриного филе подаются в остром соусе, курином бульоне или просто с рисом, овощами и специями. Блюдо популярно как среди уличной еды, так и в ресторанах.
Курица лацзыцзи («пряная курица», «курица с перцем чили» или «петардовая курица») считается фирменным блюдом чунцинского района Шапинба и готовится методом стир-фрай. Предварительно кусочки куриного филе или куриные крылышки маринуются в рисовом вине с измельчёнными имбирём и луком. Затем курица обжаривается в рапсовом или арахисовом масле с добавлением пасты доубаньцзян, чеснока, имбиря, сычуаньского перца, перца чили, кунжутного масла, сахара и соли. Перед подачей лацзыцзи посыпают обжаренными семенами кунжута и порезанным зелёным луком. Хрустящие кусочки курицы принято брать палочками, отделяя от перца, и обмакивать мясо в соус. К лацзыцзи подают рис и бульон, чтоб сбалансировать остроту блюда.
Холодная курица с луковым соусом цзяома цзипянь является широко распространённым летним блюдом. Обычно мелкие кусочки курицы поливают прохладным соусом из мелко нарезанного зелёного лука, сычуаньского перца, соевого соуса и кунжутного масла. Другими популярными холодными блюдами из птицы являются «холодно одетая курица» (лянбаньцзи), холодная курица с рыбным ароматом (юйсян цзисы) и холодная курица с ферментированным ароматным рисовым вином (сянцзао цзитяо).
Утка чжанча также известна как «чайно-копченая утка» или «камфорно-чайная утка». Перед приготовлением утиную тушку натирают специями снаружи и внутри, а затем маринуют в соусе (основные ингредиенты — сычуаньский перец, чёрный перец, соль, имбирь, чеснок, хуанцзю, байцзю или чоуцзю). После мариновки утку бланшируют в кипятке и просушивают. Маринованную утку сперва готовят методом горячего копчения, положив на листья чёрного чая или камфоры, а затем обжаривают в растительном масле до хрустящей корочки. Из-за сложности приготовления утка чжанча считается праздничным банкетным блюдом и редко готовится в домашних условиях. Уличный вариант утки чжанча подают мелкими кусочками в булке гуабао.
Также к классике сычуаньской кухни относятся обжаренная курица по-цзыгунски (цзыгун сяоцзянь цзи), «курица Тайбай» (тайбайцзи), сухо обжаренная курица (ганьбяньцзи), тушеная курица с каштанами (баньли шаоцзи), курица в нежном уксусном соусе (цулюцзи), обжаренная курица с маринованными овощами (цзими яцай), тушеная курица с молодым таро (юйэр шаоцзи), жареная курица с рыбным ароматом (юйсян бакуайцзи), курица «тофу» (цзидоухуа) и ароматно-хрустящая утка (сянсу цюанья).

### Блюда из крови

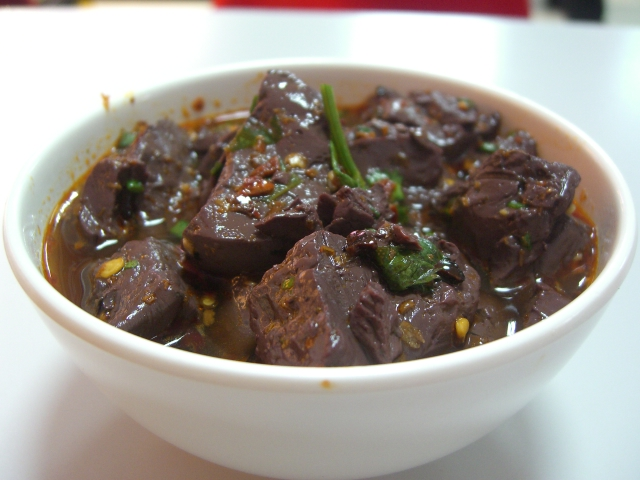
Сюэ доуфу в пряном соусе

Отдельной категорией блюд являются продукты из крови, к которым относятся кровяная колбаса, кровяной суп и «кровяной рисовый пудинг». Обычно в Сычуани используют кровь свиньи или утки, реже — курицы или коровы. Её коагулируют, проваривают в воде и доводят до желеобразного состояния, а затем добавляют в супы, хого и закуски. Популярным блюдом является сюэ доуфу («кровяное тофу»), которое подают с лапшой или рисовой кашей. Кроме того, сюэ доуфу на палочке погружают в кипящий острый суп малатан. Сюэ доуфу не имеет оболочки, мягкую и гладкую загустевшую кровь просто нарезают прямоугольными кусочками. «Кровяное тофу» является ключевым ингредиентом острого сычуаньского супа маосюэван, в который также добавляют говяжью требуху, куриные желудки, ветчину, угрей, бобовые ростки, перец чили, сычуаньский перец и кунжут.

### Блюда из рыбы и морепродуктов
Сычуань не имеет выхода к морю, поэтому в местной кухне традиционно используют преимущественно пресноводную рыбу из рек, озёр и искусственных прудов. Однако с развитием современной логистики и холодильного оборудования в провинции появился широкий выбор привозных морепродуктов, включая креветки, трепанги, кальмары, осьминоги, морские огурцы, устрицы и мидии. Обычно рыбные блюда содержат такие ингредиенты, как лук, чеснок, имбирь, маринованные овощи, перец чили, уксус, соевый соус и рисовое вино. Среди блюд из рыбы и морепродуктов в Сычуани популярны доубань сяньюй (рыба, тушеная в соусе из чили и бобов), суаньцайюй (рыбное рагу с маринованной горчицей), шуйчжуюй (отварная рыба в «бурлящем море чили»), сянла юйпянь (острые ломтики рыбы), ганьшао сяньюй (тушенная рыба со свининой в пряном соусе), танцу цуйпиюй (сладко-кислая хрустящая рыба), ганьшаося (сухо тушенные креветки), ганьшао минся (креветки, обжаренные в масле чили с пастой доубаньцзян) и гунбао сяцю (креветки «гунбао» с обжаренными орехами кешью). Кроме того, в провинции готовят лягушачьи лапки «гунбао».

### Овощные блюда
Рынки и магазины Сычуани круглый год предлагают большое разнообразие местных свежих овощей. Хотя самые известные сычуаньские блюда приготовлены из мяса, птицы или рыбы, многие местные жители по-прежнему предпочитают традиционную диету, в которой преобладают бобовые, зерновые и овощи. В китайской культуре такая диета связана с представлениями о здоровье и долголетии. Издревле китайские медики, философы и чиновники продвигали идею о пользе вегетарианского питания, отдавая предпочтение простому крестьянскому рациону. Даже сегодня употребление мяса и рыбы ассоциируется с обедом и развлечениями, а на ужин китайцы готовят дома овощи, тофу, лёгкий суп и рис. Несмотря на всё это, строгое вегетарианство в основном ограничивается буддийскими монастырями.

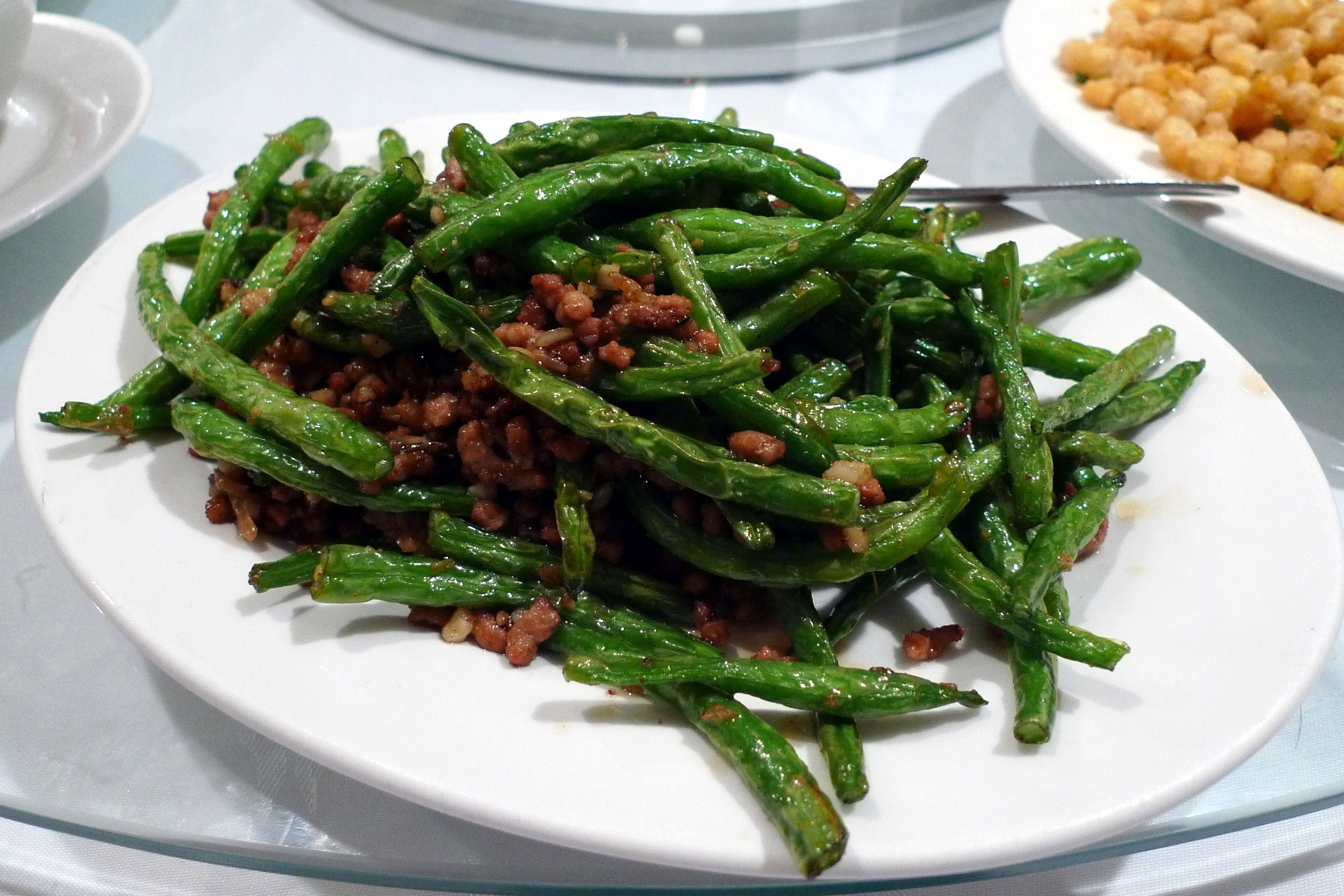
Острая зелёная фасоль

Обжаренная в масле зелёная стручковая фасоль ганьбянь сыцзидоу является одним из самых популярных овощных блюд провинции. Также она известна как «зелёная фасоль сухой обжарки», «пряная зелёная фасоль» и «зелёная фасоль в сычуаньском стиле». Она готовится методом стир-фрай или пассеровки в большом воке на раскалённом масле. В процессе жарки к фасоли добавляют квашеные стебли горчицы, мелкие кусочки свинины, соевый соус, чеснок, зелёный лук, имбирь, перец чили, сычуаньский перец, сахар и соль. Обжаренная фасоль может служить как самостоятельным блюдом, так и гарниром к мясу и лапше. Кроме фасоли, популярными овощными блюдами являются обжаренные цветная капуста и кочанная капуста.
Другим известным овощным блюдом является хупи цинцзяо («перец тигровая шкура») — обжаренный в масле с добавлением соли зелёный перец чили. Своё название он получил из-за слегка обугленной поверхности, которая похожа на тигриные узоры. Хупи цинцзяо обычно готовят в домашних условиях, блюдо получается острым, хрустящим снаружи и мягким внутри. Среди холодных овощных блюд популярны брокколи с кунжутным маслом (сянъю силаньхуа), зелёные соевые бобы в кунжутном соусе (яньшуй циндоу) и шпинат в кисло-горячей заправке (суаньла боцай).

### Блюда из риса

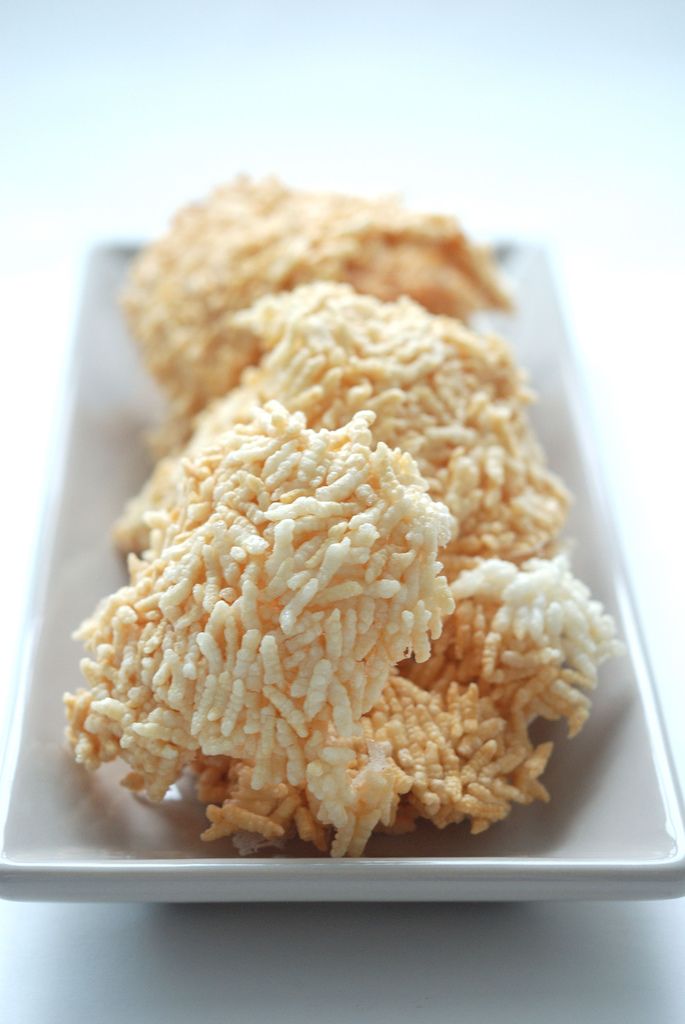
Гоба

Рисовые террасы доминируют среди сельского ландшафта Сычуани и рис лежит в основе почти каждого приёма пищи (по-китайски «принимать пищу» — чифань — означает «есть рис»). В южном Китае рис является основным продуктом питания, значительно преобладая над пшеницей и другими зерновыми культурами. Типичный завтрак представляет собой порцию рисовой каши (сифань). К основным блюдам подают белый рис, приготовленный на пару (бай мифань). В сельской местности рис традиционно готовят в большой деревянной пароварке (цзэнцзы), после чего из оставшейся воды готовят лёгкий овощной суп.
Среди блюд из риса очень популярна гоба или мигоба («выжженный» или «хрустящий рис») — пассерованный рис, у которого в процессе приготовления на дне кастрюли или вока образовывается тонкая корочка. Гоба используют в качестве самостоятельной закуски или добавляют в различные блюда — густой соус, мясное и овощное рагу, мясной бульон. В Сычуани популярны кусочки гоба с маринованными овощами и маслом чили, а также кусочки гоба, политые острым соусом с креветками или ломтиками обжаренной свинины. Кроме того, существуют гоба, приготовленные из сои или проса, а также сладкие гоба.
Вчерашний рис на следующий день обычно обжаривают на сале с яйцом, луком, чесноком, дайконом или кусочками вяленой колбасы (это блюдо известно как «нищий рис»). В южной части Сычуани популярен ароматный чжутунфань — рис с бобами мунг и копченым беконом, пропаренный в бамбуковых «трубах». Клейкий рис (цзюми или «винный рис») обычно используется в сладких блюдах и в качестве начинки при фаршировке, а также для изготовления лаоцзао («сладкого рисового вина» или «сладкого рисового супа»).
Также рис используют для приготовления рисовых шариков (танъюань), рисового желе (милянфэнь), пельменей и пирожков из рисового теста. Рисом покрывают многие сычуаньские блюда, в том числе парную говядину, свинину, курицу и рыбу; рис перемешивают с маринованными перцами чили и обжаривают в масле на сильном огне. В южной части провинции Сычуань для долгого хранения готовят «тенистый рис» (иньми) — пропаренный клейкий рис, высушенный в тени в бамбуковых лотках; позже из него готовят обжаренную или протушенную кашу с добавлением яиц (это блюдо традиционно дают женщинам после родов для восстановления сил).

### Сладкие блюда

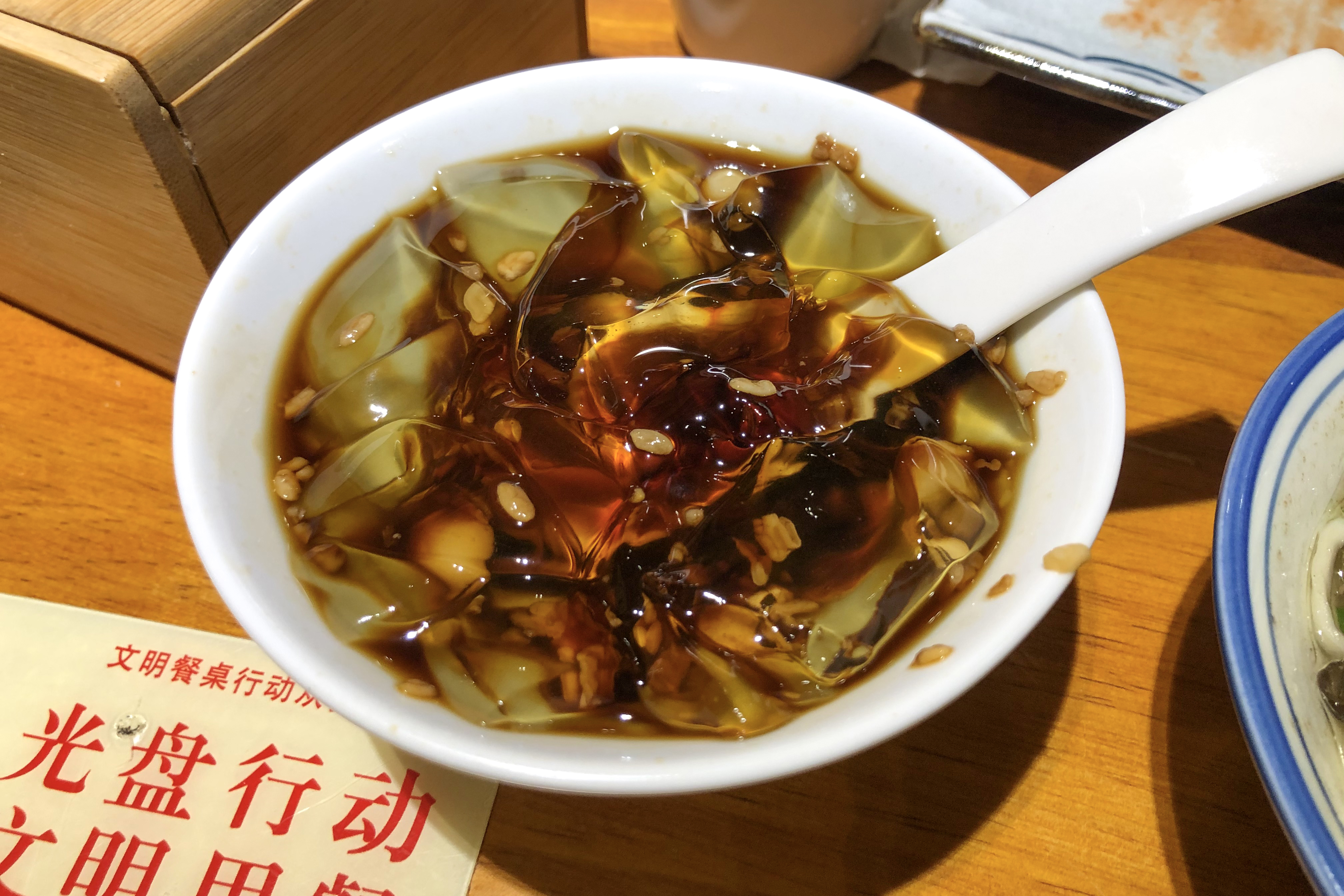
Бинфэнь

Сладкие блюда редко встречаются в повседневном рационе сычуаньцев. На свадебных церемониях сладкие блюда символизируют «сладкую жизнь», на других торжественных банкетах в качестве десерта обычно подают сладкий суп (гэнтан) с тремеллой и нарезанные фрукты. Для приготовления сладких блюд сычуаньские повара используют непривычные для Запада ингредиенты — различные корнеплоды, бобы или грибы; в сладкий рисовый пудинг добавляют свиной жир и соевый соус.
Популярным летним десертом является бинфэнь («ледяное желе»), который продают в жару среди уличной еды. Прозрачное желе изготавливают из семян никандры. В желе добавляют боярышниковые хлопья, ягоды годжи, изюм, клубнику, кусочки ананаса и груши, китайские финики, шарики таро (цветные шарики из таро, картофельной муки и бобовой пасты), рисовые шарики танъюань, кунжут, розовый соус, сладкую воду или лянся (ледяной рисовый пудинг в форме креветки).

## Напитки

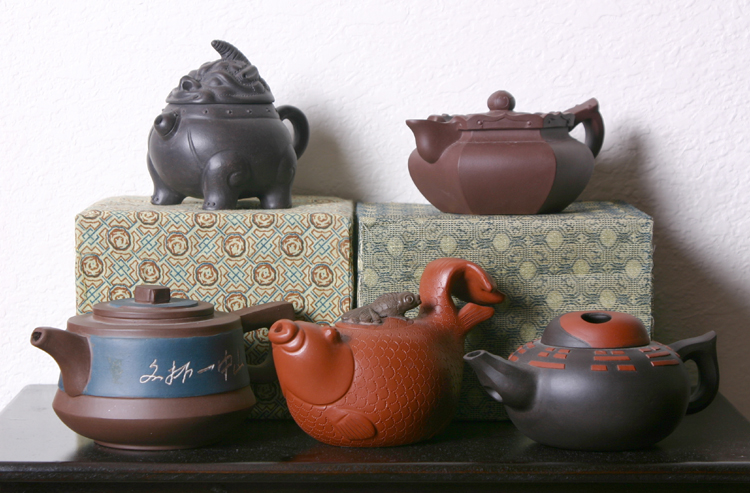
Набор для чайной церемонии

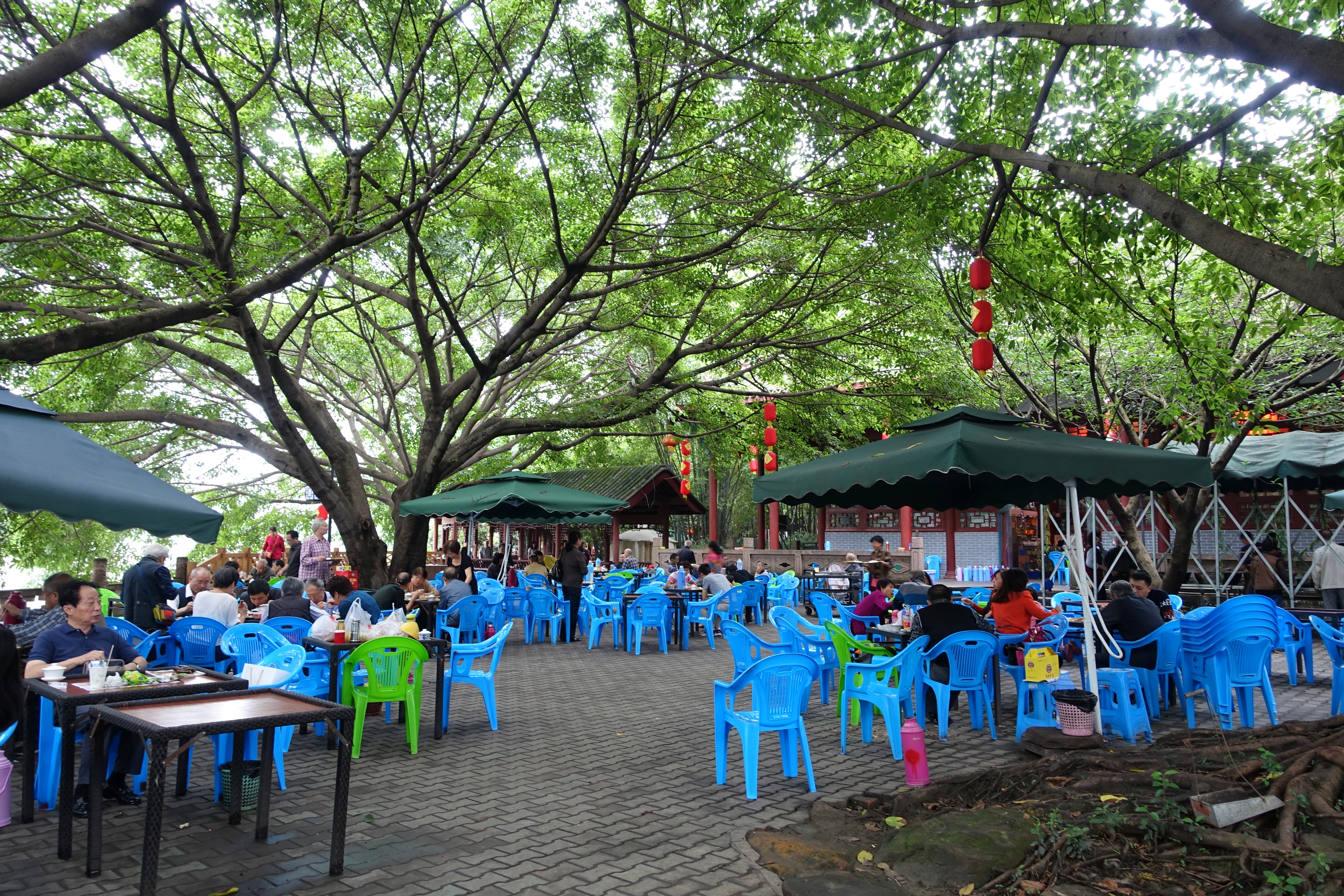
Чайный дом в одном из парков Чэнду

Обычно в Сычуани и Чунцине местные жители употребляют заваренный чай. Он подразделяется на чёрный, красный, бирюзовый, жёлтый, зелёный и белый. Чайные дома являются неотъемлемой частью местной культуры. Напиток подаётся до или после еды, но не во время трапезы. Исключением является травяной или цветочный чай, также известный как «красно-белый чай» (хунбайча) или «орлиный чай» (лаоинча). Его собирают вокруг священной даосской горы Цинчэншань и подают в жаркую погоду для охлаждения организма. Также в провинции популярны жасминовые чаи (молихуача или сянпянь), освежающие во время летнего зноя. Кроме того, сычуаньцы употребляют настой обжаренной гречихи, который подают горячим, как чай.
В каждой деревне или старом городском квартале вся общественная жизнь кипит вокруг чайного дома. Обычно он расположен на первом этаже здания и выходит в сад или тенистый дворик. Также летние чайные дома, оборудованные зонтиками, бамбуковой или пластиковой садовой мебелью, открывают на сезон в городских парках и скверах, возле туристических достопримечательностей (озёр, рек, пагод). Пожилые люди группируются вокруг столов, за которыми играют в маджонг, шахматы или карты. Кроме того, чайные дома, ориентированные на туристов и паломников, обустраивают на территории буддийских и даосских храмов.
С конца династии Цин и до середины XX века чайные дома Сычуани были центрами проведения досуга и неформального общения как для местных элит, так и простолюдинов: в них собирались чиновники, коммерсанты, журналисты, деятели искусства, философы и политические диссиденты. Некоторые чайные дома служили местом встречи членов сычуаньских тайных обществ (паогэ), которые использовали чашки для общения через сложный код. Одни заведения специализировались на театральных представлениях и сказительстве, другие — на сянци или вэйци, некоторые чайные дома получили печальную известность как места встречи проституток и их клиентов. Со временем многие ранее известные заведения исчезли, но кое-где и сегодня можно наткнуться на старый чайный дом, непременными атрибутами которого являются маленькие оперные труппы, бродячие массажисты и чистильщики ушей.
Способ подачи чая в Сычуани свой: здесь редко используют специальные чайники, заваривая чайные листья в мисках, накрытых крышкой (такой чай известен как гайваньча — «чай с миской и крышкой»). Крышка помогает сохранить температуру напитка, также ей удерживают всплывающие на поверхность чайные листья. В чайных домах для доливания кипятка в миски используют медные чайники с длинными носиками. Клиенты не ограничены по времени, но вкус чая с каждым доливанием воды тускнеет. В поездах и автобусах пассажирам обычно подают пакетированный чай. Монахи пьют зелёный чай считая, что он помогает при медитации.

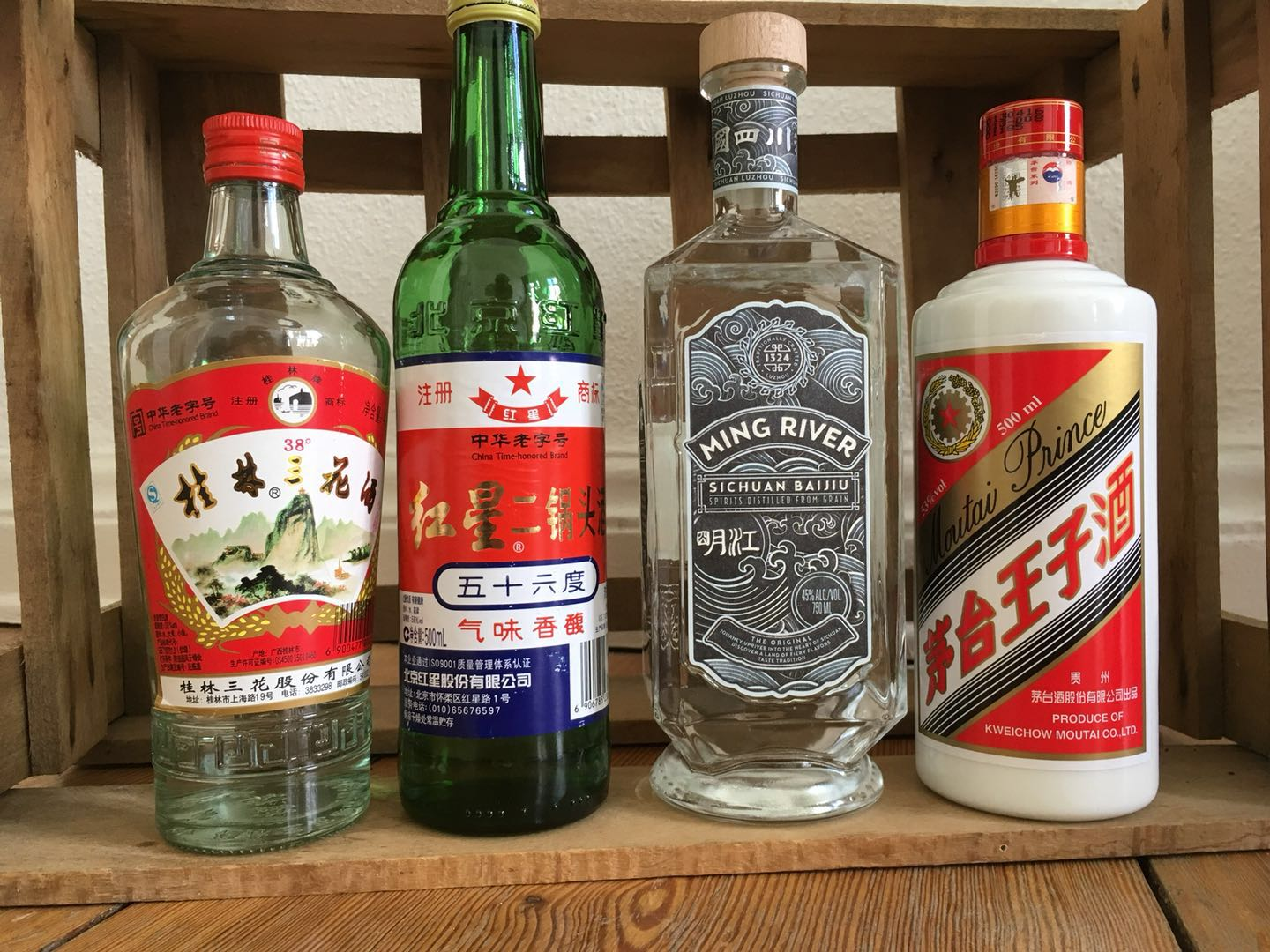
Четыре марки байцзю, в том числе сычуаньский бренд Ming River

На ужин под жирную и острую пищу сычуаньцы нередко пьют пиво марок Snow или Chongqing, рисовое вино (хуанцзю, мицзю и шаосин), по праздникам — байцзю сорта маотай или улянъе. Самым известным алкогольным напитком является улянъе («жидкость из пяти зёрен») — прозрачный ликёр с интенсивным ароматом, который изготавливают из сорго, длиннозернового риса, клейкого риса, пшеницы и кукурузы, используя воду реки Миньцзян. Лучшие сорта улянъе изготавливают в Ибине, который славился производством вина ещё в эпоху династии Мин. Крупнейшим производителем является компания Wuliangye Yibin.
Другим популярным алкогольным напитком является вино цюаньсин — крепкий ликёр, производимый из сорго в Чэнду с начала XIX века. Крепкие зерновые вина пьют из маленьких фарфоровых чашек. Обычно это «мужской напиток», женщины пьют рисовое вино редко. На деловых встречах всё чаще употребляют виноградные вина, особенно красные сухие (ганьхун); кроме того, острые сычуаньские блюда хорошо сочетаются с цветочными и ароматическими белыми винами (например, рислинг или гевюрцтраминер), а также с виски. После домашней трапезы сычуаньцы могут вообще не употреблять прохладительного или согревающего напитка, его заменяет лёгкий бульон. В сельской местности Сычуани бедные люди часто употребляют митан — воду, оставшуюся после варки риса.